# Т-34-85
Т-34-85 — войсковое обозначение последней и самой массовой модификации советского среднего танка Т-34 с орудием калибра 85 мм. Принят на вооружение РККА Постановлением ГКО № 5021 от 23 января 1944 года.
Спроектирован на базе серийного танка Т-34 образца 1942 года. Установка 85-мм пушки и конструктивные доработки значительно повысили боевую эффективность танка Т-34-85 по сравнению с Т-34-76.
Новая башня увеличенного объёма с усиленной броневой защитой конструктивно аналогична башне опытного танка Т-43. Повышена общая защищённость экипажа (5 человек), улучшены условия функционального взаимодействия членов экипажа. Показатели подвижности (быстроходность, манёвренность и проходимость) танка Т-34-85 вследствие увеличения его боевой массы снизились незначительно.
Весной-летом 1944 года прошли испытания стабилизатора 85-мм танковой пушки в вертикальной плоскости. Этот стабилизатор разработан специальным конструкторским бюро Наркомата судостроения под руководством А. Атовмьяна по теме «Таран». Особенности его конструкции в том, что гироскоп, раскручиваемый трёхфазным асинхронным двигателем, не располагался на орудии, но управлял цепями питания помпы гидравлического привода силовой части. Для питания гироскопа установлен преобразователь постоянного тока ГКЗ-Т на основе электродвигателя постоянного тока на 24 В и генератора трёхфазной сети напряжением 60 В и частотой 275 Гц. Потребляемая мощность стабилизатора 550 Вт, время запуска — 4,5 мин. Первые испытания макетного образца состоялись в марте-апреле 1944 года в Кубинке.
С 1944 года Т-34-85 являлся основным танком РККА в Великой Отечественной войне.
При незначительно возросшей, благодаря башне, общей бронезащите (по сравнению с танком Т-34-76), но недостаточной, в сравнении с тяжёлыми танками противника, танк Т-34-85 практически не утратил прежней подвижности и манёвренности — главного преимущества среднего танка в поединках с танками «Тигр» и «Пантера». Как боевая машина танк Т-34-85 явился классическим примером сочетания конструктивно-технологических решений, в своей совокупности обеспечивших наилучшее соответствие тактико-техническим требованиям, предъявлявшимся к «крейсерскому» танку на завершающем этапе Великой Отечественной (и Второй мировой) войны.
Т-34-85 производился в СССР с января 1944 года по 1950 год — до начала массового производства Т-54. По лицензии СССР 3185 танков этого типа произведено в Чехословакии в 1952—1958 годах и 1980 танков — в Польше в 1953—1955 годах.
Всего танков Т-34-85 (с учётом произведённых в ЧССР и ПНР) выпущено почти 30,5 тысячи, а с учётом ранее выпущенных Т-34-76 общий выпуск составил чуть более 65,8 тысячи. Это позволяет утверждать, что танк Т-34 является самым массовым танком в мире.
После войны Т-34-85 составил основу танковых войск Советской армии вплоть до середины 1950-х годов, до массового поступления в танковые войска СА новейших средних танков Т-54. Официально Т-34-85 снят с вооружения Вооружённых сил Российской Федерации в 1993 году.
После войны Т-34-85 в значительных количествах поставлялись в государства Европы и Азии, где использовались в вооружённых конфликтах, включая Корейскую и Шестидневную войны, и ряд других. По состоянию на 2007 год Т-34-85 ещё стоял на вооружении ряда стран.

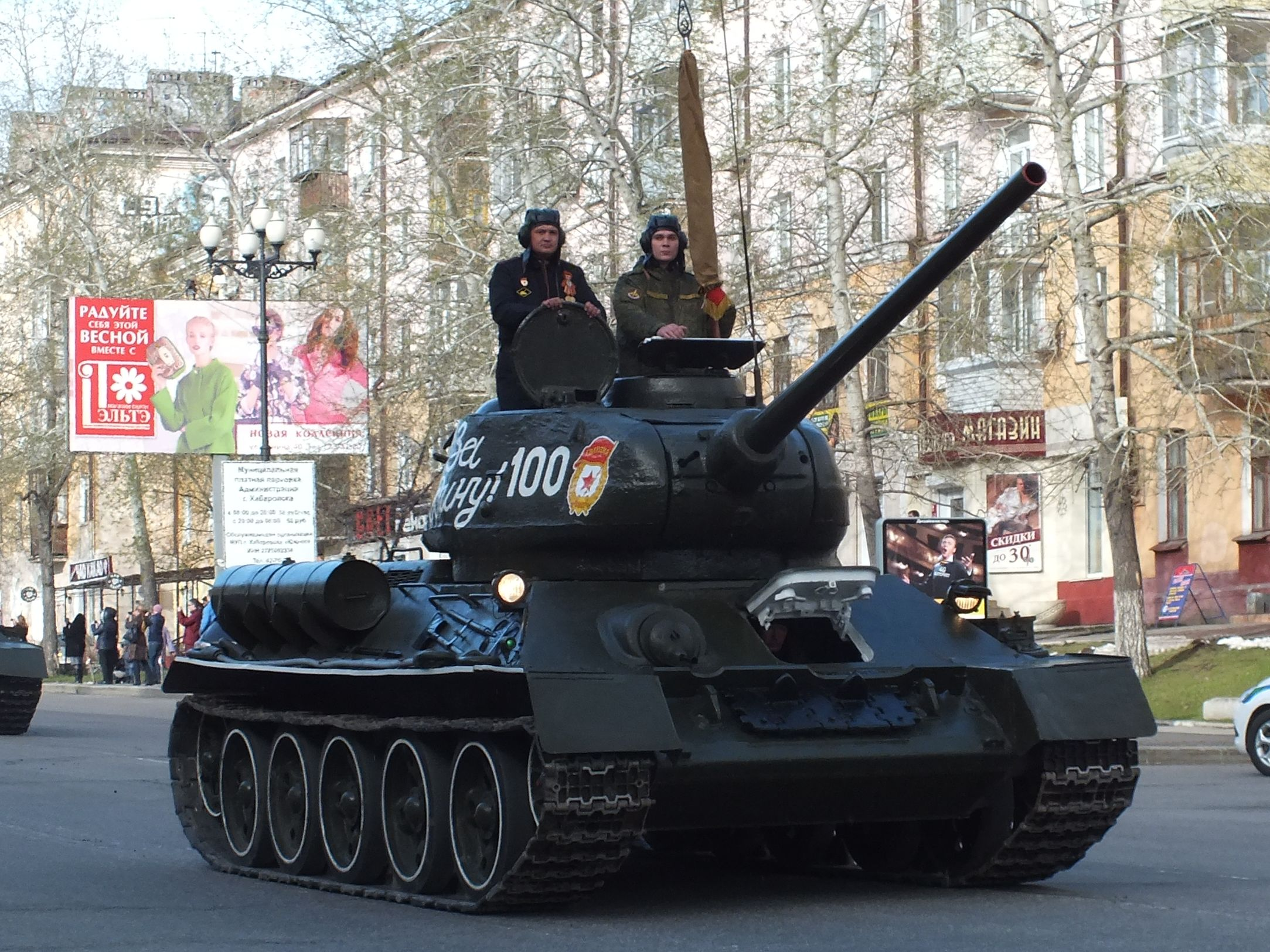
Т-34-85 на параде 9 мая 2015 в Хабаровске

## История создания
В конце 1942 года на Восточный фронт поступили новейшие германские танки и САУ с усиленной броневой защитой и мощным длинноствольным вооружением.
С 25 по 30 апреля 1943 г. на испытательном полигоне НИИБТ (Кубинка) зенитная 85-мм пушка 52-К пробила 100-мм лобовую броню трофейного танка «Тигр» с дистанции 1000 м. Баллистические характеристики зенитки 52-К были приняты за основу при проектировании 85-мм танковой пушки Д-5 с учётом сокращения сроков для освоения производства снарядов. Первоначально пушка Д-5, имеющая относительно большие габариты казённой части, предназначалась в варианте Д-5С для САУ СУ-85 на базе танка Т-34 и в варианте Д-5Т для тяжёлых танков КВ-85 и ИС-1. Вплоть до осени 1943 года в ГАБТУ и в НКТП возможность применения 85-мм пушки для серийного среднего танка Т-34 и перспективного опытного среднего танка Т-43 не рассматривалась.
Советский средний танк Т-34 с 76-мм пушкой Ф-34 сохранил своё превосходство над противником в быстроходности, манёвренности и проходимости, но значительно уступал «Тигру», «Фердинанду» и «Пантере» в броневой защите и вооружении. Летом 1943 года в ходе встречного танкового сражения под Прохоровкой танк Т-34 должен был сначала преодолеть «мёртвую» зону и максимально сблизиться с противником на дистанцию поражающего действия своей пушки. Фактически сложилась весьма неблагоприятная ситуация для бронетанковых сил РККА. Нарком В. А. Малышев получил выговор от Верховного главнокомандующего И. В. Сталина. На организационном уровне были приняты все мыслимые и немыслимые меры. Ведущее по танку Т-34 КБ завода № 183 исключило возможность установки 85-мм пушки на опытный танк Т-43. Оставался единственный вариант, приемлемый для условий военного времени — установка 85-мм пушки на серийный танк Т-34.

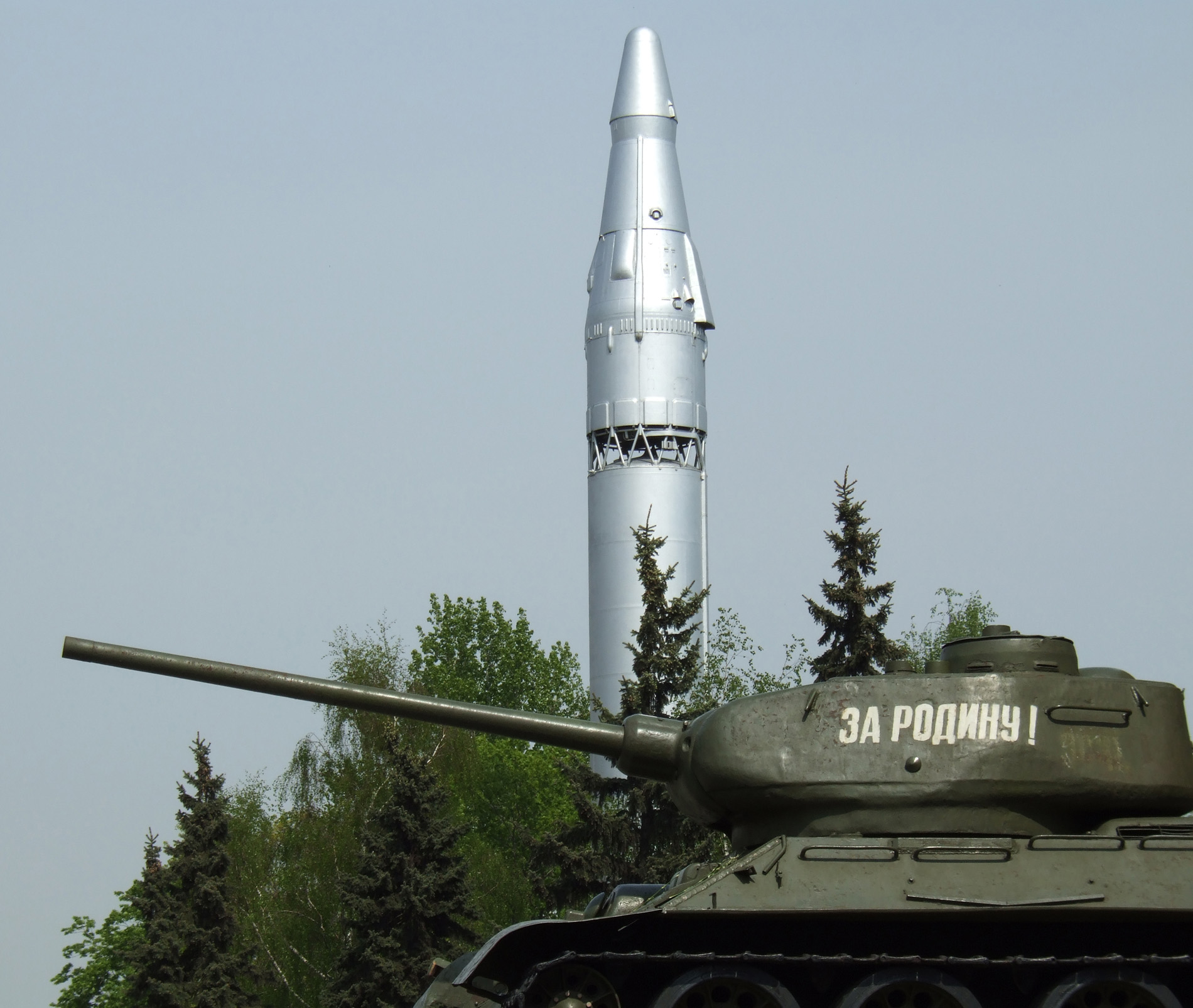
Танк Т-34-85 на площадке у входа в Центральный музей Вооружённых сил, Москва

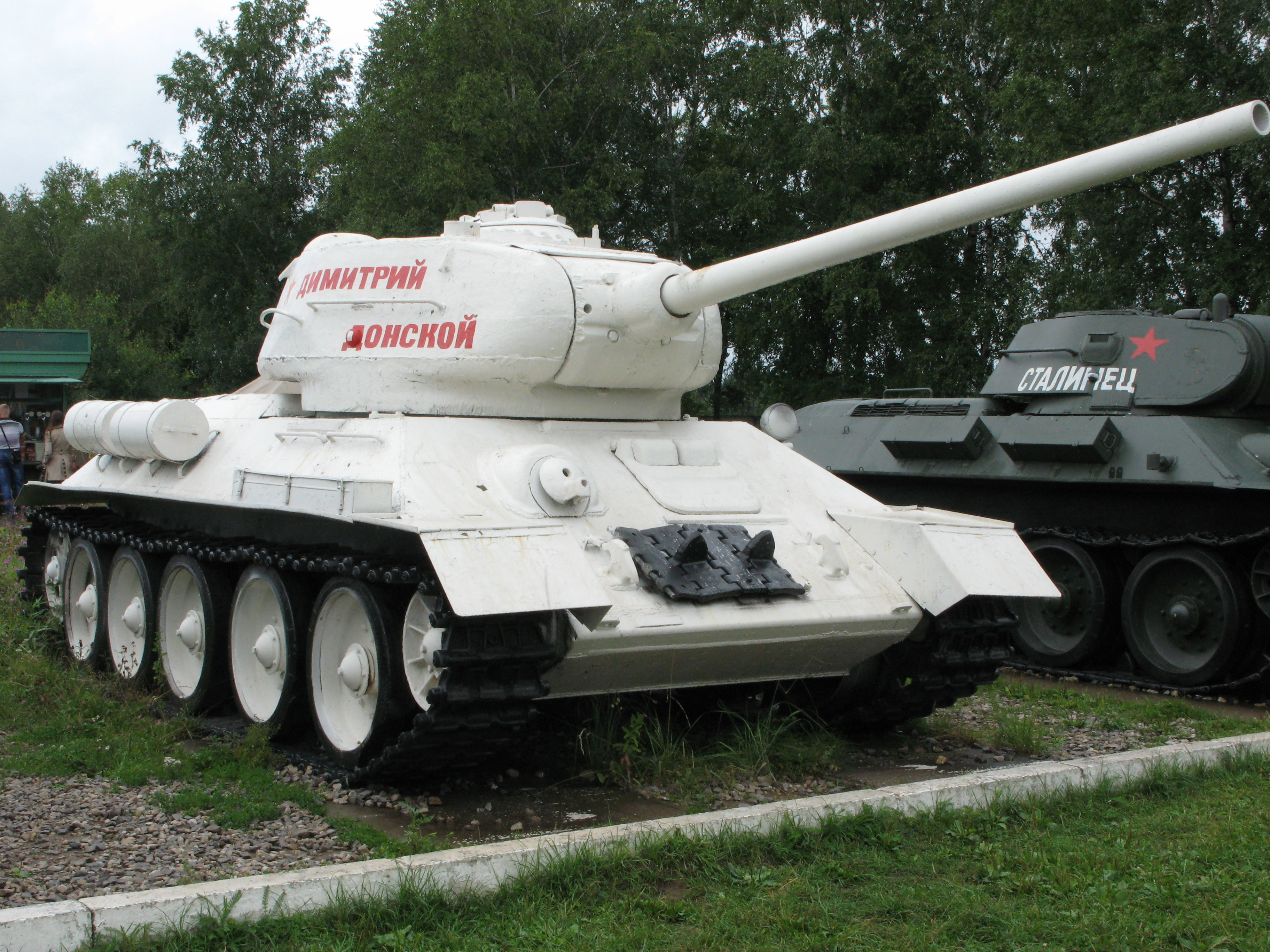
Танк Т-34-85 в Бронетанковом музее в Кубинке

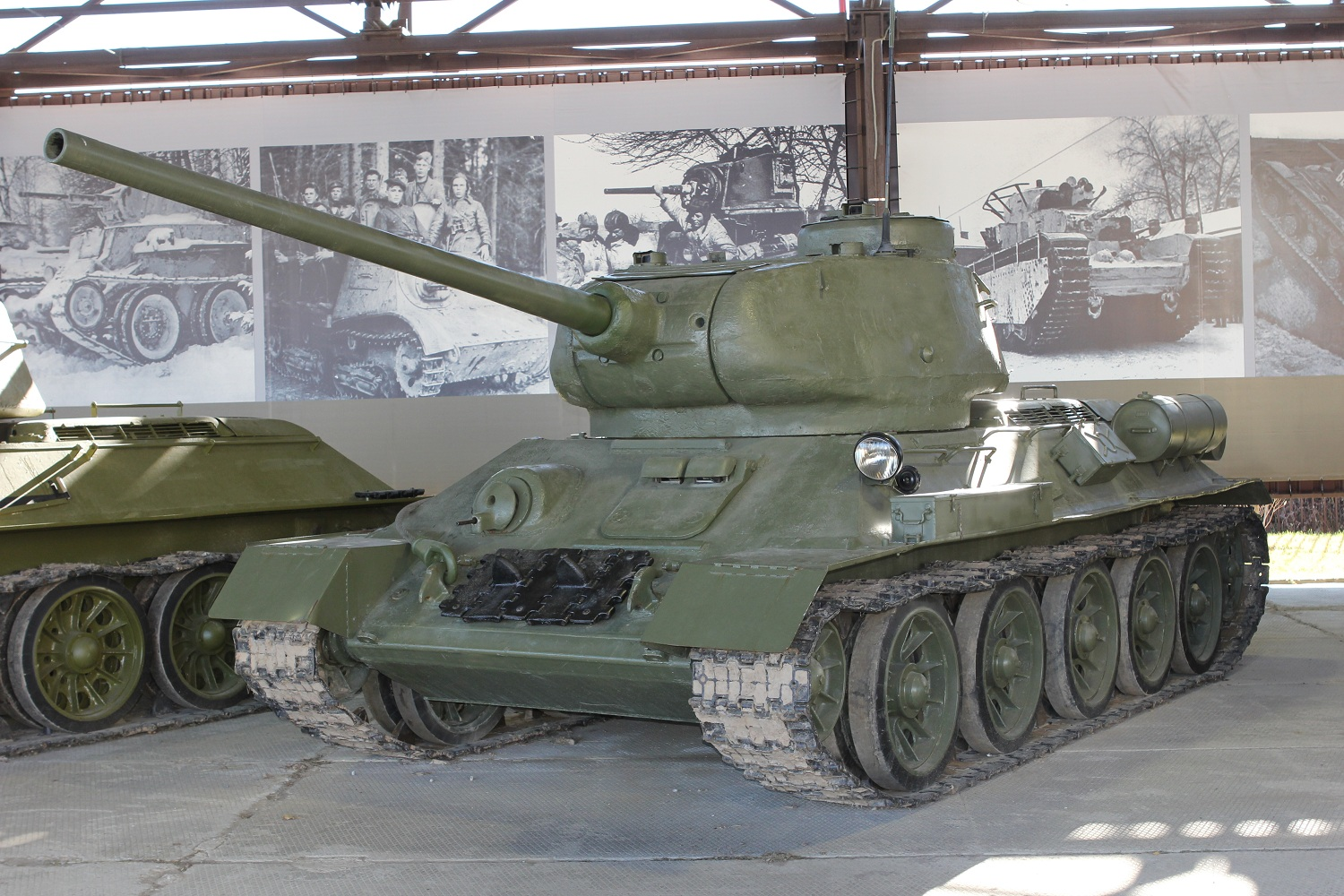
Танк Т-34-85 в Музее отечественной военной истории

В 1944 году Т-34-85 был запущен в массовое производство. Экипаж увеличился с 4 до 5 человек. Новая башня с усиленным бронированием и увеличенным объёмом была более удобной для экипажа и командира танка. Боевая масса машины увеличилась на несколько тонн, что привело к незначительному снижению характеристик манёвренности и проходимости.

### Эффект наклона брони
Анализ показал, что наклон брони способствует рикошету снарядов только в случае, когда калибр снаряда не превосходит толщины брони, то есть, в данном случае, для калибров менее 45 мм. С увеличением калибра вероятность рикошета от наклонного листа быстро снижается. Для снарядов калибра 88 мм наклон брони Т-34 практически не оказывал влияния на бронепробиваемость. Однако эффект приведённого значения толщины работает для любых калибров и нормализация снарядов при пробитии под углом 60° не превышает двух градусов. То есть, лист, расположенный к вертикали под углом 60°, фактически эквивалентен листу удвоенной толщины: 1/cos(60°)=2, — это позволяет более рационально закрывать внутренние объёмы, снижая общую массу бронирования. Именно поэтому наклонное расположение листов брони иногда используется в компоновках современных танков.

### Создание новой башни
В конце августа 1943 г. на завод № 112 (г. Горький) прибыли нарком танкостроения В. А. Малышев, начальник ГБТУ маршал бронетанковых войск Я. Н. Федоренко и ответственные сотрудники наркомата вооружений. На совещании с руководителями завода Малышев сказал: «Победа в Курской битве досталась нам дорогой ценой. Неприятельские танки вели огонь по нашим с расстояния 1500 м, наши же 76-мм танковые пушки могли поразить „Тигров“, „Пантер“ на дистанции 500—600 м. Образно выражаясь, противник имеет руки в полтора километра, а мы всего в полкилометра. Нужно немедленно установить в Т-34 более мощную пушку».
Первоначально предполагалось рассмотреть на конкурсной основе вариант установки на танк Т-34 85-мм пушки с зенитной баллистикой, Д-5Т, которая к этому времени была успешно применена на тяжёлых танках КВ-85, ИС-1 и на СУ-85, на базе танка Т-34, в варианте Д-5С. Однако с учётом габаритов пушки Д-5Т для неё было необходимо проектировать новую, более просторную башню. В связи с этим главный конструктор ЦАКБ В. Г. Грабин предложил вариант модернизации Т-34 под установку своей, более компактной пушки С-53, в штатную башню серийного танка Т-34 (образца 1943 г.), и представил свой проект на утверждение наркому вооружения Д. Ф. Устинову и наркому танкостроения В. А. Малышеву. Проект предполагал начало выпуска опытных образцов на заводе № 112. В пушке С-53 были реализованы довоенные конструктивные решения, разработанные для пушки «Ф-30», предназначенной для проектного тяжёлого танка КВ-220. Однако В. А. Малышев и многие специалисты Научно-танкового комитета (НТК) и Наркомата вооружений усомнились в достоинствах «Грабинского проекта». По приказу В. А. Малышева руководитель башенной группы завода № 183 М. А. Набутовский с группой специалистов срочно вылетел на завод № 112, чтобы во всём разобраться.
В октябре 1943 года для ускорения работ по увязке 85-мм пушки в башне танка Т-34 по инициативе В. А. Малышева башенная группа завода № 183, во главе с Набутовским, отправлена в ЦАКБ. Набутовский прибыл к Малышеву, и тот распорядился организовать филиал КБ завода № 183 на артиллерийском заводе, при котором работало ЦАКБ Грабина. После непродолжительной совместной работы с Грабиным Набутовский был направлен в КБ Ф. Ф. Петрова. В итоге был сделан совместный вывод, что для установки пушек С-53 и Д-5Т на танке Т-34 требуется новая, более просторная башня, с уширенным погоном. На специальном совещании в присутствии Д. Ф. Устинова, Я. Н. Федоренко и В. Г. Грабина М. А. Набутовский внёс встречное предложение проектировать для танка Т-34 новые башни для компоновки в них пушек С-53 и Д-5Т на основе конструкции башни опытного среднего танка Т-43, проект завода № 183. М. А. Набутовский подверг критике идею В. Г. Грабина. Из речи М. А. Набутовского: «Конечно, было бы весьма заманчиво поместить новую пушку в танк без существенных переделок. Решение это простое, но абсолютно неприемлемое по той причине, что при такой установке пушки крепление её окажется слабым, возникнет большой неуравновешенный момент. Кроме того, это создаёт тесноту в боевом отделении и существенно усложнит работу экипажа. Более того, при попадании снарядов в лобовую броню пушка вывалится». Набутовский заявил: «Приняв этот проект, мы подведём армию». Наступившее молчание нарушил Грабин: «Я не танкист, и не могу учесть всего. А для осуществления вашего проекта потребуется много времени, снижение производства». Устинов спросил: «Сколько времени надо, чтобы представить проект КБ завода № 183 на утверждение данного совещания?». Набутовский попросил неделю, директор завода № 112 К. Э. Рубинчик предоставил ему всё своё КБ. Устинов же назначил следующую встречу через три дня. На помощь М. А. Набутовскому прибыл А. А. Молоштанов.
При проектировании за основу была взята 3-местная башня опытного среднего танка Т-43. К вариантному проектированию башен для 85-мм пушки на основе 3-местной башни танка Т-43 приступили одновременно: КБ завода № 112 «Красное Сормово» во главе с В. В. Крыловым, для 85-мм пушки Д-5Т, и башенная группа завода № 183 во главе с А. А. Малоштановым и М. А. Набутовским, для 85-мм пушки С-53.
В течение трёх дней круглосуточной работы техническая документация по башне для пушки С-53 была готова.
В итоге, для танка Т-34 были спроектированы две новые башни, очень похожие друг на друга, напоминающие, но не копирующие, башню опытного танка Т-43, с диаметром погона «в свету» 1600 мм.
В октябре 1943 года был отдан Приказ ЦАКБ (Главный конструктор В. Г. Грабин) «О разработке специальной 85-мм пушки для танка Т-34».
В октябре 1943 года были произведены испытания пушки Д-5Т, установленной в новой башне завода № 112 на танке Т-34:

Для лучшего уравновешивания цапфы пушки были значительно вынесены вперёд, тем не менее, казённая часть орудия располагалась очень близко от кормового листа башни, что затрудняло работу заряжающего. Даже при движении танка с малой скоростью натренированные заряжающие не могли избежать соударений головной части снаряда о казённую часть орудия. Пушка Д-5Т занимала много места, поэтому в новой башне можно было разместить только двух человек. В итоге пушку Д-5Т на вооружение танка Т-34 не приняли.
— М. Барятинский
В октябре—ноябре 1943 года, выполняя приказ НКВ по созданию 85-мм пушки для танка Т-34, ЦАКБ и завод № 92 изготовили три опытных образца новых танковых орудий: С-53 (ведущие конструкторы ЦАКБ: Т. И. Сергеев, Г. И. Шабаров); С-50 (ведущие конструкторы ЦАКБ: В. Д. Мещанинов, В. А. Тюрин, А. М. Волгаевский); ЛБ-1 (ЛБ-85) (завод № 92, конструктор А. И. Савин). В ходе испытаний, продолжавшихся до конца 1943 года, предпочтение было отдано пушке С-53.

Пушка С-53 выгодно отличалась простотой конструкции, надёжностью и компактностью, обеспечивала возможность размещения в новой, более просторной башне, трёх членов экипажа. Тормоз отката и накатник расположены под основанием затвора, что позволяло уменьшить высоту линии огня и увеличить расстояние между казёнником и задней стенкой башни. Стоимость производства пушки С-53 оказалась даже ниже, чем для 76-мм пушки Ф-34, не говоря уже о Д-5Т.
— М. Барятинский
В начале декабря 1943 года завод № 112 отправил два опытных танка Т-34 с новыми башнями на московский артиллерийский завод, где в них установили пушки С-53 и провели, в основном, успешные испытания, в ходе которых проявились недоработки в её конструкции. В связи с этим на артиллерийском заводе № 92 в ходе очередного совещания с участием Д. Ф. Устинова, В. А. Малышева, Б. Л. Ванникова, Я. Н. Федоренко, Ф. Ф. Петрова, В. Г. Грабина и др. было принято решение пока ставить на «сормовские» танки Т-34 пушку Д-5Т и одновременно дорабатывать пушку С-53.
 — Серийное производство пушки С-53 предполагалось развернуть на заводе № 92 с 1 марта 1944 г., а до тех пор заводу № 112 «Красное Сормово» было разрешено устанавливать в новую башню конструкции завода № 112 пушку Д-5Т.
 — По плану, завод № 112 до конца 1943 г. должен был выпустить 100 танков Т-34 с пушкой Д-5Т, то есть, до официального принятия танка Т-34, с 85-мм пушкой в новой башне, на вооружение. Однако, первые машины были выпущены только в начале января 1944 г.
 — Заводу № 112 «Красное Сормово» предлагалось: обеспечить выпуск танков Т-34-85 с пушкой Д-5Т в количествах: в январе 1944 г. — 25 единиц; в феврале 1944 г. — 75 единиц; в марте 1944 г. — 150 единиц; с апреля 1944 г. — полностью перейти на производство танков Т-34-85, вместо Т-34-76.
1 января 1944 года пушка С-53 была принята на вооружение танка Т-34 с возможностью её установки в башни как со штатным погоном (1420 мм), так и расширенным погоном (1600 мм).
В январе 1944 года Молоштанов и Набутовский со всей документацией по компоновке новой пушки С-53 в новой башне для танка Т-34 прибыли на завод № 183.
При создании танковой пушки Д-5Т и победившей на конкурсных испытаниях С-53 была принята за основу баллистика 85-мм зенитной пушки 52-К образца 1939 года. Зенитка 52-К в ходе испытательных стрельб, проходивших с 25 по 30 апреля 1943 г. на полигоне НИИБТ в Кубинке, с дистанции 1000 м пробивала 100-мм лобовую броню трофейного «Тигра». Разработка новой танковой пушки на основе зенитки 52-К сокращала время на освоение производства снарядов.
Вследствие индивидуальных особенностей производства разных заводов и в зависимости от времени выпуска башни танков Т-34-85, оборудованные пушками С-53 и ЗИС-С-53, отличались: числом, конфигурацией и расположением литьевых и сварных швов; формой командирской башенки (в январе 1945 г. была внедрена в производство только одностворчатая крышка люка командирской башенки); формой и расположением защитных планок погона башни. Послевоенные башни завода № 112 имели разнесённое расположение вентиляционных колпаков, передний вентилятор — вытяжной, задний — нагнетательный.

## Серийное производство

###### Первое полугодие 1944 года
Серийное производство средних танков Т-34 продолжали осуществлять: завод № 112 «Красное Сормово»; «Уральский завод тяжёлого машиностроения» (УЗТМ) г. Свердловск; № 183 «Имени Коминтерна» г. Нижний Тагил; завод № 174, г. Омск.
Головным по производству танков Т-34-85 в 1944—1945 гг. являлся завод № 183. Сталинградский тракторный завод (СТЗ) не возобновил танковое производство; Уральский завод тяжёлого машиностроения «Уралмаш» (УЗТМ) г. Свердловск выпускал исключительно САУ на базе танка Т-34; Челябинский Кировский завод (ЧКЗ) г. Челябинск в марте завершил производство танков Т-34 и полностью переключился на выпуск тяжёлых танков и САУ на их базе. Все выпускавшиеся танки имели радиостанции.
На начальном этапе производства на заводе № 174 использовались ремонтные корпуса танков Т-34, поступавшие с завода № 180 (г. Саратов). 
| Производитель        | Комплектация     | январь | февраль | март | апрель | май  | июнь | июль | август | сентябрь | октябрь | ноябрь | декабрь | Всего |
| -------------------- | ---------------- | ------ | ------- | ---- | ------ | ---- | ---- | ---- | ------ | -------- | ------- | ------ | ------- | ----- |
| № 112 (Горький)      | Д5-Т             | 26     | 67      | 19   | 66     | 72   |      |      |        |          |         |        |         | 250   |
| № 112 (Горький)      | Д5-Т с РСБ-Ф     |        |         |      |        | 5    |      |      |        |          |         |        |         | 5     |
| № 183 (Нижний Тагил) | ЗИС-С-53         |        |         | 156  | 686    | 701  | 711  | 716  | 716    | 716      | 716     | 716    | 750     | 6584  |
| № 112 (Горький)      | ЗИС-С-53         |        | 34      | 132  | 218    | 201  | 305  | 308  | 314    | 283      | 300     | 300    | 300     | 2695  |
| № 112 (Горький)      | ЗИС-С-53 с РСБ-Ф |        |         |      | 12     | 22   | 10   | 7    | 1      | 32       | 15      | 15     | 15      | 129   |
| № 174 (Омск)         | ЗИС-С-53         |        |         |      |        |      | 13   | 93   | 146    | 198      | 190     | 190    | 140     | 970   |
| № 174 (Омск)         | Т-034-85         |        |         |      |        |      |      |      |        |          | 10      | 10     | 10      | 30    |
| Всего                | Всего            | 26     | 101     | 307  | 982    | 1001 | 1039 | 1124 | 1177   | 1229     | 1231    | 1231   | 1215    | 10663 |

| Производитель        | Вооружение       | январь | февраль | март | апрель | май  | июнь | июль | август | сентябрь | октябрь | ноябрь | декабрь | Всего |
| -------------------- | ---------------- | ------ | ------- | ---- | ------ | ---- | ---- | ---- | ------ | -------- | ------- | ------ | ------- | ----- |
| № 183 (Нижний Тагил) | ЗИС-С-53         | 716    | 725     | 716  | 719    | 716  | 716  | 681  | 676    | 501      | 450     | 500    | 240     | 7356  |
| № 112 (Горький)      | ЗИС-С-53         | 285    | 285     | 298  | 280    | 280  | 290  | 275  | 265    | 205      | 197     | 190    | 190     | 3255  |
| № 112 (Горький)      | ЗИС-С-53 с РСБ-Т | 15     | 15      | 2    | 15     | 15   | 15   | 15   | 15     | 10       | 3       | 10     | 10      | 3255  |
| № 112 (Горький)      | Т-034-85         |        |         | 15   | 20     | 20   | 10   |      | 10     |          |         |        |         | 3255  |
| № 174 (Омск)         | ЗИС-С-53         | 125    | 110     | 170  | 145    | 160  | 199  | 169  | 139    | 99       | 133     | 100    | 165     | 1714  |
| № 174 (Омск)         | Т-034-85         | 15     | 40      | 30   | 30     | 40   | 1    | 1    | 31     | 36       | 2       |        |         | 226   |
| Всего                | Всего            | 1156   | 1175    | 1231 | 1209   | 1231 | 1231 | 1141 | 1136   | 851      | 785     | 800    | 605     | 12551 |

##### 1946 год
Всего выпущен 2701 Т-34-85.
- Завод № 183 — 493 (производство закончено в феврале, когда сдали последние 42 танка);
- Завод № 112 — 1154 (производство закончено в IV квартале);
- Завод № 174 — 1054 (производство закончено в IV квартале).

Суммарный выпуск составил 25 915 танков.

#### Конструктивные особенности танков выпуска военного времени
У танка Т-34-85 качество и надёжность узлов и агрегатов достигли наивысшего уровня, при этом конструкция и компоновка сохранили исключительную технологичность, высокую ремонтопригодность, быстрое восстановление и ввод в строй танков, повреждённых в ходе боевых действий.
Конструктивный и весовой резервы дальнейшего повышения боевой эффективности танка Т-34-85 были исчерпаны далеко не полностью. В частности:
- не была реализована торсионная подвеска опорных катков, по аналогии с опытным танком Т-43 и серийным Т-44, которая обеспечила бы: улучшение динамических характеристик машины; увеличение объёма боевого отделения за счёт ликвидации бортовых шахт пружинных амортизаторов подвески опорных катков.

Примечание: Серийный средний танк Т-44 явился симбиозом серийного Т-34-85 и опытного Т-43. Усиление броневой защиты корпуса танка Т-44, по сравнению с Т-34, было достигнуто, в частности, за счёт: уменьшения его строительной высоты; ликвидации надгусеничных ниш, а значит, за счёт уменьшения полезного объёма корпуса, компенсируемого уменьшением количества членов экипажа.
В процессе серийного производства в конструкцию танков Т-34-85 заводы вносили изменения для снижения себестоимости производства, повышения надёжности, боевой живучести и боевой эффективности.
- По мере производства менялись форма и уменьшались размеры балки носовой части корпуса, соединяющей верхний и нижний лобовые листы, а на машинах поздних выпусков была вообще изъята — верхний и нижний лобовые листы сваривались встык[3].
- В течение 1944 года введены: крепление пяти запасных траков на верхнем лобовом листе корпуса; коробчатые передние грязевые щитки, откидывающиеся на петлях; установка малых дымовых шашек (МДШ) на кормовом листе корпуса[9].

Серийные танки Т-34-85 (как и их предшественники, Т-34) постройки разных заводов, при абсолютной унификации узлов и деталей, в то же время имели незначительные, индивидуальные — заводские, конструктивные отличия, обусловленные местными технологическими особенностями производства. В частности: различные варианты крепления запасных топливных баков на бортах корпуса; различные варианты защитных планок погона башни; в ходовой части использовались опорные катки только с резиновыми бандажами (дефицит резины был ликвидирован благодаря поставкам из США), как штампованные, так и литые, с развитым оребрением и облегчающими отверстиями; различные варианты гусеничных траков; орудийные башни отличались конфигурацией и расположением сварных и литьевых швов, количеством и расположением смотровых приборов, вентиляционных грибков, монтажных узлов; скоб-поручней; расположением и конструкцией командирской башенки.
Танки Т-34-85 с пушкой Д-5Т постройки завода № 112 «Красное Сормово», имели следующие конструктивные особенности:
- маска пушки у основания ствола цилиндрическая, меньше ширина амбразурного окна, установлен телескопический шарнирный прицел ТШ-16, отсутствовал электропривод поворота башни[8].
- Цапфы люльки пушки имеют большой вынос вперёд, относительно оси поворота башни, командирская башенка смещена вперёд, на крыше башни отсутствует антенный вывод, на первых башнях устанавливался только один вентиляционный грибок.

С февраля 1944 года завод № 112 начал выпускать танки Т−34-85 с пушкой С-53, при этом первые танки имели внешние признаки, аналогичные танкам с пушкой Д-5Т. В частности, конфигурацию ранней сормовской башни, U-образные монтажные рымы, расположение топливных баков и прочее.
В декабре 1944 года завод № 112 внёс на рассмотрение ГАБТУ ряд предложений по улучшению компоновки башни. В частности:
- о замене 2-створчатого командирского люка одностворчатым;
- о введении в нише башни безрамной боеукладки на 16 выстрелов;
- о дублировании управления поворотом башни;
- об улучшении вентиляции боевого отделения за счёт разнесения вентиляторов путём переноса одного из двух установленных в задней части крыши башни, в её переднюю часть. При этом, передний вентилятор являлся вытяжным, а задний — нагнетательным;

В январе 1945 года из вышеперечисленных предложений завода № 112 было внедрена только одностворчатая крышка люка командирской башенки.
Танки Т-34-85 с разнесёнными вентиляторными грибками на башне выпускались исключительно заводом № 112 уже после войны. В правом борту корпуса отсутствовала смотровая щель.

#### Лицензионное производство на заводах Польши и Чехословакии.
В конце 1940-х гг. в соответствии с решением правительств Польши и Чехословакии, для оказания помощи в освоении серийного производства танков Т-34-85 из СССР были переданы конструкторско-технологическая документация, технологическое оборудование, оснастка, откомандированы советские специалисты.
В 1949 году Завод ЧКД (Прага) приобрёл лицензию на производство танка Т-34-85 и САУ СУ-100.
В 1951 году лицензию на производство Т-34-85 приобрёл польский завод Bumar Labedy, расположенный в городе Гливице (Польша).
Танки Т-34-85 польского и чехословацкого производства имели незначительные конструктивные отличия. Серийное производство осуществлялось: в ПНР в течение 5 лет; в ЧССР в течение 6 лет.
К 1 мая 1951 года были собраны первые 4 польских Т-34-85, часть узлов и агрегатов для них были доставлены из СССР. С 1952 по 1956 год в ПНР было выпущено 1380 машин:
- 1952 — 5;
- 1953—310;
- 1954—370;
- 1955—430;
- 1956—265 (в том числе на экспорт — 130 для ГДР, переданы в марте-июле того же года).

Первые Т-34-85 в Чехословакии были собраны частично из комплектующих, поставленных из СССР. Первый танк собран 1 сентября 1951 года, ещё восемь танков были изготовлены до октября. Собранные в кратчайшие сроки под давлением СССР танки были подвергнуты серии испытаний. В ходе этих испытаний произошли некоторые отказы из-за низкого качества производства первых танков (в частности, рулевого управления, сцепления, приводов и электрооборудования). Однако, несмотря на эти недостатки, правительством танку был дан зелёный свет, и серийное производство на ЧКД в Соколове началось в феврале 1952 года и продолжалось до декабря 1953 года. В то же время было принято правительственное решение о переносе производства танков из Соколова в Мартин. Первый танк полностью чехословацкого производства был изготовлен зимой 1952 года. На заводе в Мартине первые танки изготовлены в мае 1952 года и их производство продолжалось до конца 1956 года.
Всего в Чехословакии в 1951-56 годы были произведены 2736 танков Т-34-85, с учётом спецмашин (инженерных машин VT-34, кранов JT-34, мостоукладчиков MT-34, эвакуационных машин PBCHT-34 и тяжёлых бульдозеров PB-34) — 3185. Танки ранних серий имели недостатки (например, редукторы оставались проблематичными в течение многих лет, их качество в первые годы было ниже, чем те же агрегаты советского производства). Все танки выпуска 1955-56 годов шли на экспорт. Всего для чехословацкой армии поставлены 1437 танков, на экспорт — 1299. В последние три года качество производства значительно улучшилось, и были внесены некоторые улучшения. На экспорт танки шли, главным образом, в Египет (820) и Сирию (120), Румынию и Болгарию, а также в другие страны, такие как Индия, Ирак и Йемен. Куба получила 100 танков (возможно, некоторые из состава ЧНА) за треть от их стоимости, другими покупателями по той же стоимости стали Мали (10) и Мозамбик.
В 1953 году польские Т-34 были дважды подвергнуты модернизациям и обозначены, соответственно, Т-34-85М1 и Т-34-85М2. В ходе модернизации был установлен предпусковой подогреватель; двигатель был приспособлен для работы на различных видах топлива; установлены устройства, облегчающие управление танком; изменено расположение боекомплекта; установлена система дистанционного управления курсовым пулемётом, позволившая сократить количество членов экипажа до 4 человек; установлено оборудование подводного вождения. В ПНР на базе танка Т-34 были разработаны и производились несколько образцов инженерных и ремонтно-эвакуационных машин.
Конструктивные особенности Т-34 польского производства
- иное расположение боекомплекта — 55 выстрелов;
- число членов экипажа сокращено до 4 человек благодаря новой системе наводки и заряжания лобового пулемёта;
- установлены дополнительные механизмы, облегчающие управление танком;
- установлено оборудование, обеспечивающее преодоление водных преград по дну;
- незначительно изменена конфигурация башни;
- увеличена угловая скорость вращения башни, до (25÷30)°/сек;
- установлены: другая радиостанция — «10РТ-26Э»; другое танковое переговорное устройство — ТПУ-47; другие приборы наблюдения для командира — ТПК-1 или ТПК-У25;
- установлен прибор ночного видения для механика-водителя;
- увеличен объём дополнительных топливных баков, обеспечивающих увеличение дальности хода до 650 км;
- двигатель приспособлен для работы на различных видах топлива, оборудован подогревателем, облегчающим запуск при отрицательных температурах.

Конструктивные особенности Т-34 чехословацкого производства
- Несколько иная конфигурация башни;
- Качество литья башни заметно выше, чем у башен советского производства;
- Иная форма и расположение дополнительных топливных баков;
- Иная форма броненакладок выхлопных труб;
- Порт подключения телефона с бронированной накладкой в задней части левого борта;
- Ограждение фары;
- Безбалочная носовая часть корпуса.

## Техническое описание танка Т-34-85
Т-34-85 с пушкой С-53 (ЗИС-С-53) имел трёхместную башню увеличенного размера (диаметр погона увеличен с 1420 до 1600 мм), что позволило увеличить объём боевого отделения, разместить более мощную пушку, дополнительного члена экипажа и освободить командира танка от роли наводчика для более эффективного координирования действий экипажа. 

Первые танки Т-34-85 постройки завода № 112 «Красное Сормово» с пушкой Д-5Т имели двухместную башню, несколько отличающуюся конструктивно от башни разработки завода № 183. Пушка Д-5Т занимала много места, что не позволило разместить дополнительного заряжающего.

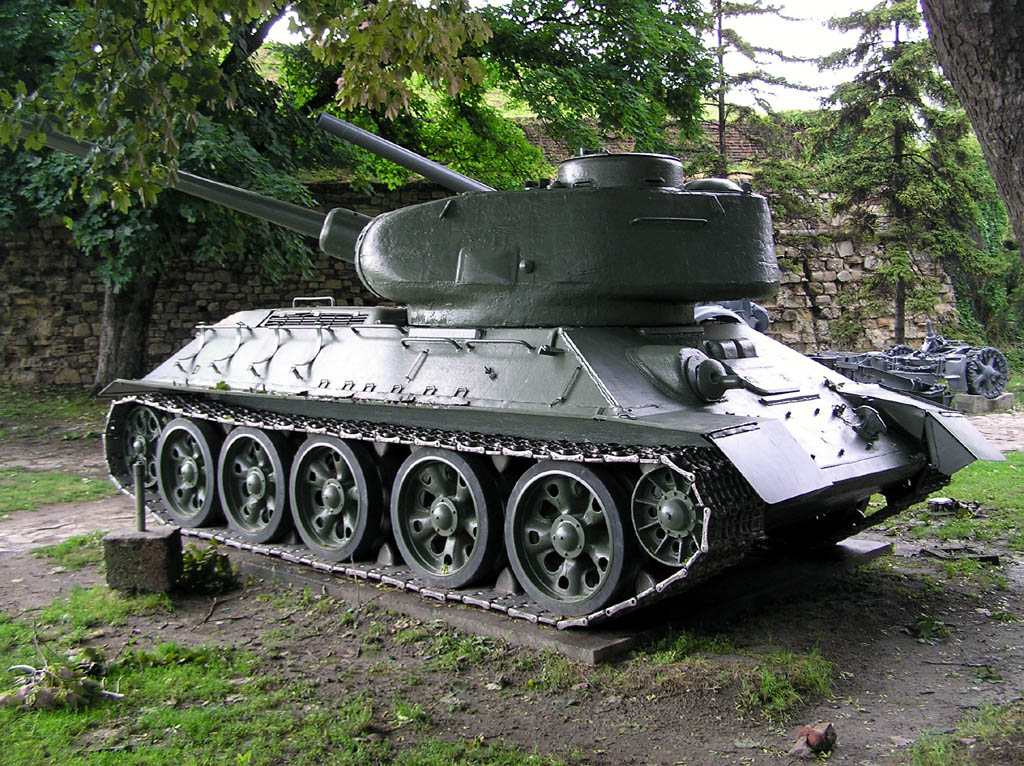
Т-34-85, вооружённый новой пушкой калибра 85 мм, имел трёхместную башню с погоном 1600 мм
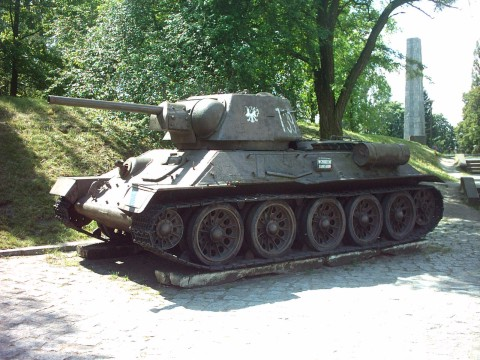
T-34-76, вооружённый пушкой калибра 76 мм, двухместная башня, диаметр погона 1420 мм, пушка Ф-34

Примечание: Танки Т-34-76 (Т-34 образца 1943 г.) завершающих серий выпуска, имели трёхместную башню с командирской башенкой. Наводчик орудия именовался: «командир башни» или «башнёр».

### Корпус танка Т-34-85

#### Компоновка корпуса
Внутренний объём корпуса условно разделён на четыре секционных отделения: отделение управления в передней части корпуса; боевое отделение в средней части корпуса; отделение силовой установки в задней части корпуса; отделение силовой передачи в кормовой части корпуса.
Боевое отделение, отделения силовой установки и силовой передачи отделены одно от другого съёмными стальными перегородками.
В отделении управления размещены:
- Механик-водитель по ходу слева и пулемётчик — справа;
- регулируемое по высоте сиденье механика-водителя и сиденье пулемётчика;
- рычаги и педали приводов управления агрегатами и системами силовой установки и силовой передачи; контрольно-измерительные приборы, контролирующие работу двигателя и электрооборудования.
- приборы, контролирующие работу двигателя и электрооборудования;
- лобовой пулемёт в шаровой установке; часть боекомплекта; аптечка; ЗИП.
- два баллона со сжатым воздухом для воздушного запуска двигателя;
- часть боекомплекта;
- два ручных углекислотных огнетушителя;
- аптечка;
- запасные изделия прилагаемые (ЗИП)[11].

Перед механиком-водителем расположены: два баллона со сжатым воздухом для воздушного запуска двигателя; щиток с контрольными приборами; левый и правый рычаги управления; кулиса коробки передач; рукоятка ручной подачи топлива; педаль подачи топлива; педаль тормозов с защёлкой; педаль главного фрикциона. 

Слева от водителя, на бортовой стенке, установлен электрощиток, на котором расположены: кнопка пуска электростартера; тахометр; спидометр. Под электрощитком закреплены два ручных углекислотных огнетушителя. 

В боевом отделении корпуса и в броневой башне размещены:
- По ходу танка, слева от пушки, наводчик орудия, за ним — командир танка; справа от пушки — заряжающий;

В боевом отделении корпуса размещены:
- внизу установлен форсуночный подогреватель системы подогрева;
- в ящиках укладывалась основная часть боекомплекта;
- по дну боевого отделения (под ящиками боекомплекта) проходят тяги приводов управления механизмами танка.
- по бокам секции боевого отделения, за вертикальными фальшбортами из листовой стали, размещены нижние, между шахтами пружинных амортизаторов подвесок опорных катков, и верхние топливные баки[11].

В отделении силовой установки расположены:
- в середине отделения, вдоль продольной оси, расположена подмоторная рама для крепления «V-образного» дизеля «В-2»;
- по бокам от двигателя расположены водяные радиаторы, аккумуляторные батареи, масляный радиатор — установлен на левом водяном радиаторе, масляные баки и средние топливные баки.
- в крыше отделения силовой установки выполнен люк для доступа к двигателю и люк для прохода воздуха к радиаторам — воздухоприток, закрываемый жалюзи;
- по днищу отделения проходят тяги управления танком[12].

В отделении силовой передачи расположены:
- агрегаты силовой передачи;
- электростартёр;
- два воздухоочистителя и кормовые топливные баки.
- в крыше над отделением силовой передачи выполнен люк-воздухоотвод, закрываемый жалюзи с сеткой;
- верхний кормовой бронелист выполнен откидным, имеет люк для доступа к агрегатам силовой передачи[12].
- ящик для инструмента и запасных частей установлен на горизонтальной полке правого борта[13].

#### Конструкция корпуса
Корпус танка — сварной, состоит из следующих основных частей: лобовой части; бортов; кормовой части; днища и крыши.
Броневые листы корпуса выполнены из катаной брони, соединены между собой электросваркой, имеют толщины и углы наклона, соответственно: верхний лобовой — 45 мм, 60°; нижний лобовой — 45 мм, 53°; верхний кормовой — 45 мм, 48°; нижний кормовой — 45 мм, 45°; верхние бортовые — 40°. Передний лист днища толщиной 20 мм, остальные — 13 мм. Крыша толщиной 20 мм.
Лобовая часть корпуса. Состоит из верхнего и нижнего лобовых бронелистов.
Примечательно, то, что, по мере производства танков Т-34-85, балка носовой части корпуса, соединяющая верхний и нижний лобовые листы, уменьшалась в размерах, а на машинах поздних выпусков была изъята — верхний и нижний лобовые листы сваривались встык.
На верхнем лобовом листе справа прорезана амбразура для шаровой установки лобового (курсового) пулемёта и приварена броневая защита (броневой колпак амбразуры), слева прорезан люк для входа и выхода механика-водителя, закрываемый крышкой. В крышке люка механика-водителя выполнены два окна для установки смотровых приборов наблюдения, закрытых броневыми крышками, открываемых механическим приводом от внутренней рукоятки. По бокам от буксирных крюков выполнены резьбовые отверстия, закрываемые броневыми заглушками на резьбе. Через эти отверстия обеспечивается доступ к хвостовикам «червяков» механизма натяжения гусениц.
Борта корпуса. Состоят из нижних вертикальных и верхних наклонных бронелистов, к которым приварены горизонтальные полки (надкрылки). К нижним сторонам наклонных бронелистов, с внешней стороны, приварены горизонтальные надгусеничные полки, которые совместно с горизонтальными полками корпуса образуют грязезащитные крылья, служат местом для расположения ящиков ЗИП и опорой для десантников.
На надгусеничной полке левого борта установлен ящик с инструментом и запасными частями для пушки.
На надгусеничной полке правого борта: установлен ящик для инструмента и запасных частей; закреплены запасные траки для гусениц; уложен один или два буксирных троса.
На левом наклонном бронелисте корпуса установлены: впереди — кронштейны фары и сигнального тифона; в кормовой части — кронштейны крепления двух запасных, небронированных баков, один для топлива, другой для масла.
На правом наклонном бронелисте корпуса установлены: впереди — кронштейн вывода радиоантенны; в кормовой части — кронштейны крепления двух запасных небронированных топливных баков.
Топливо и масло, находящееся в запасных, небронированных топливных баках, расходуются до вступления танка в бой.
В каждом нижнем вертикальном листе выполнены отверстия для прохода торсионных осей подвески балансиров опорных катков, вырезы для цапф балансиров. С внешних сторон к нижним вертикальным листам приварены кронштейны для крепления резиновых упоров, ограничивающих перемещение опорных катков вверх. С внутренней стороны вертикальных бронелистов приварены шахты для пружинных амотизаторов (рессор) подвесок опорных катков. Между шахтами для амортизационных пружин подвесок 2-й и 3-й пар опорных катков, по бокам секции боевого отделения, оборудованы отсеки для передних — нижних и верхних, бортовых топливных баков, между шахтами для амортизационных пружин подвесок 3-й и 4-й пар опорных катков, по бокам секции силовой установки, оборудованы отсеки для средних топливных баков. За шахтами амортизационных пружин 5-й пары опорных катков оборудованы отсеки для кормовых топливных баков. Топливные отсеки закрыты изнутри танка, вертикальными фальшбортами из листовой стали.
Корма корпуса. Состоит из верхнего и нижнего кормовых листов и картеров бортовых передач.
Верхний кормовой лист, съёмный, крепится болтами к бортовым листам и может откидываться назад на петлях. В средней части этого листа выполнен круглый люк для доступа к силовой передаче (агрегатам трансмиссионного отделения), закрываемый крышкой на петлях и болтах, а по бокам выполнены два овальных отверстия для вывода выхлопных труб, защищённых снаружи броневыми колпаками и установлены кронштейны с замками для крепления дымовых шашек. Провода к электрозапалам дымовых шашек проведены в стальных защитных трубках, закреплённых на верхнем кормовом листе.
Днище корпуса. В днище корпуса выполнены: лючки для доступа к деталям подвесок, к сливным пробкам баков и картера коробки передач; люк для доступа к водяному и масляному насосам двигателя; в передней части днища, справа, выполнен люк для выхода экипажа из танка в условиях, когда обстановка не позволяет выйти через верхние люки. На внутренней части днища корпуса установлены кронштейны для крепления агрегатов силовой установки и силовой передачи, а также сидений механика-водителя и пулемётчика.
Крыша корпуса. Состоит из трёх частей: крыши боевого отделения; крыши отделения силовой установки; крыши силовой передачи.
Крыша над боевым отделением (подбашенный лист) приварена к лобовому и бортовым листам, имеет вырез диаметром 1600 мм. С внутренней стороны, по периметру погонного выреза, приварен кольцевой корпус башенной шариковой опоры.
В крыше над боевым отделением выполнены люки: по углам, люки над шахтами для пружин подвесок 2-й и 3-й пар опорных катков; впереди, справа и слева — два круглых люка для доступа к пробкам заливных горловин передних и средних топливных баков. Все люки закрыты броневыми крышками.
Крыша отделения силовой установки, съёмная, крепится болтами к бортовым листам и перегородкам, состоит из среднего листа, расположенного над двигателем, имеющего люк для доступа к двигателю и двух боковых листов с воздухопритоками, закрываемыми жалюзи, выполненным из броневых листов. Управление жалюзи осуществляется из боевого отделения. Каждый воздухоприток закрыт броневым колпаком с вырезами для прохода воздуха. Через эти вырезы и воздухоприток воздух засасывается вентилятором и используется для охлаждения и питания двигателя. В боковых листах крыши отделения силовой установки выполнены по два люка над шахтами для пружин подвесок 3-й и 4-й пар опорных катков и по одному люку для подхода к заправочным горловинам маслобаков. Все люки закрыты броневыми крышками.
В крыше отделения силовой передачи установлены жалюзи воздухоотвода, закрываемые сеткой. Управление жалюзи осуществляется из боевого отделения. С правой стороны крыши отделения силовой передачи выполнен лючок, закрытый броневой крышкой, для доступа к заправочной горловине кормовых топливных баков.

### Орудийная башня танка Т-34-85
В октябре 1943 года для ускорения работ по увязке 85 мм пушки в башне танка Т-34 по инициативе В. А. Малышева башенная группа завода № 183 во главе с Набутовским отправлена в ЦАКБ. Набутовский прибыл к Малышеву, и тот распорядился организовать филиал КБ завода № 183 на артиллерийском заводе, при котором работало ЦАКБ Грабина. После непродолжительной совместной работы с Грабиным Набутовский был направлен в КБ Ф. Ф. Петрова.
В итоге был сделан совместный вывод, что для установки пушек С-53 и Д-5 на танке Т-34 требуется новая, более просторная башня, с уширенным погоном.
М. А. Набутовский на специальном совещании в присутствии Д. Ф. Устинова, Я. Н. Федоренко и В. Г. Грабина внёс встречное предложение проектировать для танка Т-34 новые башни для компоновки в них пушек С-53 и Д-5Т, на основе конструкции башни опытного среднего танка Т-43, проект завода № 183. М. А. Набутовский подверг идею В. Г. Грабина критике. Из речи М. А. Набутовского: «Конечно, было бы весьма заманчиво поместить новую пушку в танк без существенных переделок. Решение это простое, но абсолютно неприемлемое по той причине, что при такой установке пушки крепление её окажется слабым, возникнет большой неуравновешенный момент. Кроме того, это создаёт тесноту в боевом отделении и существенно усложнит работу экипажа. Более того, при попадании снарядов в лобовую броню пушка вывалится». Набутовский заявил: «Приняв этот проект, мы подведём армию».
Наступившее молчание нарушил Грабин: «Я, не танкист, и не могу учесть всего. А для осуществления вашего проекта потребуется много времени, снижение производства». Устинов спросил: «Сколько времени надо, чтобы представить проект КБ завода № 183 на утверждение данного совещания?» Набутовский попросил неделю, директор завода № 112 К. Э. Рубинчик предоставил ему всё своё КБ. Устинов же назначил следующую встречу через три дня. На помощь М. А. Набутовскому прибыл А. А. Молоштанов.
При проектировании за основу была взята 3-местная башня опытного среднего танка Т-43. Проектирование башен начали одновременно КБ завода № 122 «Красное Сормово» во главе с В. В. Крыловым для 85-мм пушки Д-5Т, и башенная группа завода № 183 во главе с А. А. Малоштановым и М. А. Набутовским для 85-мм пушки С-53.
В течение трёх дней круглосуточной работы техническая документация по новой башне для пушки С-53, была готова.
В результате для танка Т-34 были разработаны две новые башни, очень похожие друг на друга, напоминающие, но не копирующие башню опытного танка Т-43, с диаметром погона «в свету» −1600 мм.
Был отдан Приказ ЦАКБ (Главный конструктор В. Г. Грабин) «О разработке специальной 85-мм пушки для танка Т-34».
В октябре 1943 года были произведены испытания пушки Д-5Т на танке Т-34 — в новой башне, разработанной заводом № 112.
Для лучшего уравновешивания, цапфы пушки были значительно вынесены вперёд, тем не менее, казённая часть орудия располагалась очень близко от кормового листа башни, что затрудняло работу заряжающего. Даже при движении танка с малой скоростью, натренированные заряжающие не могли избежать соударений головной части снаряда о казённую часть орудия. Пушка Д-5Т занимала много места, поэтому в новой башне можно было разместить только двух человек. В итоге, пушку Д-5Т, на вооружение танка Т-34 не приняли.
В октябре—ноябре 1943 года, выполняя приказ НКВ по созданию 85-мм пушки для танка Т-34, ЦАКБ и завод № 92 изготовили три опытных образца новых танковых орудий: С-53, (ведущие конструкторы ЦАКБ: Т. И. Сергеев, Г. И. Шабаров); С-50, (ведущие конструкторы ЦАКБ: В. Д. Мещанинов, В. А. Тюрин, А. М. Волгаевский); ЛБ-1(ЛБ-85), (завод № 92, конструктор А. И. Савин). В ходе испытаний, продолжавшихся до конца года, предпочтение было отдано пушке С-53.
Пушка С-53 выгодно отличалась простотой конструкции, надёжностью и компактностью, обеспечивала возможность размещения в новой, более просторной башне трёх членов экипажа. Тормоз отката и накатник расположены под основанием затвора, что позволяло уменьшить высоту линии огня и увеличить расстояние между казёнником и задней стенкой башни. Стоимость производства пушки С-53 оказалась даже ниже, чем для 76-мм пушки Ф-34, не говоря уже о Д-5Т.
В начале декабря 1943 года завод № 122 отправил два опытных танка Т-34, с новыми башнями, на московский артиллерийский завод, где в них установили пушки С-53 и провели, в основном, успешные испытания, в ходе которых, проявились недоработки в её конструкции. В этой связи, на артиллерийском заводе № 92, в ходе очередного совещания, с участием: Д. Ф. Устинова, В. А. Малышева, Б. Л. Ванникова, Я. Н. Федоренко, Ф. Ф. Петрова, В. Г. Грабина и др., было принято решение, пока, ставить на «сормовские» танки Т-34 пушку Д-5Т и одновременно дорабатывать пушку С-53.
Серийное производство пушки С-53 предполагалось развернуть на заводе № 92, с 1-го Марта 1944 г., а до тех пор, заводу № 112 «Красное сормово», было разрешено устанавливать в новую башню, конструкции завода № 112, пушку Д-5Т.
По плану, завод № 112 до конца 1943 года должен был выпустить 100 единиц танков Т-34 с пушкой Д-5Т, то есть до официального принятия танка Т-34 с 85-мм пушкой в новой башне на вооружение. Однако первые машины были выпущены только в начале января 1944 года.
Заводу № 112 «Красное Сормово» предлагалось: обеспечить выпуск танков Т-34-85 с пушкой Д-5Т в количествах:
- В январе 1944 г. — 25 единиц;
- В феврале 1944 г. — 75 единиц;
- В марте 1944 г. — 150 единиц;
- С апреля 1944 г. — полностью перейти на производство танков Т-34-85, вместо Т-34-76[9].

1 января 1944 года пушка С-53 была принята на вооружение танка Т-34, причём, как со штатным (1420 мм), так и расширенным (1600 мм) погонами.
Молоштанов и Набутовский, со всей документацией по компоновке новой пушки С-53 в новой башне, для танка Т-34, прибыли на завод № 183.

#### Конструкция башни с пушкой С-53 (ЗИС-С-53)
Башня Т-34-85, разработана на основе проекта башни для опытного среднего Т-43, пятигранная, с закруглёнными рёбрами, имела толщину брони увеличенную до 90 мм в лобовой части. Советские танкисты почему-то относили конфигурацию башни танка Т-34-85 к категории «Коническая», а башню танка Т-54 к категории «Полусферическая».
При создании новой танковой пушки Д-5Т и победившей на конкурсных испытаниях С-53 была принята за основу баллистика 85 мм зенитной пушки 52-К образца 1939 года. В ходе испытательных стрельб, проходивших с 25 по 30 апреля 1943 года на полигоне НИИБТ в Кубинке, зенитка 52-К пробивала 100 мм лобовую броню трофейного «Тигра» с дистанции 1000 м. Кроме того, разработка новой танковой пушки на основе зенитки 52-К, сокращала время на освоение производства снарядов.
Фактически, конфигурация корпуса башни образована лобовой, скруглённой, амбразурной частью, пятью плоскими наклонными гранями, сопрягающими линейными поверхностями переменного радиуса, и плоской, горизонтальной шестигранной крышей.
- Башня литая, шестигранной формы в плане, с наклонными боковыми стенками. В передней стенке вырезана амбразура для установки пушки, закрываемая качающейся бронировкой[8].

Технологически, башня, делится на три части: погонная часть; корпусная часть; крыша башни, соединённые друг с другом, по периметрам, сварными швами.
Погонная часть (верхний башенный погон) — крупногабаритная отливка, внизу цилиндрическая, сопряжённая, в верхней своей части, с шестигранным основанием для монтажа корпусной части.
Цилиндрическая часть служит обоймой для вваренного в него опорного кольца верхнего погона шариковой опоры. [2]стр.54.
Корпусная часть — крупногабаритная отливка, образована лобовой (амбразурной) частью, (толщина 90 мм) и 5-ю наклонными плоскими гранями (стенками): двумя передними — боковыми, (толщина 75 мм, уклон 20°); двумя задними — боковыми, (толщина 75 мм, уклон 20°) и одной кормовой гранью, (толщина 52 мм, уклон 10°), сопряжёнными друг с другом радиусными скруглениями.

В лобовой части образовано амбразурное окно, для установки пушки, закрываемое качающейся броневой защитой (маской) пушки. С внутренней стороны, к лобовой части приварены кронштейны с приливами, к которым, болтами крепятся горизонтальные цапфы для люльки пушки. На левом кронштейне расположен стопор крепления пушки «По походному», и подъёмный механизм пушки.[2]стр.54.

В боковых стенках башни выполнены амбразуры для ведения огня из личного оружия, закрываемые броневыми заглушками. Снаружи, на боковых стенках башни, приварены: поручни для десантников; монтажные крюки или скобы-«рымы». На кормовой стенке башни, снаружи, приварены крепления для брезента.
Крыша башни: плоская, шестигранная, вырезана из плоского броневого листа (толщина 20 мм). В крыше выполнены люковые вырезы: 

— для установки двух перископических приборов наблюдения, для заряжающего и наводчика; 

— вентиляционные, под установку двух вентиляторов боевого отделения, закрываемых броневыми колпаками с окнами для прохода воздуха;

— вывод антенны; 

— люк для входа и выхода заряжающего и наводчика; 

— вырез под установку командирской башенки.
Командирская башенка. Служит для обеспечения кругового обзора командиру танка. Цилиндрической формы, отлита из брони и приварена по периметру к крыше орудийной башни. В стенках башенки выполнены пять щелей, закрытых прозрачными бронестёклами «триплекс», через которые, с помощью смотровых приборов, командир производит круговой обзор, как при вращающейся, так и при неподвижной орудийной башне. Крыша башенки вращается на шариковой опоре. На её крыше выполнен люк командира танка и установлен перископический смотровой прибор наблюдения, подобный приборам, установленным на крыше орудийной башни.[2]стр.54.
В связи с индивидуальными особенностями производства разных заводов, и в зависимости от времени выпуска, башни, танков Т-34-85, оборудованные пушками С-53 и ЗИС-С-53 отличались: числом, конфигурацией и расположением литьевых и сварных швов; формой командирской башенки, (в январе 1945 г. была внедрена в производство только одностворчатая крышка люка командирской башенки); формой и расположением защитных планок погона башни. Послевоенные башни завода № 112, имели разнесённое расположение вентиляционных колпаков, передний вентилятор — вытяжной, задний — нагнетательный.

#### Компоновка башни с пушкой С-53 (ЗИС-С-53)
Внутри башни установлено основное вооружение танка: пушка и один спаренный с ней пулемёт. Вертикальная наводка пушки производится вручную, с помощью секторного подъёмного механизма, расположенного слева от пушки. Вертикальный угол возвышения пушки — 22°. Вертикальный угол снижения — 5°, при этом непоражаемое (мёртвое) пространство для пушки и спаренного пулемёта, на поверхности земли составляет 23 метра. Высота линии огня пушки — 2020 мм. Вращение башни производится механизмом поворота, расположенным слева от пушки, при помощи ручного привода, с угловой скоростью 0,9° за один оборот маховика или электромеханического привода, с угловой скоростью 25-30°/сек. В кормовой нише и на стеллажах размещена основная укладка для шестнадцати (на некоторых машинах — двенадцати) выстрелов. На правой стенке башни, в хомутах, закреплены 4 выстрела. Для обеспечения отката пушки после выстрела, за казённой частью обеспечено свободное пространство. Внутри башни, с левой стороны, укреплены: кронштейн для механизма поворота башни и бонки крепления радиостанции и аппаратов танкового переговорного устройства (ТПУ). Внутри башни, на левой задней и кормовой стенках, установлены кронштейны крепления приёмопередатчика и блока питания радиостанции. К башне присоединены, вращаются вместе с ней, сиденья: командира танка; наводчика и заряжающего. Сиденье заряжающего подвешено на трёх ремнях, два из них крепятся к погону башни, а третий к люльке пушки. Регулировка положения сиденья по высоте производится изменением длины ремней. Башня не имеет вращающегося вместе с ней пола, что отнесено к её конструктивному недостатку. При стрельбе заряжающий работал, стоя на крышках ящиков-кассет со снарядами, уложенными на днище корпуса. При повороте башни он вынужден передвигаться вслед за казённой частью орудия, пиная ногами упавшие стрелянные гильзы, которые, при ведении интенсивного огня, скапливались и затрудняли доступ к выстрелам, размещённым в боеукладке на днище корпуса. [2] стр. 53-59 .

### Вооружение
| Боеприпасы пушки С-53      |                                                                                  |               |                    |                   |             |                          |                       |                                                |                            |
| Марка выстрела             | Тип снаряда                                                                      | Марка снаряда | Масса выстрела, кг | Масса снаряда, кг | Масса ВВ, г | Марка взрывателя         | Дульная скорость, м/с | Дальность прямого выстрела по цели высотой 2 м | Год принятия на вооружение |
| Бронебойные снаряды        |                                                                                  |               |                    |                   |             |                          |                       |                                                |                            |
| УБР-365                    | бронебойный тупоголовый с баллистическим наконечником, трассирующий              | БР-365        | 16,00              | 9,20              |             | МД-5 или МД-7            | 800                   | 950                                            |                            |
| УБР-365К                   | бронебойный остроголовый, трассирующий                                           | БР-365К       | 16,20              | 9,34              |             | МД-8                     | 800                   | 900                                            |                            |
| УБР-367                    | бронебойный остроголовый с защитным и баллистическим наконечниками, трассирующий | БР-367        |                    |                   |             | ДБР-2                    |                       |                                                | послевоенный период        |
| УБР-365П                   | бронебойный подкалиберный катушечного типа, трассирующий                         | БР-365П       | 11,42              | 4,99              | —           | —                        | 1050                  | 1100                                           | 1944                       |
| УБ-367П                    | бронебойный подкалиберный обтекаемой формы, трассирующий                         | БР-367П       | 11,72              | 5,35              | —           | —                        | 1024                  | 1140                                           | послевоенный период        |
| Осколочно-фугасные снаряды |                                                                                  |               |                    |                   |             |                          |                       |                                                |                            |
| УО-365К                    | стальная цельнокорпусная зенитная осколочная граната                             | О-365         | 16,30              | 9,54              | 660         | Т-5 или КТМ-1 или КТМЗ-1 | 793                   |                                                |                            |
| УО-365К                    | стальная осколочная граната с переходной головкой                                | О-365К        | 16,30              | 9,54              | 741         | КТМ-1                    |                       |                                                |                            |
| УО-367                     | стальная цельнокорпусная осколочная граната, с уменьшенным зарядом               | О-365К        |                    | 9,54              | 741         | КТМ-1 или КТМЗ-1         |                       |                                                |                            |
| Практические снаряды       |                                                                                  |               |                    |                   |             |                          |                       |                                                |                            |
| УПБР-367                   | практический сплошной, трассирующий                                              | ПБР-367       |                    |                   | —           | —                        |                       |                                                |                            |

| Таблица бронепробиваемости для С-53 |     |     |          |          |        |        |
| Снаряд \ Расстояние, м | 100 | 300 | 500      | 1000     | 1500   | 2000   |
| БР-365 |     |     |          |          |        |        |
| (угол встречи 90°) | 119 | 115 | 111; 105 | 102; 100 | 93; 92 | 85     |
| (угол встречи 60°) | 97  | 93  | 91; 90   | 83; 85   | 76; 78 | 69; 72 |
| БР-365К |     |     |          |          |        |        |
| (угол встречи 90°) | 126 | 118 | 110; 108 | 95; 102  | 75; 90 | 65; 82 |
| (угол встречи 60°) | 103 | 96  | 90       | 75; 78   | 65; 72 | 50; 66 |
| БР-365П |     |     |          |          |        |        |
| (угол встречи 90°) | 167 | 152 | 140      | 110      | 85     | —      |
| (угол встречи 60°) | 124 | 114 | 100      | 80       | 60     | —      |
| Следует помнить, что в разное время и в разных странах использовались различные методики определения бронепробиваемости. Как следствие, прямое сравнение с аналогичными данными других орудий часто оказывается невозможным. |     |     |          |          |        |        |

### Средства наблюдения и связи
Наводчик для наведения на цель имел:
— телескопический прицел ТШ-16 (увеличение 4х, поле зрения 16°) а также боковой уровень для стрельбы с закрытых позиций.
Командир для обнаружения целей имел:
— перископический наблюдательный прибор МК-4 в командирской башенке. В качестве резервного средства имелись 5 визирных щелей в командирской башенке.
Наводчик располагал:
— перископическим наблюдательным прибором МК-4 в крыше башни.
Стрелок для стрельбы из курсового 7,62-мм пулемёта ДТ использовал:
— телескопический прицел ППУ-8Т.
Механик-водитель вёл наблюдения через:
— 2 перископических прибора наблюдения в крышке люка.
Средства связи состояли из приёмо-передаточной радиостанции 9РС (радиус действия микрофоном на ходу — 18 — 20 км, на стоянке — 28 −32 км) и внутреннего переговорного устройства ТПУ-3-БИС-Ф. Кроме того была возможна световая и флажковая сигнализация.

### Электрооборудование
Напряжение сети 12/24 В обеспечивали 4 аккумулятора общей ёмкостью 128 Ач. Электрогенератор ГТ-4563А, шунтовый, мощностью 1000 Вт с реле-регулятором РРА-24Ф. Сериесный стартер СТ-700 мощностью 15 л. с. при питающем напряжении 24 В. Электромотор вентилятора, расположенного под крышей башни — МВ-12, шунтовой, мощностью 19 Вт при напряжении 12 В. Электромотор поворота башни МБ-20К, сериесный, мощностью 1350 Вт при напряжении 24 В.

### Двигатель и трансмиссия
На танке Т-34-85 устанавливался 12-цилиндровый четырёхтактный бескомпрессорный дизель В-2-34. Номинальная мощность двигателя составляла 450 л. с. при 1750 об/мин, эксплуатационная— 400 л. с. при 1700 об/мин, максимальная— 500 л. с. при 1800 об/мин. Максимальный крутящий момент 2200 Нм при 1150 об/мин. Диаметр цилиндра 150 мм. Ход поршней левой группы 180 мм, правой— 186,7 мм. Цилиндры располагались V-образно под углом 60°. Степень сжатия 14 — 15. Рабочий объём всех цилиндров — 38,8 л. Масса сухого двигателя с электрогенератором без выхлопных коллекторов — 750 кг.
Топливо — дизельное, марки ДТ или газойль марки «Э» по ГОСТ 8842.
Удельный расход топлива на эксплуатационном режиме — 170 гр/л. с.ч., удельный расход масла на эксплуатационном режиме — 13 гр/л. с.ч. Удельная мощность — 15,02 л. с./т.
Ёмкость топливных баков — 545 л. Снаружи, на бортах корпуса устанавливались два топливных бака по 90 л каждый. Наружные топливные баки к системе питания двигателя не подключались.
Подача топлива принудительная, с помощью двенадцатиплунжерного топливного насоса НК-1.
Система смазки — циркуляционная, под давлением. Циркуляция масла осуществлялась шестерёнчатым трёхсекционным масляным насосом. Ёмкость внутренних масляных баков — 76 л, наружного — 90 л.
Система охлаждения — жидкостная, закрытая, с принудительной циркуляцией. Радиаторов — два, трубчатых, установленных по обе стороны от двигателя с наклоном в его сторону. Ёмкость радиаторов — 95 л.
Для очистки воздуха, поступавшего в цилиндры двигателя, на танке устанавливались два воздухоочистителя «Мультициклон».
Пуск двигателя осуществлялся электростартером СТ-700 мощностью 15 л. с. или сжатым воздухом (два баллона по 10л устанавливались в отделении управления).
Трансмиссия состояла из многодискового главного фрикциона сухого трения (сталь по стали), коробки передач (ёмкость 11 л), бортовых фрикционов, тормозов и бортовых передач.
Коробка передач — пятискоростная, с постоянным зацеплением шестерён. Бортовые фрикционы многодисковые, сухие (сталь по стали), тормоза — плавающие, ленточные, с чугунными накладками. Бортовые передачи одноступенчатые.

### Ходовая часть
Ходовая часть танка Т-34-85 , применительно к одному борту, состояла из пяти сдвоенных обрезиненных опорных катков диаметром 830 мм. Подвеска — индивидуальная, пружинная.
Ведущие колёса заднего расположения имели шесть роликов для зацепления с гребнями гусеничных траков.
Направляющие колёса — литые, с кривошипным механизмом натяжения гусениц.
Гусеницы — стальные, мелкозвенчатые, с гребневым зацеплением, по 72 трака в каждой (36 с гребнем и 36 без гребня). Ширина гусеницы 500 мм, шаг трака 172 мм. Масса одной гусеницы 1150 кг.

## Боевое применение

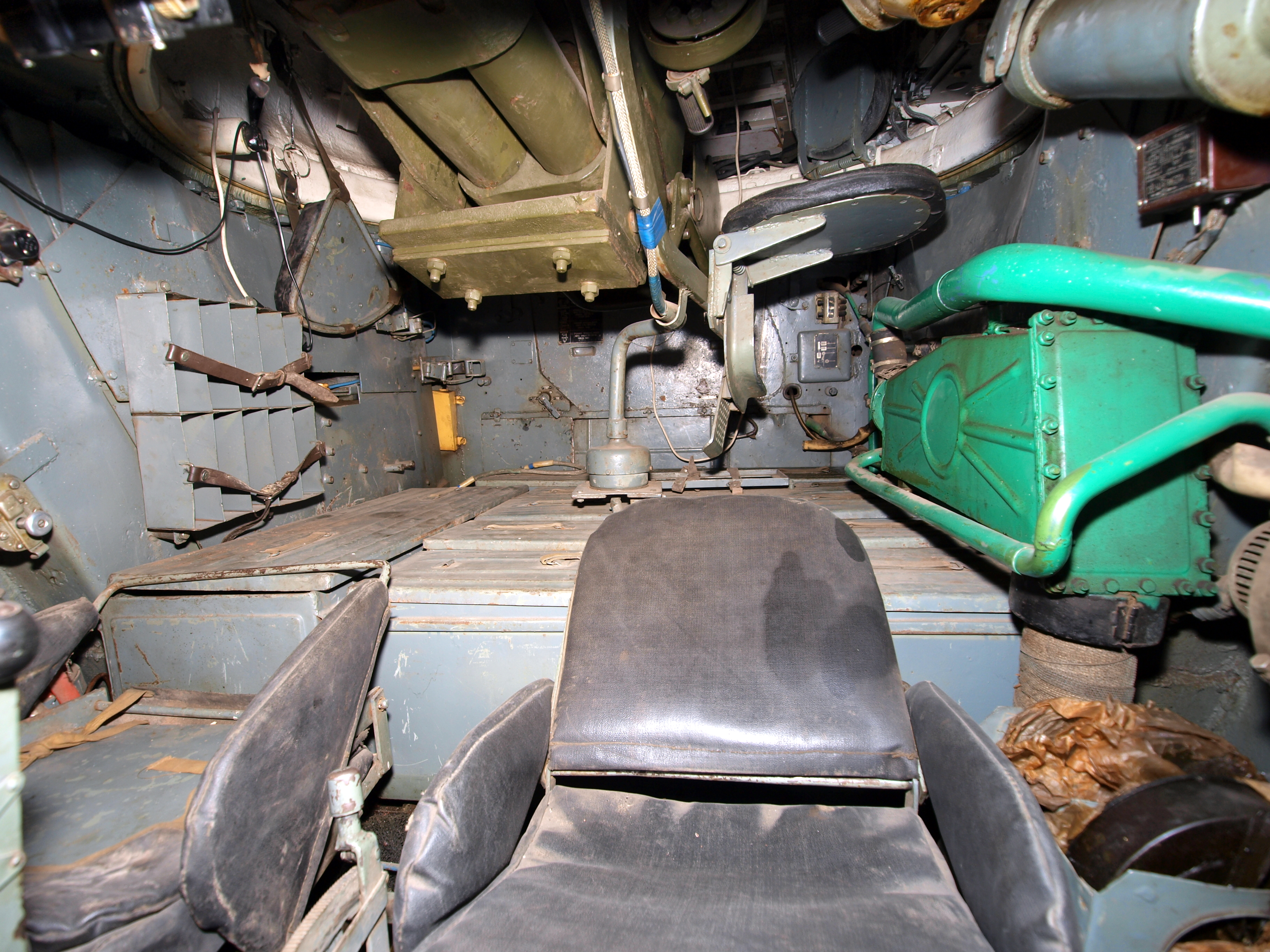
Вид изнутри танка Т-34-85

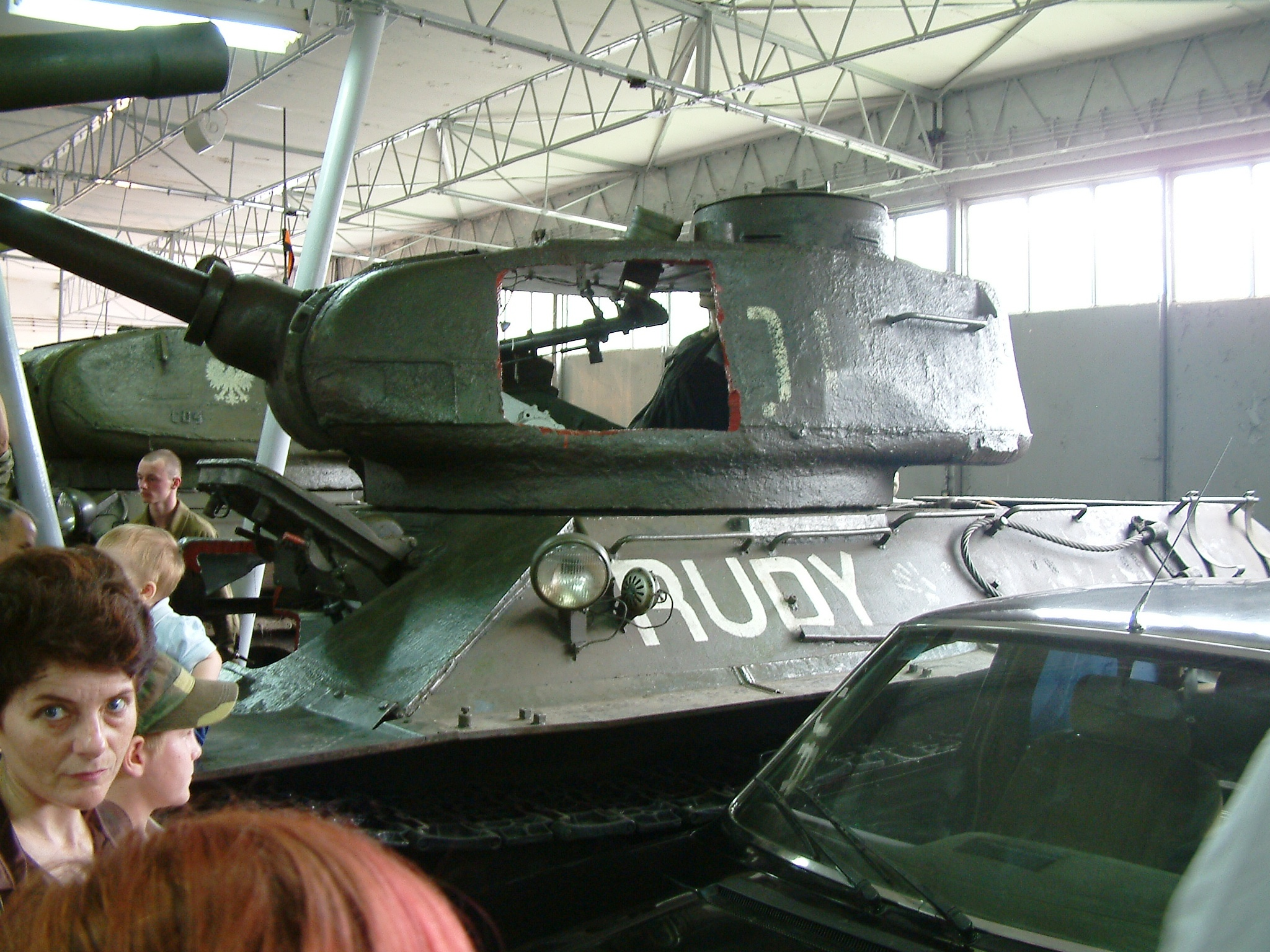
T-34-85, использовавшийся во время съёмок телевизионного сериала «Четыре танкиста и собака» внутри танка

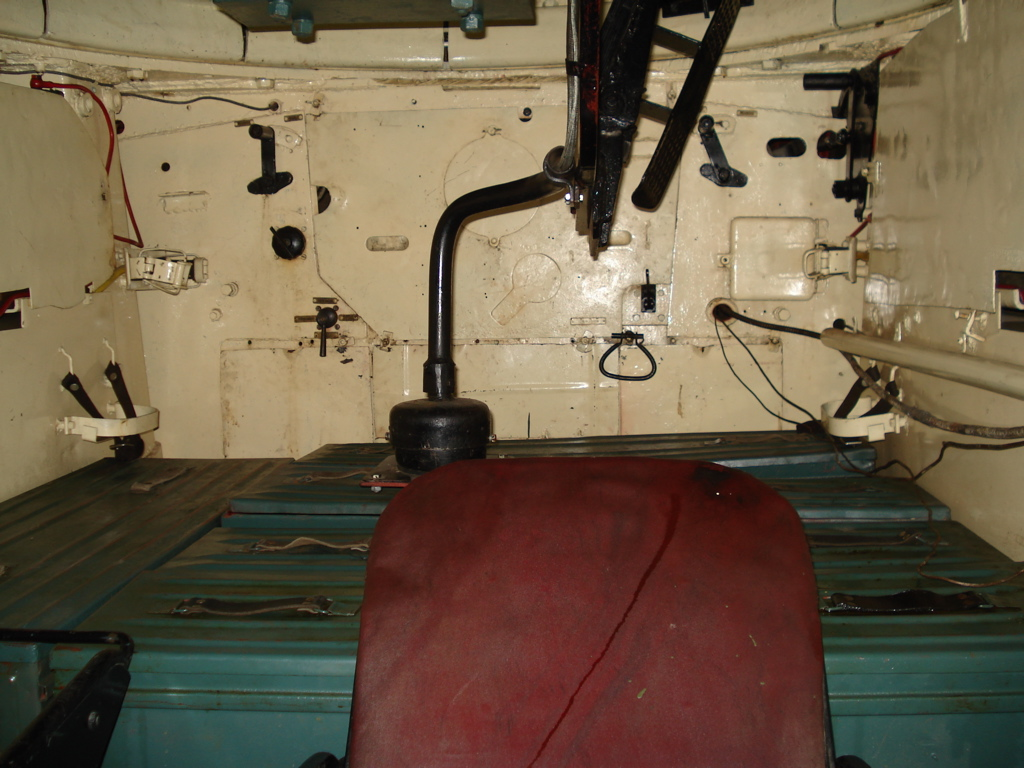
Внутри танка. Вид на боевое отделение с места механика-водителя

### Великая Отечественная война

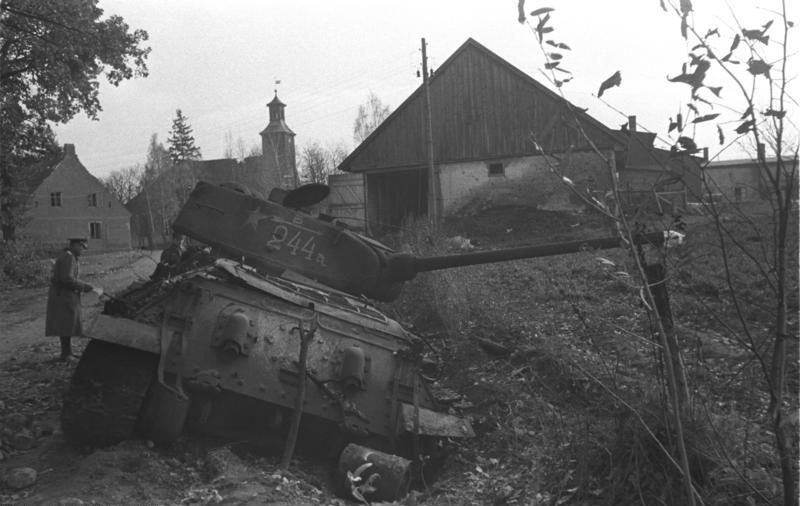
Подбитый Т-34-85 № 244 25-й гвардейской танковой бригады в окрестностях деревни Неммерсдорф, Восточная Пруссия.

Несмотря на ряд очень серьёзных усовершенствований Т-34, его боевые характеристики во второй половине войны нельзя было признать полностью удовлетворительными на фоне улучшения немецких танков и противотанковых средств.
Малоуязвимый в 1941 году для, практически, любых немецких танков и противотанковых средств (даже в старом варианте, более слабо вооружённом и бронированном), Т-34 в конце войны уже не способен был на равных противостоять тяжёлым немецким танкам и штурмовым орудиям, которые всё же не имели абсолютного преимущества во всех боевых ситуациях. Кроме того, они относились к другому классу по массе, дороговизне производства, часто проигрывали в подвижности, не говоря об их количественном недостатке и технологических сложностях конца войны, сказавшихся, например, на качестве их брони. Отсутствие серьёзных изменений в бронировании оставило танк недостаточно защищённым от средств немецких пехотных ПТО заключительного периода войны, естественно, рассчитывавшихся на борьбу с массовым Т-34. Очень серьёзной проблемой стало появление к тому времени реактивных противотанковых гранатомётов, хотя немецкие танки в неменьшей степени страдали от огня американских гранатомётов типа «базуки». В результате в 1945 году примерно 90 % попаданий в Т-34 приводило к пробитию брони. Это приходилось компенсировать их массированным и грамотным применением, причём, ведущая роль в борьбе с танками противника в значительной мере перешла к тяжёлым танкам, таким, как ИС-2, и САУ; тем не менее, Т-34, оставаясь советским основным танком, сыграл неоценимую положительную роль во второй половине войны, что, отчасти, объясняется улучшением управления танковыми войсками, лучше налаженным взаимодействием с другими родами войск, особенно с авиацией, а также очень хорошей мобильностью и остававшимися всё же довольно достойными бронированием и огневой мощью. Не последнюю роль играла и увеличившаяся к этому времени надёжность танка, и, конечно же, массовость производства. К концу войны Т-34 являлся самым многочисленным танком в армии СССР. Именно Т-34-85, грамотно действуя из засады, успешно поразили в бортовую броню первые «Королевские тигры» в бою под Оглендувом.
Самым успешным танкистом Т-34-85 стал Бочковский Владимир Александрович, на его счёту 36 уничтоженных немецких танков.
Большое количество танков, в сочетании с их подвижностью, делали танкоопасным любое направление, вынуждая противника тратить огромные ресурсы на минирование, противотанковые орудия (батареями), ПТС пехоты (в каждый батальон) по всей ширине фронта. Массовые танки, тем не менее, всегда сохраняли возможность концентрированного удара и развития прорыва большим количеством собственных орудий, пулемётов, пехоты и артиллерии перебрасываемой под их бронеприкрытием.

### Корейская война

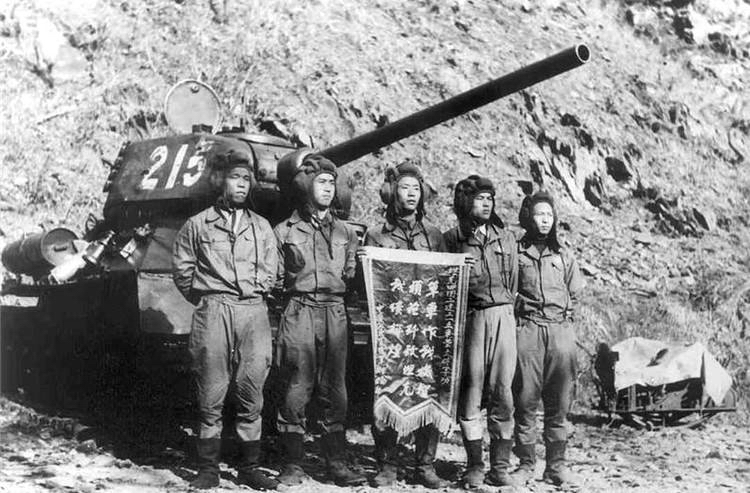
Т-34-85 № 215 4-го танкового полка армии КНР в 1952 году в Корее. В ходе войны этот танк уничтожил 5 бронемашин противника

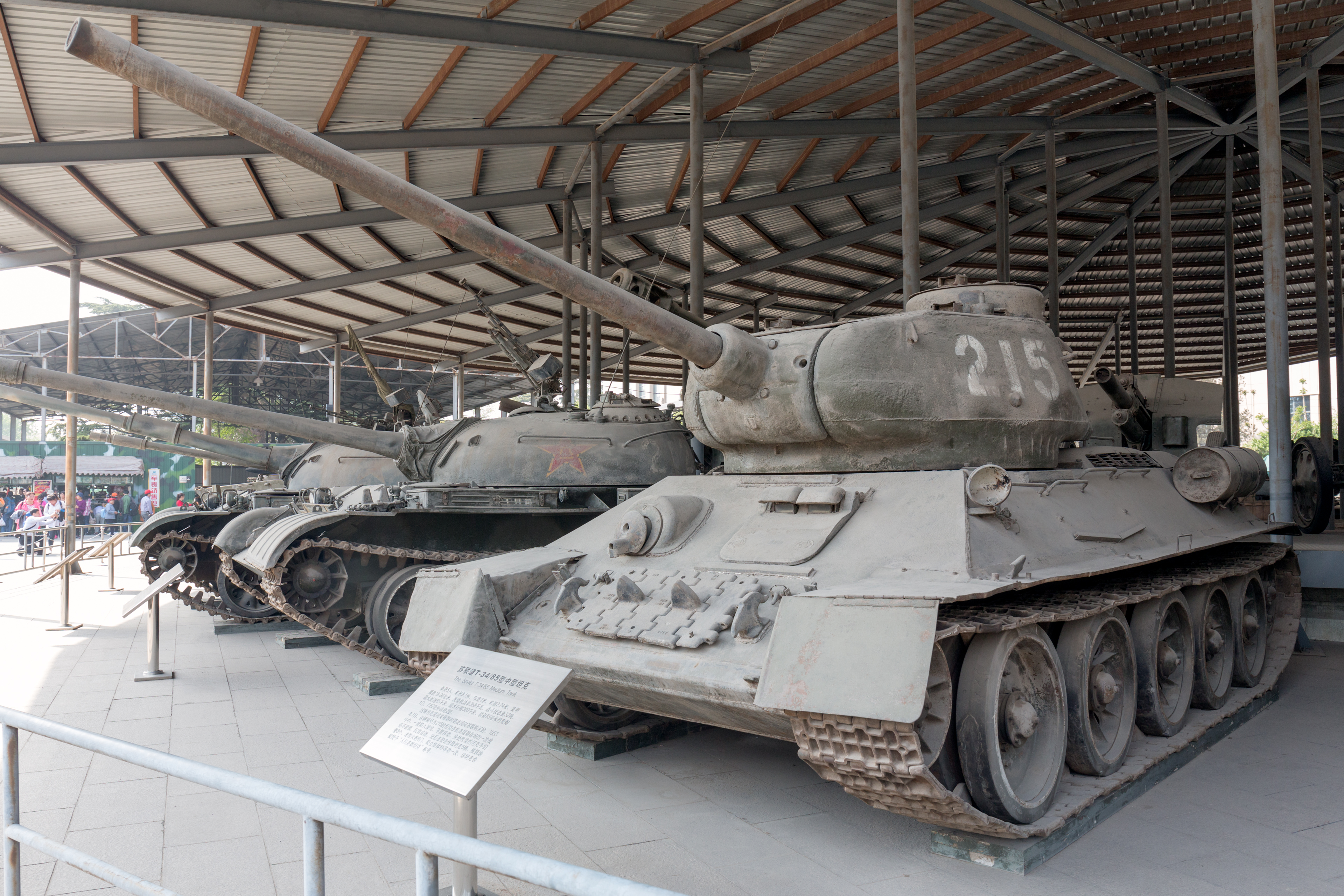
Т-34-85 № 215 в военном музее в Пекине

После Второй мировой войны Т-34-85 активно экспортировался во множество стран мира и применялся в ряде военных конфликтов. Танки оставались на вооружении некоторых стран, например, Ирака, до конца XX века.
Корейская война (1950—1953, Китай, Северная Корея). Война в Корее стала настоящим испытанием для экипажей Т-34, которым пришлось действовать в условиях господства в воздухе авиации противника, против хорошо оснащённых противотанковыми средствами американских частей армии и морской пехоты. Наиболее интенсивно северо-корейские Т-34-85 применялись в первые два месяца войны. Американцы в ответ перебросили в Корею около 60 танков M24 Чаффи в составе четырёх рот. Первые бои выявили неспособность американских танков M24 и гранатомётов «базука» пробивать броню «тридцатьчетвёрок». Показательным был разгром роты «Смит», а также гибель полковника Боба Мартина, командующего 34-м пехотным полком США. 8 июля в городе Чонан командир 34-го полка выбежал навстречу Т-34-85 и выстрелил из «базуки», которая не причинила вреда танку, в ответ полковник получил прямое попадание 85-мм снаряда. Всего за 8 июля в Чонане в ходе танкового штурма по данным американцев было убито более 100 солдат США. После этого стали поступать запросы на «супербазуки» и более тяжёлые танки. Новое оружие поступало в огромных количествах и уже в скором времени США обеспечило многократное численное преимущество в противотанковых средствах. В одном бою на дороге Инчхон-Сеул морская пехота, поддержанная танками «Першинг», уничтожила 6 Т-34-85 и убила 200 северокорейских солдат, потеряв при этом 1 солдата раненым. 21 сентября во время высадки в Инчоне Т-34-85 убили ещё одного высокопоставленного американского командира, полковника Генри Хамптона, командира подразделения 7-й пехотной дивизии, при этом американскими M26 были уничтожены два Т-34. После понесённых тяжёлых потерь от современного вооружения участие Т-34-85 в боях отмечалось редко и только небольшими группами в 3-4 танка. Войска КНР также использовали танки Т-34-85.
Всего в ходе войны северокорейцы задействовали около 410 танков Т-34-85, в том числе 258 в начале войны и ещё 150 было получено в ходе войны. Китайцы в ходе войны в Корее задействовали около 320 танков Т-34-85 и ИС-2. В частности 3-й и 4-й танковые полки 2-й танковой дивизии имели по 30 танков Т-34-85.
За весь период войны произошло 119 танковых боёв с северокорейскими танками, из которых 104 провели танки Армии США и ещё 15 танкисты КМП США. В ходе этих боёв северо-корейским танкистам на Т-34-85 удалось подбить не меньше 34 американских танков (16 M4A3E8 «Шерман», 4 M24 «Чаффи», 6 M26 «Першинг» и 8 M46 «Паттон»), 15 из которых были потеряны безвозвратно. Кроме этого были потери от огня танков Т-34-85 армии КНР, только танками 3-го и 4-го полков было уничтожено 21 и подбито 7 американских танков, а всего по китайским данным танковые части (включая ИС-2 и Су-76) уничтожили 146 и подбили 35 бронемашин противника. По данным исследователя С. Залоги с начала войны и до конца осени 1950, американскими танкистами в боях было подбито 97 Т-34 (часть была ремонтопригодна), и ещё 18 танков заявлено предположительно подбитыми. По другим американским данным (Operations Research Office), ссылающегося на официальные данные министерства обороны США, за этот же период (до конца осени 1950 года) огнём американских танков было подбито 39 Т-34-85. Общие потери северокорейских Т-34-85 по всем причинам за этот период составили 239 машин. Среди американских солдат Т-34 получили прозвище «банки с икрой». Общие потери «тридцатьчетвёрок» в Корее за всю войну неизвестны.
Зафиксирован случай вывода из строя танка Т-34 огнём из 7,7-мм пулемёта Bren. Австралийский солдат Дж. Стаффорд поразил огнём то ли хранившиеся снаружи запасные боеприпасы, то ли запасные топливные баки, танк загорелся и экипаж покинул машину.
Американские лётчики заявляли что нанесли огромные потери Т-34-85. Так пилотами было доложено о выведении из строя почти 3000 северокорейских танков, как указывал Стивен Залога это число во множество раз превосходило количество танков вообще имевшихся у Северной Кореи. Залога также указал при проведении идентификации и проверки до апреля 1952 года было замечено 296 выведенных из строя Т-34-85 на театре военных действий. На фоне этого факта неожиданным выглядит случай, произошедший 3 июля 1950 года, когда четвёрка реактивных истребителей-бомбардировщиков F-80C «Шутинг Стар», ведомая командиром 80-й ибаэ м-ром Амосом Слудером, отправилась в район Пъёнгё-Ри для атаки вражеской техники, двигающейся к линии фронта. Обнаружив колонну из примерно 90 автомашин и танков, американцы пошли в атаку, применив с малой высоты неуправляемые ракеты и огонь бортовых 12,7-мм пулемётов. Неожиданный ответ последовал от северокорейских Т-34, которые открыли по низколетящим самолётам огонь из своих 85-мм орудий. Удачно выпущенный снаряд разорвался перед самолётом ведущего и осколками повредил топливные баки, на борту возник пожар. Шедший ведомым к-н Верне Петерсон сообщил майору Слудеру по радио: «Босс, ты горишь! Тебе лучше прыгать». В ответ командир попросил указать направление на Юг, куда он собирался продолжать тянуть, но в этот же момент самолёт разрушился и горящим факелом упал на землю. Майор Амос Слудер стал первым лётчиком 5-го воздушного флота, погибшим в боевых действиях на Корейском полуострове.
На конец войны части КНДР и КНР имели на вооружении 533 танка Т-34-85 и 38 ИС-2, войска ООН располагали в два раза большим количеством около 1100 машин.

### Операция в заливе Свиней

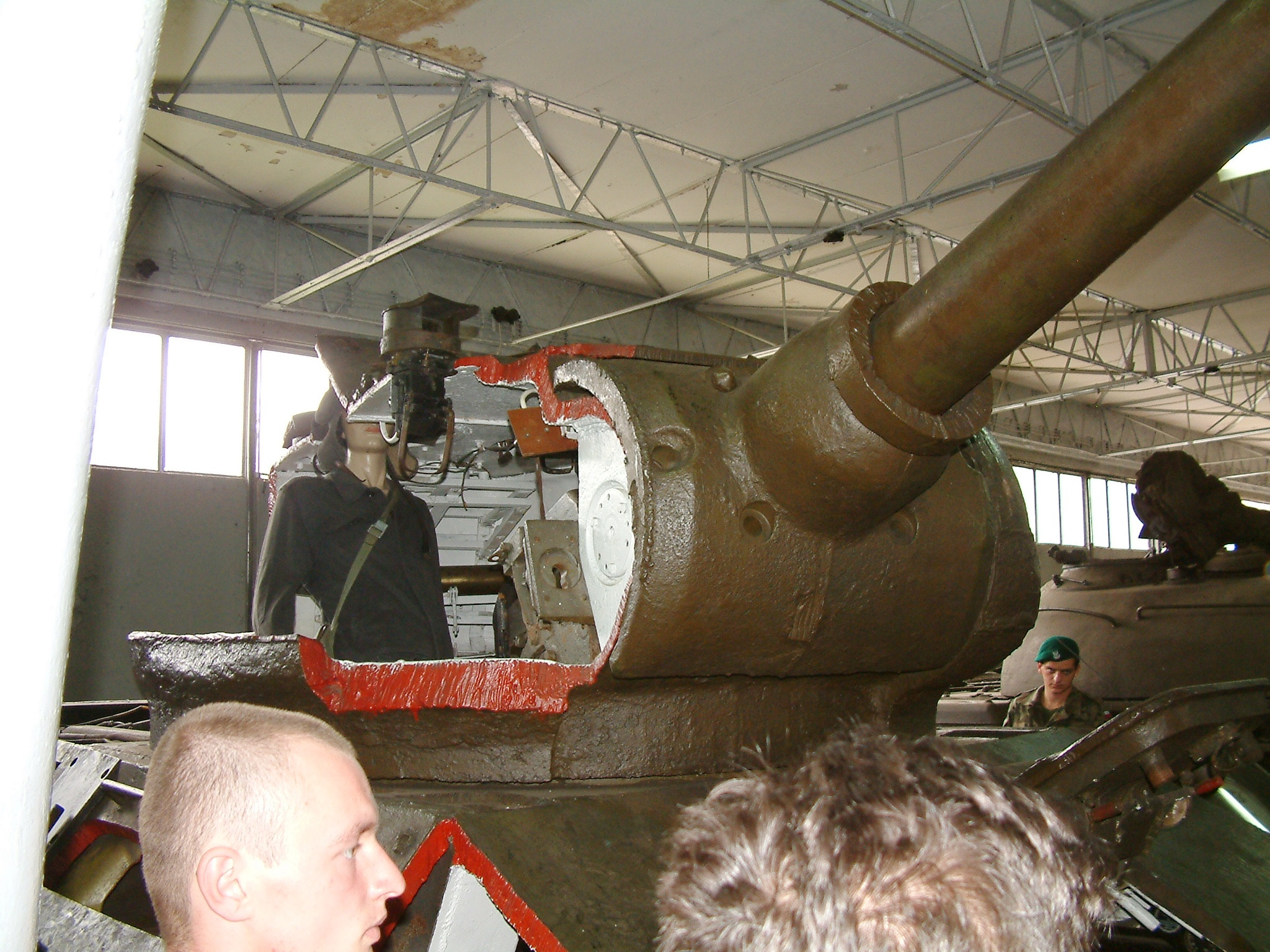

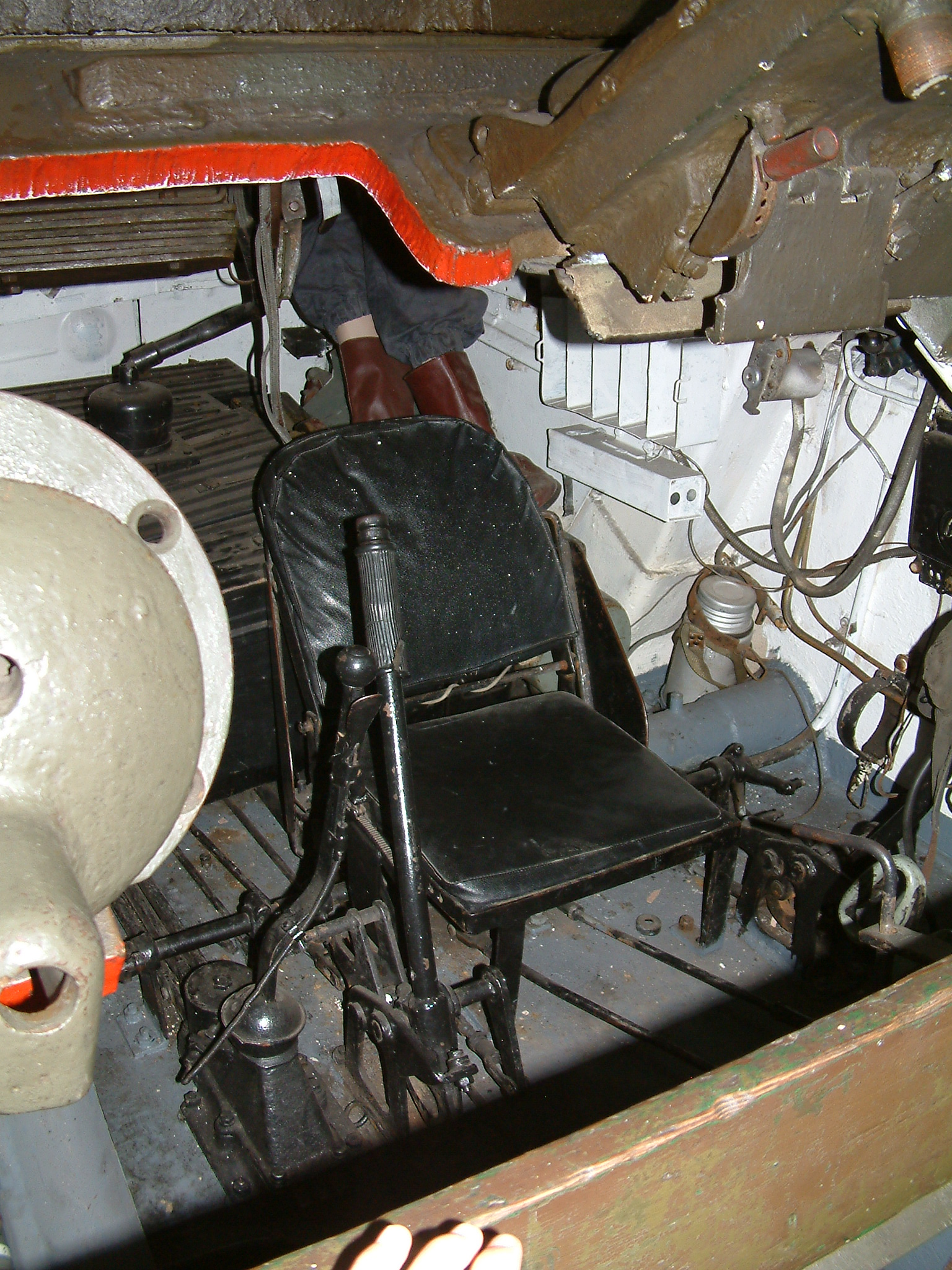

Кубинские Т-34-85 участвовали в боях в заливе Свиней в 1961 году. Войска вторжения обладали 10 танками M41 и 20 бронеавтомобилями M8.
Высадка началась 17 апреля, к полудню к месту высадки выдвигались пехотный полк, танковый батальон (около 20 танков Т-34-85) и дивизион 122-мм гаубиц.
Фидель Кастро прибыл на позиции для непосредственного руководства войсками. Вечером «милисианос» при поддержке нескольких подоспевших танков Т-34-85 попытались выдвинуться в направлении Плайя-Ларга. Не имея возможности развернуться на заболоченной местности, танки двигались колонной по шоссе, мешая друг другу вести огонь. «Гусанос» подпустили их поближе и подбили головную «тридцатьчетвёрку» из трёх «базук». Кубинцы отступили. 18 апреля, после артподготовки кубинская армия пошла в наступление. К 10:30 утра они взяли Плайя-Ларга и вышли на берег, где атаковали пытавшиеся приблизиться к берегу десантные катера. 19 апреля в 17:30 кубинцы взяли штурмом посёлок Плайя-Хирон — последний пункт обороны «бригады 2506». Первой в посёлок вошла рота танков Т-34-85, в головной машине находился сам Фидель Кастро, лично руководивший атакой. В Плайя-Хироне были подбиты последние два «Бульдога» контрреволюционеров. За время операции было подбито 5 кубинских танков Т-34-85 (1 безвозвратно). Контрреволюционеры потеряли всю бронетехнику, 5 M41 и 10 M8 было подбито и захвачено, ещё столько же утонуло на десантных кораблях.

### Шестидневная война
Применялись Египтом и Сирией.
Крупнейшим сражением в Синае с участием Т-34-85 была битва при Абу-Агейле. Для обороны египтяне задействовали два батальона в составе 66 танков Т-34-85. Израильтяне в этом бою имели значительное численное преимущество — 38-я дивизия в составе около 150 танков (в том числе 45 «Центурионов» 63-го батальона) и 520-я бригада 31-й дивизии в составе около 79 танков «Центурион», всего около 230 машин. Решающий бой утром 6 июня продлился около двух часов и привёл к тому что египетские части оказались окружены и были атакованы с нескольких сторон. В ходе окружения израильские танки 38-й и 31-й дивизий участвовали в перестрелках друг с другом, тем не менее оба египетских батальона были разгромлены, за всё время сражения было подбито 40 египетских танков и 19 израильских.
По данным некоторых российских источников всего Египет потерял 251 Т-34-85, что составило почти треть всех его танковых потерь. По данным израильского историка Маора Леви Египет потерял 127 танков Т-34-85, а также около 20 машин на их базе.
На Голанских высотах израильские танки понесли тяжёлые потери от огня сирийских «тридцатьчетвёрок». За одни сутки было подбито 160 израильских танков, потери сирийцев составили 33 танка подбитыми и 40 брошенными в исправном состоянии. Потери Т-34 составили 55 танков.
По израильским данным всего в ходе войны около 180 египетских и сирийских танков Т-34-85 остались на контролируемой израильтянами территории.

### Война во Вьетнаме
Применялся армией Северного Вьетнама и Лаоса.
Лаос
В феврале 1971 года танки Т-34-85 были впервые массово применены войсками ДРВ во время отражения южновьетнамского вторжения в Лаос (операция Lam Son 719). Было задействовано 33 танка в составе 397-го танкового полка. Встреч с танками противника не имели. В целом в этой операции северовьетнамские танки применялись удачно.
В декабре 1971 года танки Т-34-85 ДРВ были впервые использованы против лаосской королевской армии в долине Кувшинов в Лаосе («кампания Z»). Было задействовано 18 «тридатьчетвёрок» в составе 195-го танкового полка. Применялись они и в дальнейших боях вплоть до 1973 года.
Пасхальное наступление
Во время «пасхального наступления» весной 1972 года ДРВ задействовала несколько десятков танков Т-34-85. Хотя они имели успехи в начале, в итоге в результате затянувшихся боевых действий в большей части были уничтожены. Большинство потерь было от авиации, в том числе целый батальон Т-34 был уничтожен одним налётом бомбардировщиков B-52.
В ходе летних боёв за Куанг Три Северный Вьетнам задействовал 66 танков, включая 10 танков Т-34-85 в составе 7-й роты 3-го батальона 203-го полка. Наиболее крупный известный танковый бой в ходе войны с участием Т-34 произошёл 27 июля во время сражения за Высоту-26 (Hill 26) перед Куанг Три. Рота из 11 M41 отступала с высоты когда была атакована 7-й ротой танков Т-34-85 (до 10 танков). В результате южновьетнамцы были взяты врасплох, по американским данным 3 M41 было уничтожено огнём танков, ещё 5 было брошено исправными, лишь 3 M41 удалось уйти
.
Потери «тридцатьчетвёрок» в ходе «пасхального наступления» в 1972 году составили от 40 до 60 штук.
Весеннее наступление
19 марта 1975 года во время весеннего наступления в провинции Тхыатхьен-Хюэ вела бои 7-я рота 3-го батальона 203-го полка ДРВ имевшая на вооружении 6 танков Т-34-85. 23 марта 7-я рота совместно с пехотой взяли город Май Линь, разгромив оборонявший его 8-й батальон морской пехоты АРВ. В ходе штурма произошёл танковый бой между «тридцатьчетвёрками» и танками M41 АРВ. В ходе боя «тридцатьчетвёрки» уничтожили 2 M41, заставив остальных отступить к Туан Ан.
24 марта 1975 года в городе Хуонг Диен произошёл последний бой танков Т-34-85 в войне. В ходе наступления 7-я рота в составе 4 Т-34-85 атаковала группу южновьетнамских танков, уничтожила 1 M48 и 1 M41, заставив остальных отступать к Туан Ан. Это единственное известное столкновение «тридцатьчетвёрки» и «Паттона» в ходе войны. В ходе преследования к Туан Ан у 3 Т-34-85 кончилось горючее, в результате в последнем бою участвовала только одна «тридцатьчетвёрка». 25 марта провинция Тхыатхьен-Хюэ была полностью взята под контроль северовьетнамцев.

### Война Судного дня
Применялись Египтом и Сирией.
В первой линии наступления в составе пехотных бригад штурмовали линию Бар Лева около 280 египетских Т-34-85. В каждой пехотной бригаде был танковый батальон примерно по 30 танков Т-34-85.
На самом северном участке Суэцкого канала наступала 135-я независимая пехотная бригада. 6 октября шесть Т-34-85 из состава её танкового батальона участвовали в атаке на опорный пункт Будапешт. Атака оказалась неудачной все шесть танков были подбиты.
На Голанских высотах во время израильского контрнаступления 11 октября возле Хан Арнаба израильские «Центурионы» 179-й бригады понесли тяжёлые потери от огня сирийских танков Т-34-85 121-й механизированной пехотной бригады. Во время первой атаки было уничтожено 17 «Центурионов» израильской бригады, в дальнейшем бригада понесла ещё потери и к моменту окончания танковой битвы в 179-й бригаде осталось всего 5 танков из 44.

### Турецкое вторжение на Кипр

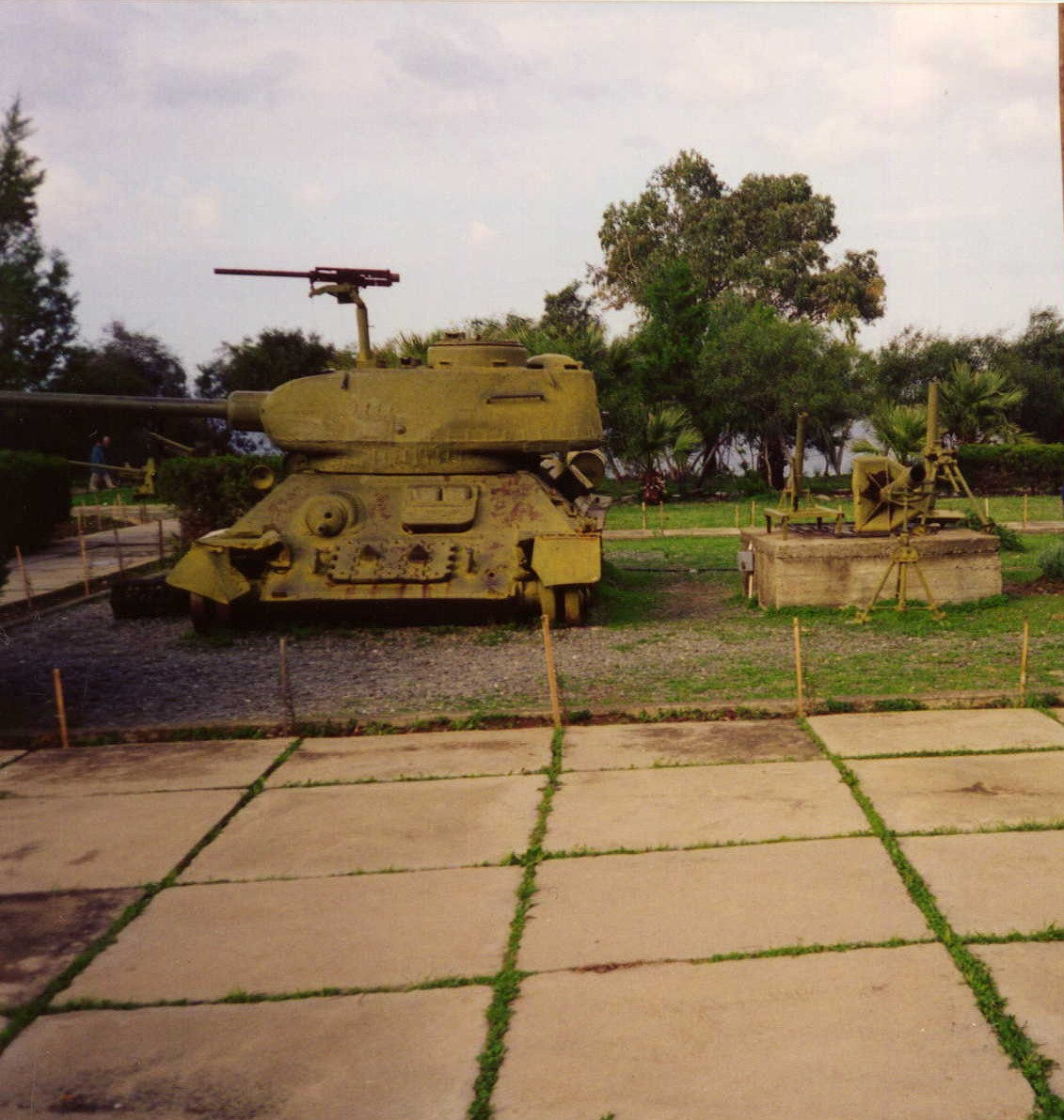
Т-34-85, использовавшийся в ходе войны греками-киприотами и захваченный турецкой армией.

Во время войны 1974 года один танковый батальон в составе 32 киприотских Т-34-85 противостоял турецкой армии вторжения, поддерживаемой примерно 200 танками M47/48. Из 32 «тридцатьчетвёрок» лишь 22 были в боеспособном состоянии.
20 июля киприотские Т-34-85 из засады уничтожили два БТР M113 из колонны турецкой бронетехники. После этого они начали контратаку, в которой они уничтожили два противотанковых орудия, потеряв один танк, поражённый из гранатомёта.
15 августа три киприотских «тридцатьчетвёрки» были брошены во время турецкой атаки из-за неисправных двигателей. Ночью следующего дня возле Никосии произошёл единственный танковый бой между Т-34-85 и M47, один «Паттон» был уничтожен огнём «тридцатьчетвёрки».
Общие потери в ходе конфликта составили около 12 танков Т-34-85, включая брошенные. Потерь от огня турецкой бронетехники «тридцатьчетвёрки» не имели.

### Война за Огаден
Принимали активное участие с обеих сторон во время Эфиопо-сомалийской войны в 1977—1978 годах. Примечательно, что «тридцатьчетвёркам» в этой войне пришлось повоевать c танками советского производства Т-62.
Т-34-85 составляли основу танкового парка Сомали — к началу войны имелось до 200 Т-34 и всего лишь 50 более современных Т-54/55. Из этого количества в боевых действиях приняли участие 200 сомалийских танков (около 150 Т-34-85 и все 50 Т-54/55). Участвовали в битве за Джиджигу. Эфиопия задействовала в ходе войны несколько десятков Т-34-85. К началу войны у Эфиопии имелось около 30 танков Т-34-85, полученных в апреле 1977 года.
В марте 1978 во время штурма Джиджиги эфиопо-кубинскими силами, кубинскими танками Т-62 с большого расстояния была полностью уничтожена рота сомалийских танков Т-34-85.
По заявлениям американского историка М. Клодфелтера общие потери Сомали в войне оцениваются в 225 танков всех типов. Чьи данные указывает М. Клодфелтер не уточняется, так как они идут в разрез с эфиопскими данными. По данным эфиопского командования потери всех сомалийских танков (Т-34-85, Т-54, Т-55 и трофейных M41 и M47) составили лишь 72 единицы.

### Китайско-вьетнамская война
Вьетнамские Т-34-85 применялись в боях февраля-марта 1979 года против вторгшейся китайской армии, в частности, в боях за город Лангшон, оборонявшийся элитной 3-й дивизией. Здесь вьетнамцы встретились с более современными китайскими танками Тип 62. Китайцы без потерь уничтожили 14 вьетнамских Т-34 и ещё 3 захватили. Лангшон был взят китайской армией. В другом бою китайские 122-мм гаубицы подбили на большом расстоянии 6 Т-34.

### Война в Югославии
Последний раз Т-34-85 массово применялись в боях во время распада Югославии. Несколько сотен таких танков использовали сербы и несколько десятков хорваты. Зафиксирован случай уничтожения хорватским Т-34-85 сербского танка Т-55.

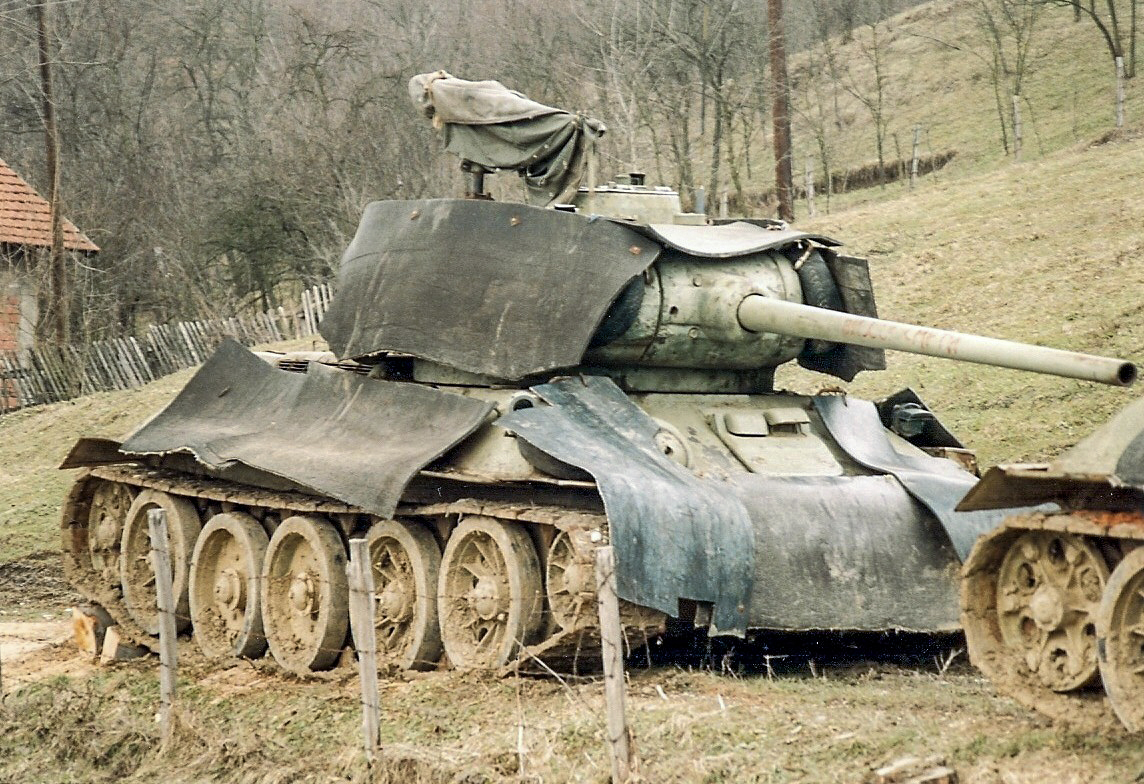
Т-34-85 армии боснийских сербов с резиновым покрытием, добавленным в попытке скрыть его тепловую сигнатуру, недалеко от Добоя в начале 1996 года.

### Другие конфликты

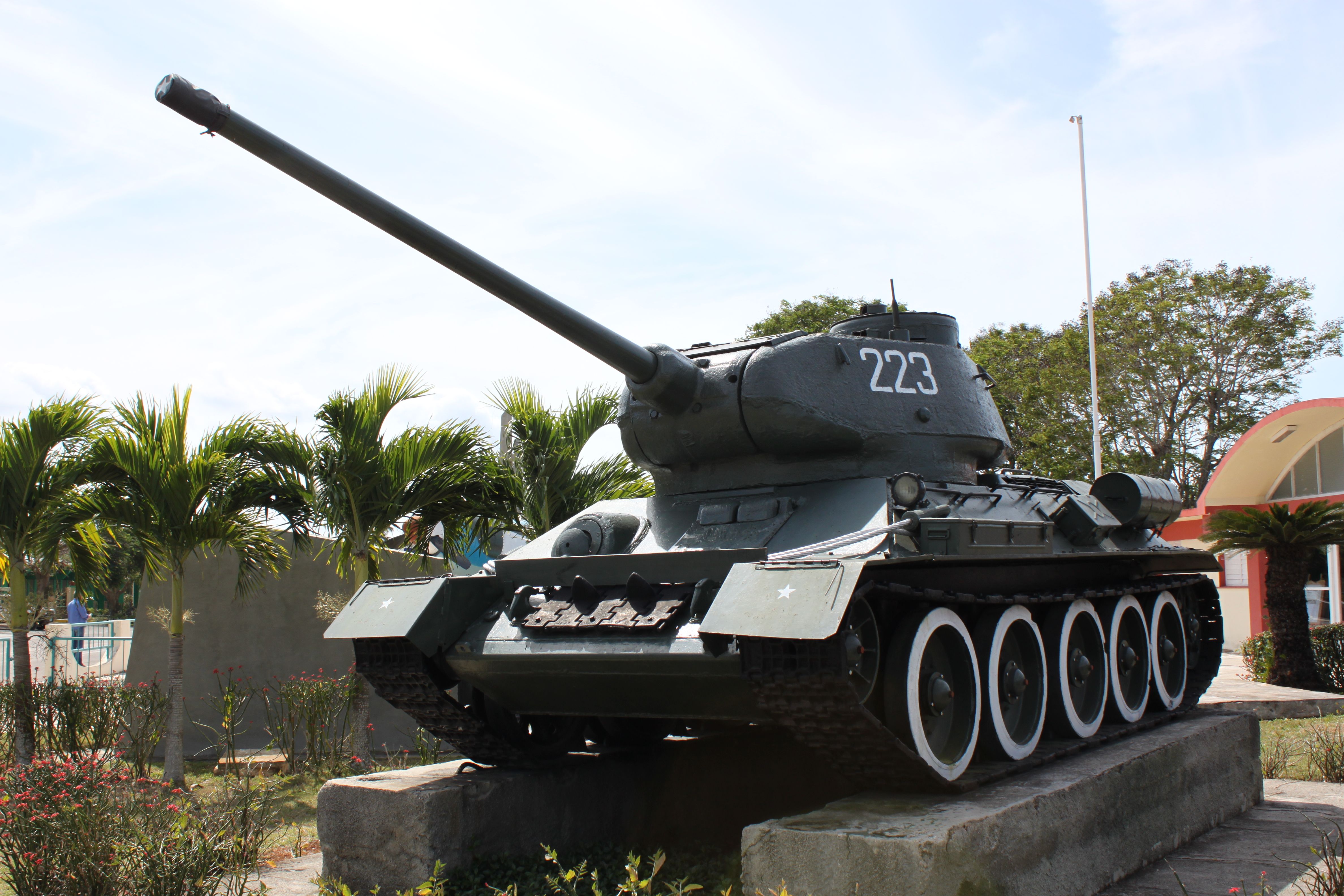
Кубинский Т-34-85 в музее Плайа-Хирон

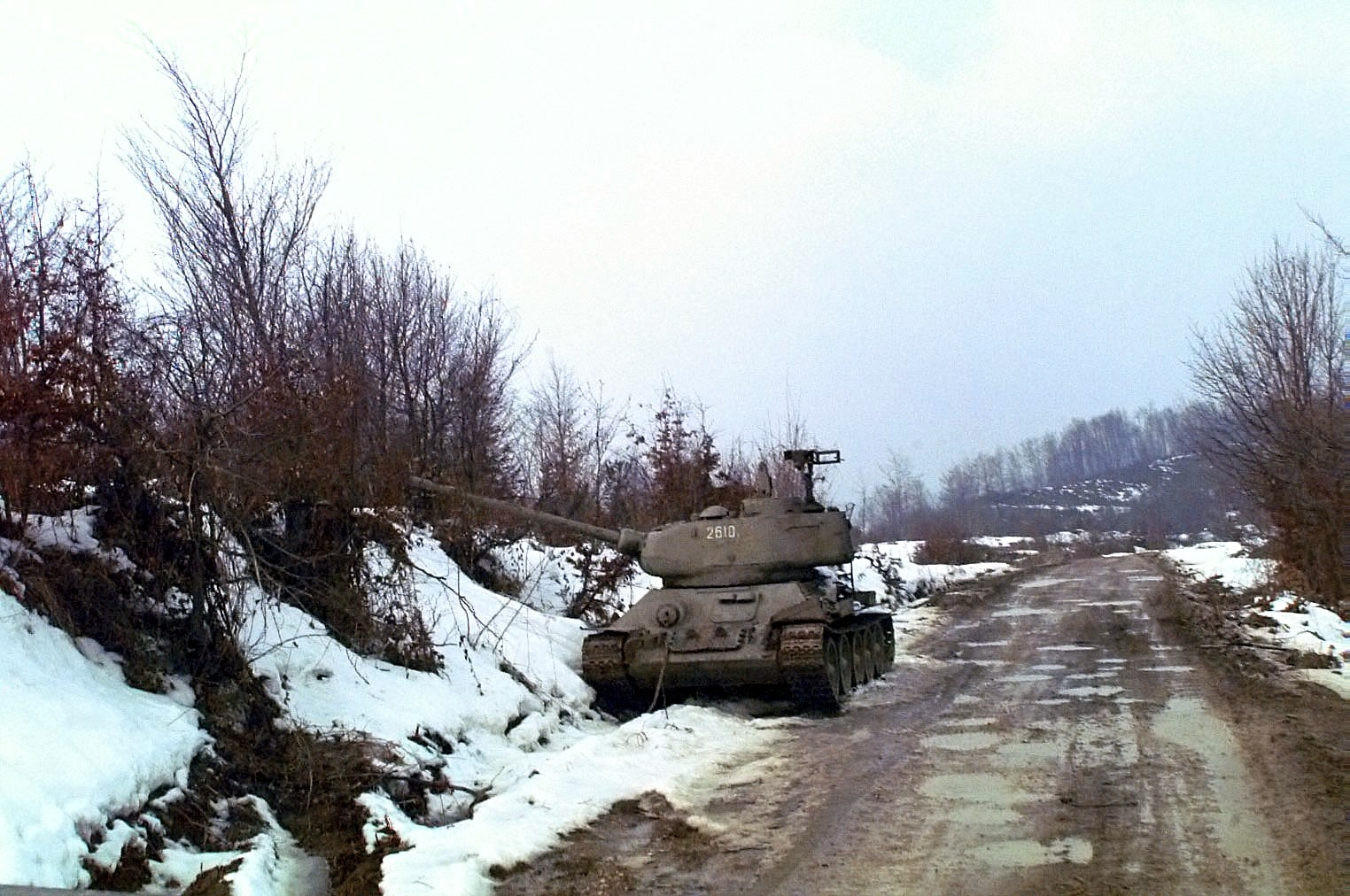
В Сербии в 1996 году

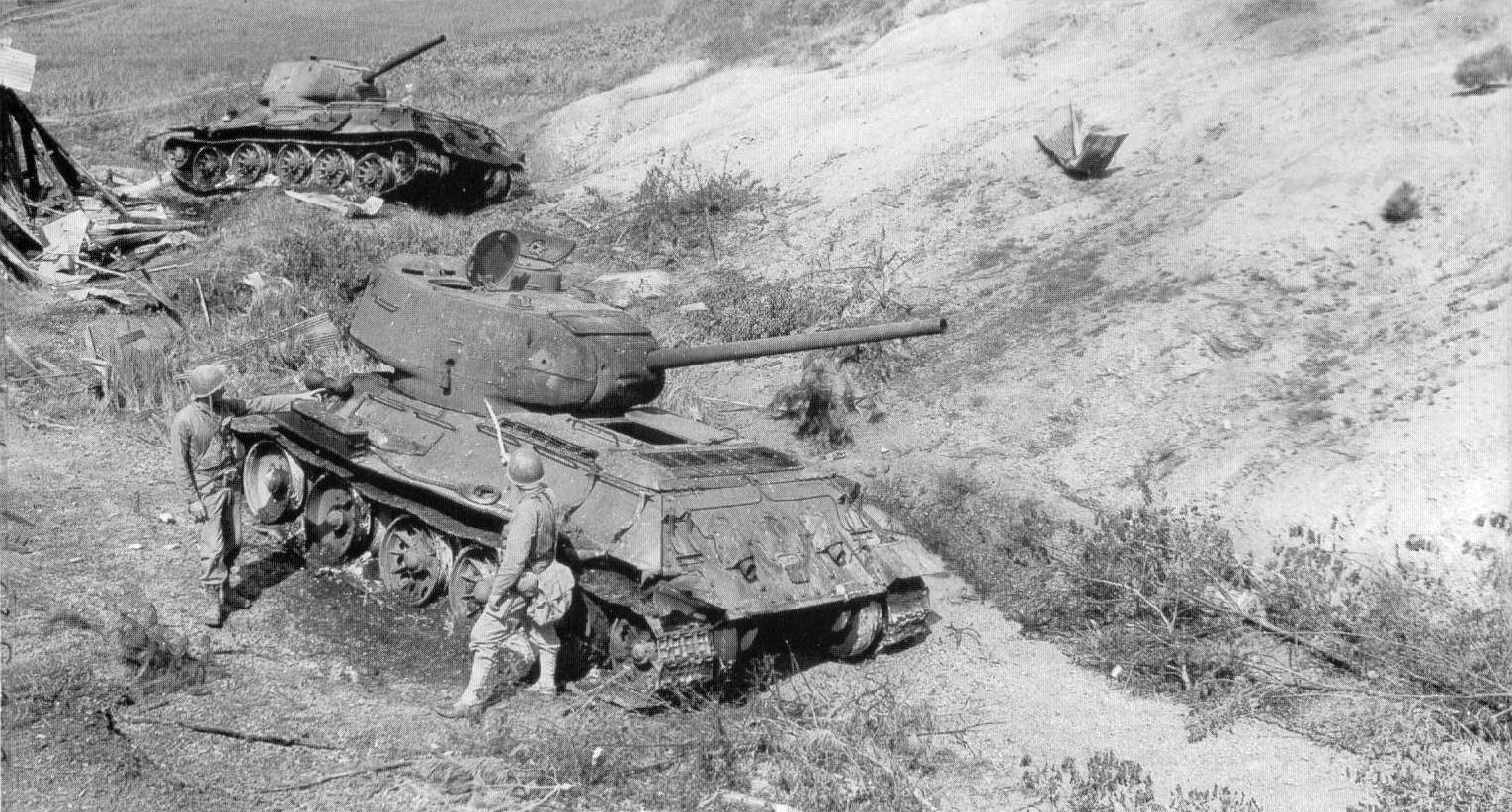
Пара северокорейских Т-34-85, подбитых «Першингами» морской пехоты США

- Суэцкий кризис (1956, Египет). Египетские Т-34-85 использовались во время Суэцкой войны 1956 года. По одним данным, в ходе операции «Кадеш» из 79 уничтоженных египетских танков Т-34 составляли 27 машин, израильтяне потеряли в боях по всем причинам 25-30 «Шерманов» и лёгких АМХ-13; по другим, только в сражении у Бир-Род-Салема израильскими AMX-13 было подбито 30 египетских Т-34.
- Венгерское восстание 1956 года (1956, СССР, повстанцы)
- Война во Вьетнаме (1957—1975, Северный Вьетнам). В незначительных количествах применялись в Лаосе и Южном Вьетнаме. Встреч Т-34-85 с американскими подразделениями не зафиксировано.
- Операция в заливе Свиней (1961, кубинская армия).
- Гражданская война в Северном Йемене (1962, силы республиканцев). 26-го сентября 1962 года 6 танков Т-34-85 были использованы «Свободными офицерами» для блокады резиденции имама Мохаммеда Аль-Бадра. Взяв дворец Башаяр в полукольцо, танки начали обстрел верхних этажей здания, вызвав пожар. Спустя десять часов осады гарнизон дворца и семья имама бежали, используя потайной выход из подвального помещения. Ещё 20 танков Т-34-85 заняли позиции на столичной площади Шарар для предотвращения возможных действий монархистов.
- Шестидневная война (1967, Египет, Сирия).
- Гражданская война в Нигерии (1967—1970, Нигерия). Поставленные для нигерийской армии танки Т-34-85 участвовали в разгроме боевиков Биафры.[83]
- Война Судного дня (1973, Египет, Сирия).
- Турецкое вторжение на Кипр (1974, греки-киприоты).
- Гражданская война в Анголе (1975—2002, правительственная армия). Кубинские Т-34 участвовали в атаке на южноафриканских парашютистов в Касинге, при этом два танка были уничтожены (один — противотанковыми ракетами, другой подорвался на мине)[84]
- Эфиопо-сомалийская война. (1977—1978, Сомали, Эфиопия).
- Гражданская война в Афганистане (1978—1992, правительственная армия, душманы)
- Ливанская война (1982, Организация освобождения Палестины)
- Война в Хорватии (1991—1995, Хорватия, Югославия).
- Боснийская война (1992—1995, боснийские сербы)

### В XXI веке
- Гражданская война в Йемене (с 2014 года, правительственные войска). К началу гражданской войны в йеменской армии было около тридцати Т-34-85. Некоторые из них применялись в боях, но до 2019 года обходилось без потерь. В конце января 2019 года противотанковой управляемой ракетой 9М133-1 комплекса «Корнет-Э» один танк был поражён. После попадания в него мощного боеприпаса «тридцатьчетвёрка» сгорела. Следующий инцидент произошёл в феврале, повстанцы использовали ПТРК «Фагот» или «Конкурс». Ракета угодила в правый борт, но в этот раз пожара и взрыва боекомплекта не произошло. В конце марта 2019 года хуситы захватили у сторонников президента Хади Т-34-85 во время боевых действий в провинции Эд-Дали[85].

## Операторы

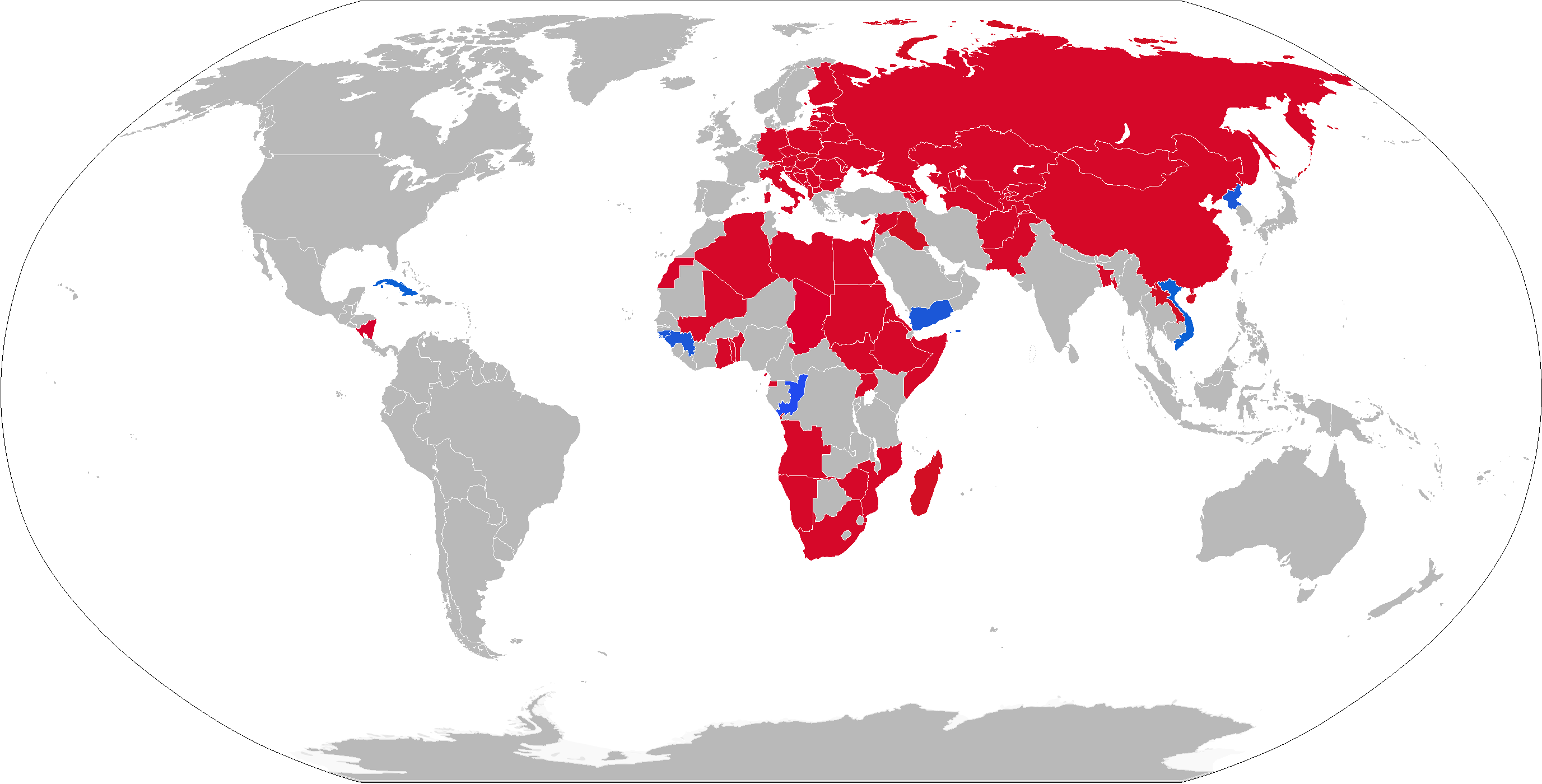
Карта операторов Т-34-85 на 2021 год

Т-34-85 Народной армии ГДР

### Участие в парадах
В 2019 году в штат 13-го гвардейского танкового полка 4-й гвардейской Кантемировской танковой дивизии ввели батальон Т-34-85 для участия в парадах и исторических реконструкциях. Танки в количестве 30 штук передал России Лаос в 2019 году.

### Современные
- Вьетнам — 45 Т-34-85, по состоянию на 2025 год[88].
- КНДР — на вооружении, по состоянию на 2025 год[89].

### Бывшие
Страны Европы и Америки
- Австрия Снят с вооружения в 1960-е годы.
- Албания
- Босния и Герцеговина — 5 Т-34-85 на 2010 год[90]
- Болгария Снят с вооружения в 1992—1995 годах.
- Венгрия Снят с вооружения в 1992—1995 годах.
- ГДР Вошли в состав вооружённых сил ФРГ в 1990 году.
- Германия Снят с вооружения в 1991—1993 годах.
- Кипр Оставался на вооружении до начала 1980-х годов.

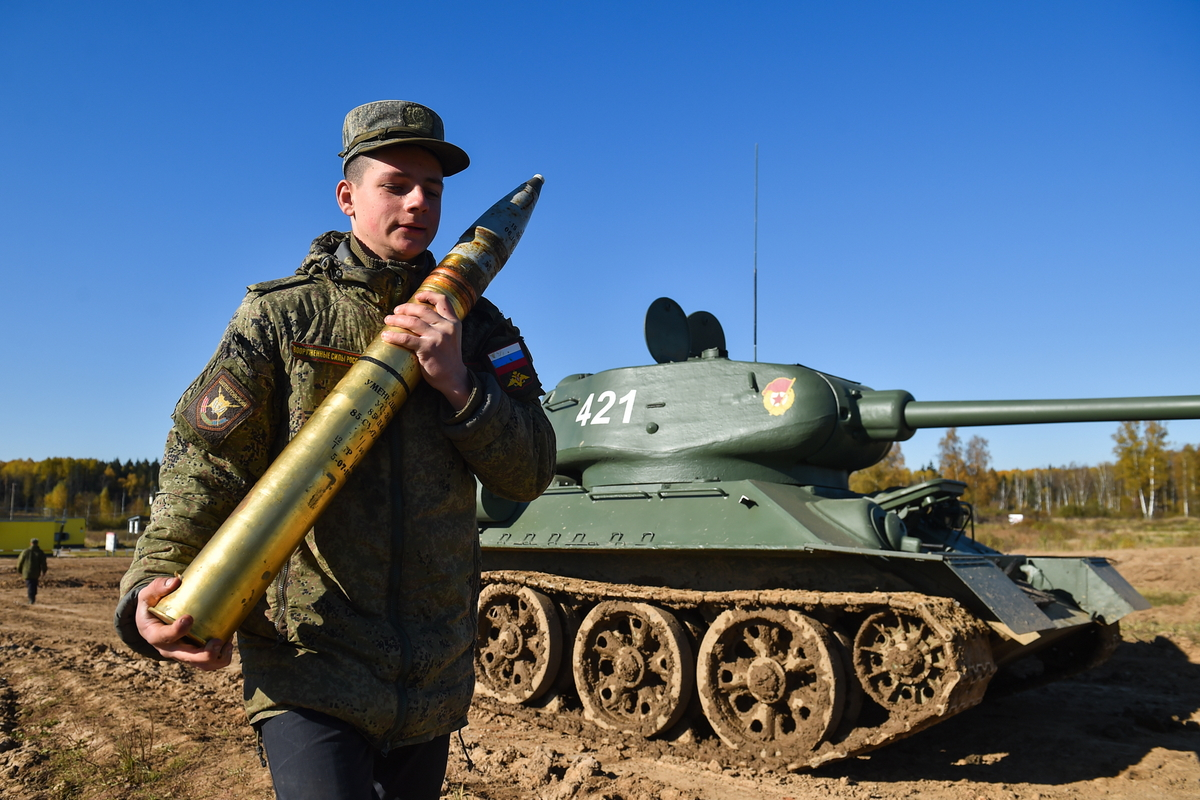
Боеприпас танка Т-34-85 в руках военнослужащего 4-й гвардейской танковой дивизии. 18 октября 2021.

- Куба — на вооружении, по состоянию на 2021 год[91].
- Никарагуа
- Польша Снят с вооружения в 1992—1995 годах.
- Румыния Снят с вооружения в 1995—1998 годах.
- СССР Перешли к образовавшимся после распада государствам. Снят с вооружения российской армии в 1993 году. В Российской армии в значительных количествах на базах хранения вооружения и техники оставались до 2005 года, а затем розданы по музеям. До сих пор используется для участия в Параде Победы.
- Чехословакия Снят с вооружения в 1992—1993 годах.
- Финляндия Снят с вооружения в 1960-е годы.
- Югославия Перешли к образовавшимся после распада государствам.

Страны Среднего Востока и Азии
- Афганистан
- Египет
- Ирак
- Йемен — на вооружении, по состоянию на 2021 год[92].
- Лаос
- Ливия
- Монголия
- Китай
- Сирия
- Народная Демократическая Республика Йемен*
- Йеменская Арабская Республика

Страны Африки
- Алжир
- Ангола
- Гвинея — 30 Т-34-85, по состоянию на 2021 год[93].
- Гвинея-Бисау — 10 Т-34-85, по состоянию на 2021 год[94].
- Экваториальная Гвинея
- Эфиопия
- Республика Конго — на хранении, по состоянию на 2024 год[95].
- Мали
- Мозамбик
- Намибия
- Сомали
- Судан
- Того
- Зимбабве

## Модернизация и модификации танка Т-34-85

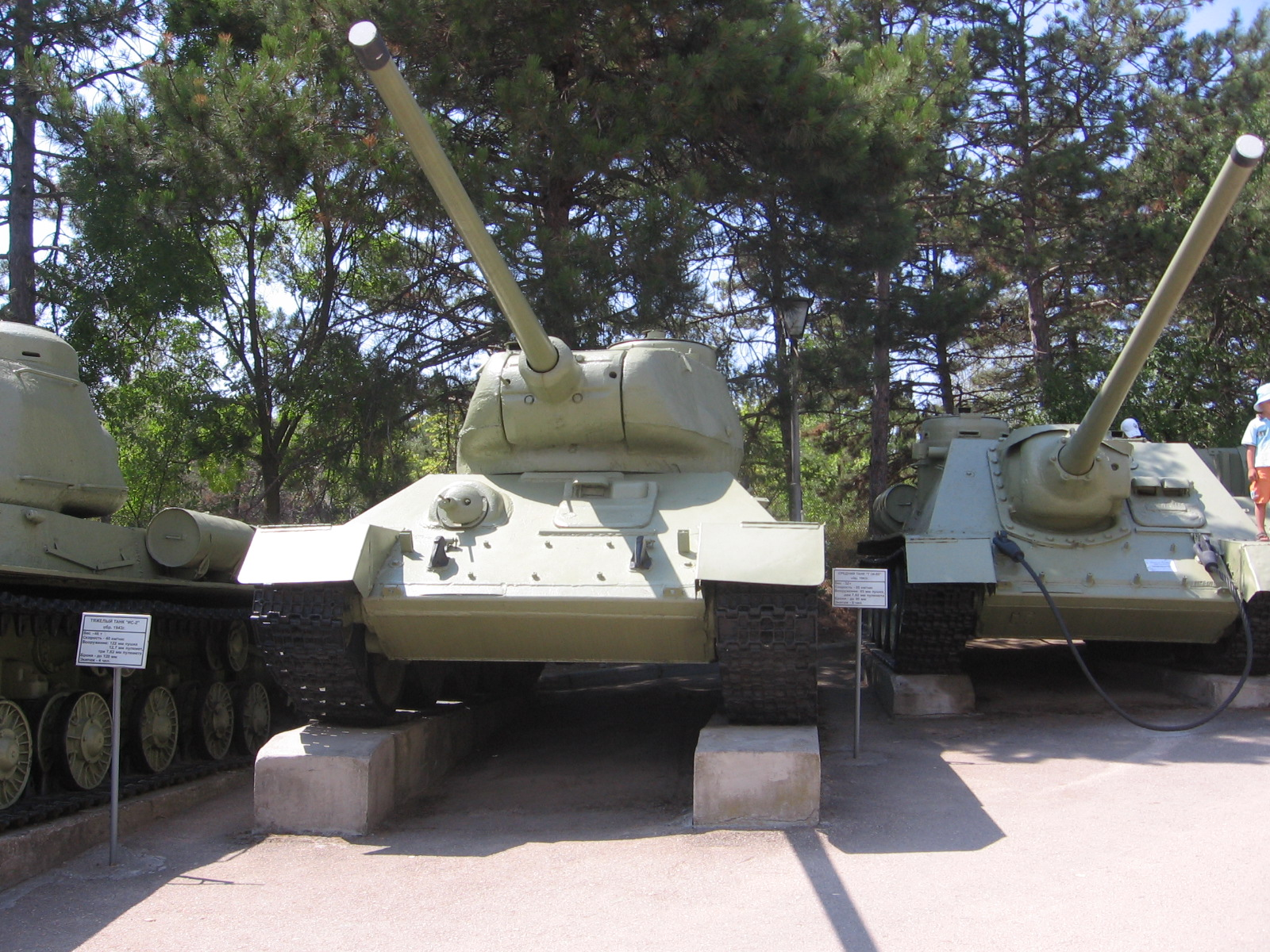
Танк T-34-85 и самоходная артиллерийская установка СУ-100 в музее на Сапун-горе, Севастополь

- Т-34-85 Модификация 1943 Малосерийная модификация Т-34 с 85-мм пушкой Д-5-Т85 и новой цельнолитой трёхместной башней. Выпускалась с января по март 1944 года заводом № 112 из-за того, что размещение пушки С-53 в башне первоначального варианта оказалось неудовлетворительным[96].
- Т-34-85. Серийная модификация танка Т-34, выпускавшаяся большой серией в 1944-46 гг. Установлена новая литая башня с увеличенным диаметром погона. Бронезащита возросла до 90 мм (лоб башни), борт корпуса до 45 мм. Основное вооружение — 85-мм пушка ЗИС-С-53, радиостанция установлена в башне. В дальнейшем танк неоднократно модернизировался (последний раз в 1969 году). В 50-х годах выпускался серийно в Польше и Чехословакии
- ОТ-34-85 модификация Т-34-85 с установкой поршневого огнемёта АТО-42 вместо курсового пулемёта.
  - Т-34-85 Модификация 1947 — на танке смонтирован новый двигатель В-2-34М, новая радиостанция и оптические приборы.
  - Т-34-85 образца 1960 года — на танке установлен новый двигатель В-54 или В-55 (520 л. с.), внутренний дизайн машины несколько изменён, новое электрооборудование, новое ТПУ, новая радиостанция, увеличен боекомплект, новая ходовая часть, новые катки
- ПТ-34 — Модификация, созданная на базе Т-34 Модели 1943 как танк-трал.
- Т-34-85М — опытный вариант модернизации танка Т-34-85 с более мощным бронированием и ещё некоторыми моментами. Целью модернизации было доведение лобовой брони танка до уровня немецкого танка Пантера. Толщина лобовой брони танка Т-34-85М равнялась 75 мм, Т-34-85М имел вместо шести топливных баков, находящихся в боевом и моторном отделениях, два бака в кормовой части корпуса, ёмкостью по 190 л каждый. При испытании танков было решено отказаться от идеи усиления бронирования корпусов из-за того, что 88-мм немецкая пушка пробивала даже усиленную 75-мм броню танка Т-34-85М с дистанции 2000 м.

Сравнение основных советских средних танков периода Второй мировой войны
|            | T-34 Модификация 1940 года | T-34 Модификация 1941 года | T-34 Модификация 1942 года | T-34 Модификация 1943 года | T-34-85        | T-44           |
| ---------- | -------------------------- | -------------------------- | -------------------------- | -------------------------- | -------------- | -------------- |
| Масса      | 26 т                       | 26,5 т                     | 28,5 т                     | 30,9 т                     | 32 т           | 31,9 т         |
| Орудие     | 76,2 мм Л-11               | 76,2 мм Ф-34               | 76,2 мм Ф-34               | 76,2 мм Ф-34, ЗИС-5        | 85 мм ЗИС-С-53 | 85 мм ЗИС-С-53 |
| БК         | 76 снарядов                | 77 снарядов                | 77 снарядов                | 100 снарядов               | 60 снарядов    | 58 снарядов    |
| Горючее    | 460 л                      | 460 л                      | 610 л                      | 790 л                      | 810 л          | 642 л          |
| Запас хода | 300 км                     | 400 км                     | 400 км                     | 465 км                     | 360 км         | 300 км         |
| Броня      | 13-45 мм                   | 16-52 мм                   | 16-65 мм                   | 16-70 мм                   | 20-90 мм       | 15-120 мм      |

### Югославская модернизация танка Т-34-85.

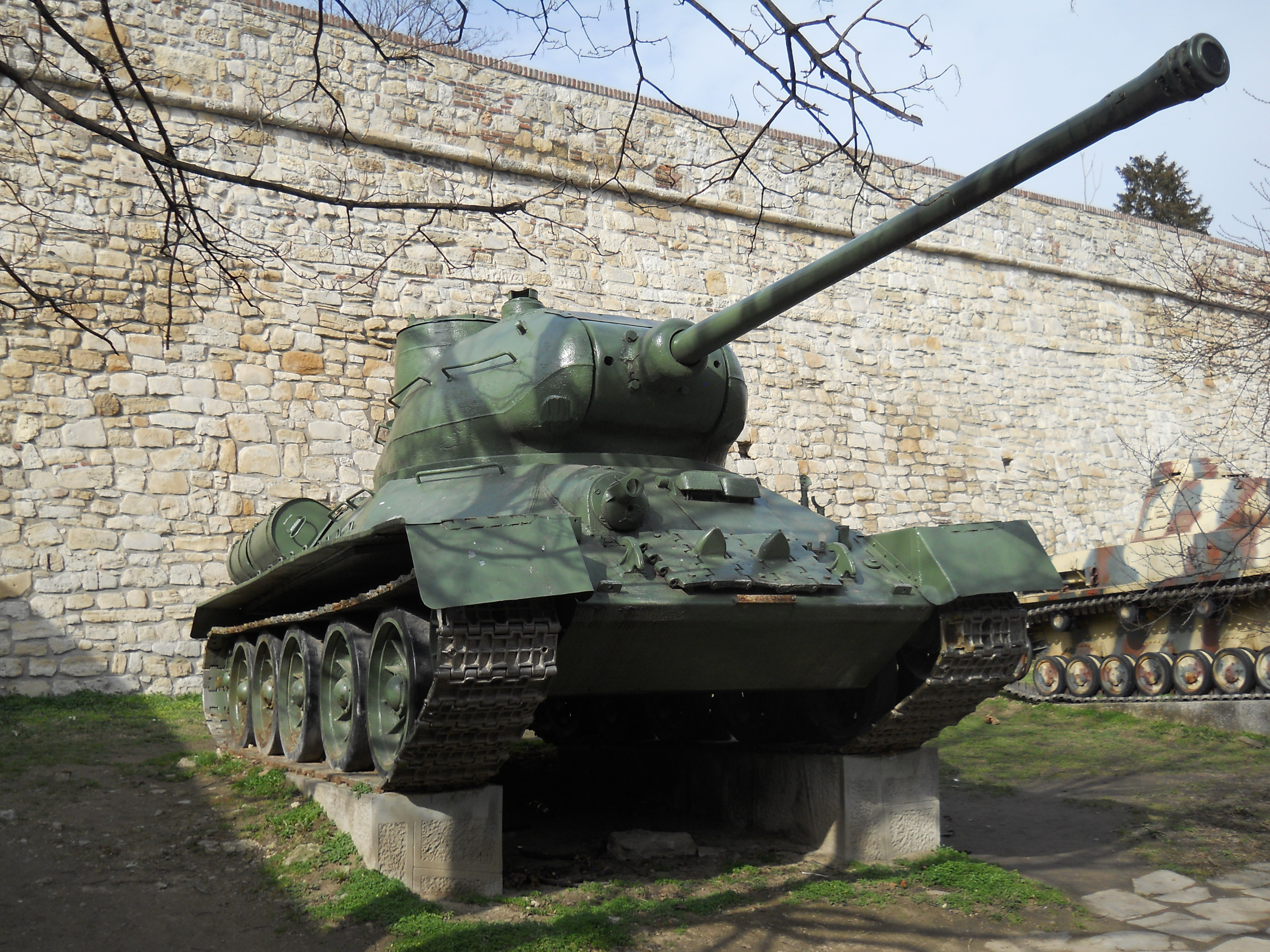
Югославский вариант танка Т-34-85.

После войны по инициативе руководства Народно-освободительной Армии Югославии (НОАЮ) была предпринята попытка наладить серийное производство модернизированного югославского варианта Т-34-85. В результате модернизации были внесены следующие конструктивные изменения:
- в передней части корпуса реализованы скосы с целью уменьшения площади фронтальной поверхности верхнего лобового листа. Скосы ослабили корпус и усложнили технологию его производства, однако предполагалось, что югославские заводы освоят технологию сварки броневых листов;
- крыша башни выполнена выпуклой, командирская башенка ликвидирована, но установлено четыре перископических смотровых прибора, цилиндрические основания люков сопрягались с крышей при помощи сварки, ослабляя конструкцию башни;
- увеличен объём кормовой ниши башни с целью увеличения боекомплекта;
- изменена схема вентиляции башни, колпак вентилятора расположен на крыше кормовой части башни;
- пушка ЗИС-С-53 оборудована дульным тормозом;
- установлен дизель югославского производства, внесены изменения в трансмиссию.

Всего было модернизировано 7 танков.
В 1950 году модернизированные танки участвовали в Майском параде, впоследствии использовались в качестве учебных.
В начале 1950-х годах работы по модернизации были свёрнуты. Один танк был сохранён в открытой экспозиции военного музея в Калемегдане (г. Белград).

## Машины на базе Т-34-85

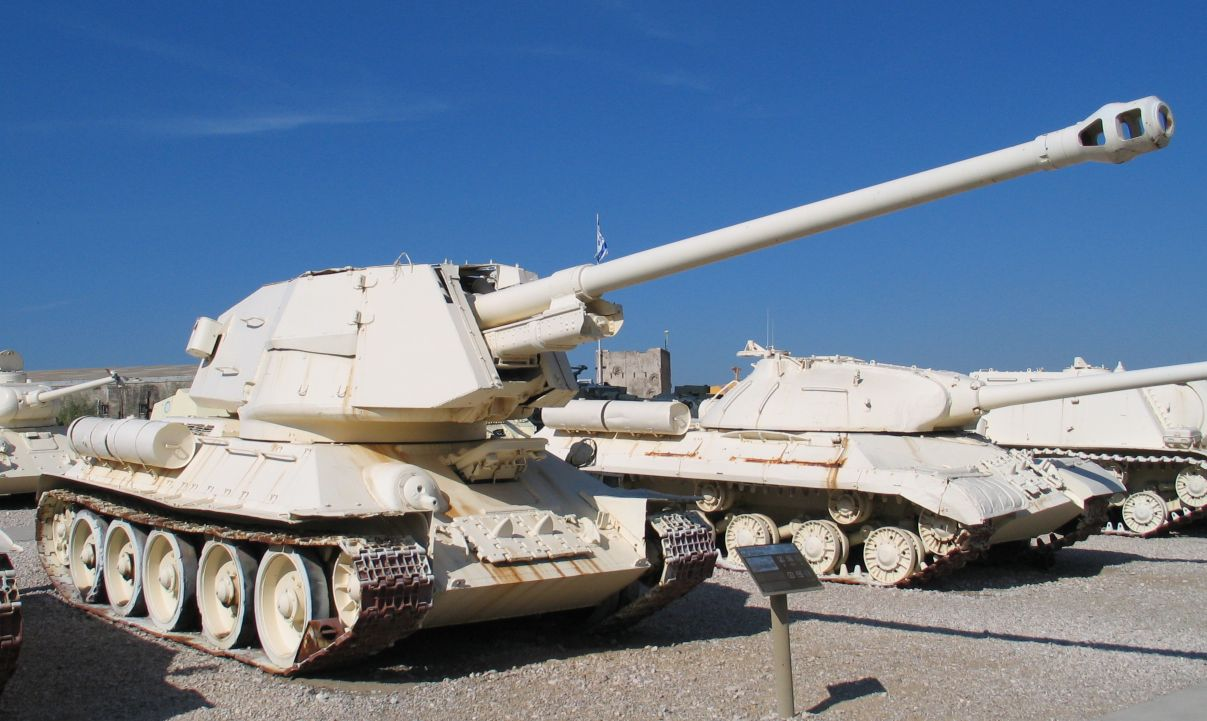
Египетский истребитель танков T-100 (шасси T-34)

Во время войны на базе Т-34-85 были построены знаменитые «самоходы» СУ-85, СУ-100 и СУ-122. СУ-85 и СУ-100, сконструированные для борьбы с танками противника, вооружались скорострельными пушками 85 и 100 мм, соответственно. СУ-122, относящаяся к классу штурмовых орудий, несла 122-мм гаубицу с низкой скорострельностью (пушка с раздельным заряжением также имела ручной затвор поршневого типа, что отрицательно сказывалось на скорострельности) и в основном использовалась как ударная артиллерия против пехоты и танков (с некоторыми ограничениями она могла использоваться и в качестве самоходной гаубицы). Машины на базе Т-34-85 оставались на вооружении некоторых стран до конца XX века.
- VT-34 — чехословацкая бронированная ремонтно-эвакуационная машина.
- T-100 или Т-34/100 — египетский истребитель танков, установлено 100-мм орудие БС-3 в сильно изменённой башне.
- T-122 или Т-34/122 — египетская самоходная артиллерийская установка, установлена 122-мм гаубица Д-30 в сильно изменённой башне.
- Т-34/122 — сирийская самоходная артиллерийская установка, установлена 122-мм гаубица Д-30, башня демонтирована.
- Т-34/122 — кубинская самоходная артиллерийская установка, установлена 122-мм гаубица Д-30, часть башни вырезана.
- Кубинская зенитная самоходная установка, вместо башни установлена 100-мм зенитная пушка КС-19 на открытой площадке.
- Т34-130 — кубинские САУ с использованием артиллерийской части 130-мм пушки М-46.
- Т-43 — установка башни от Т-34-85 на новый корпус.
- Т-44-85 — модификация танка Т-43 с установленным на него орудием от Т-34-85 или модифицированными, другими орудиями.

## Фотогалерея

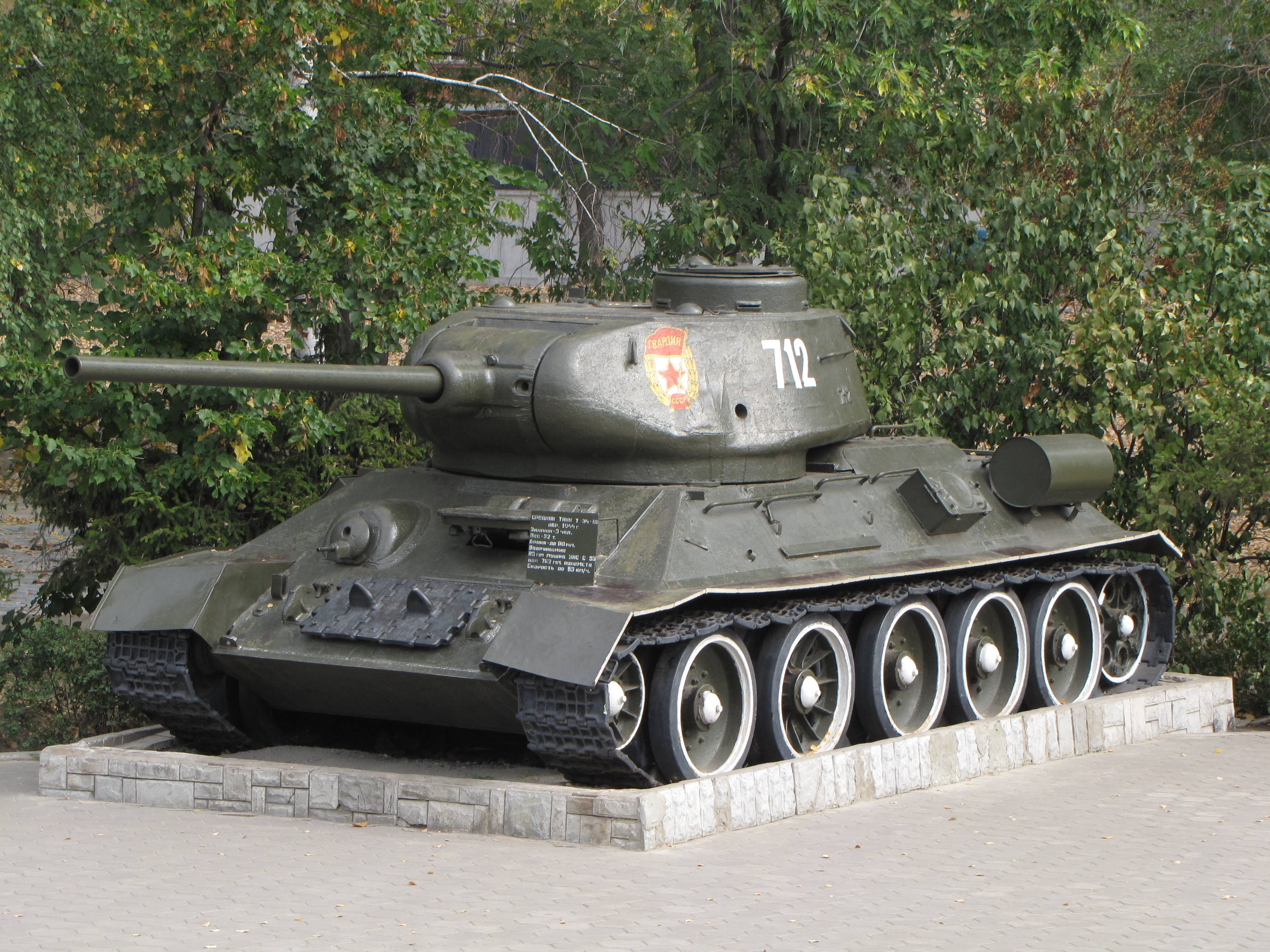
Т-34-85 производства ПНР г. Воронеж
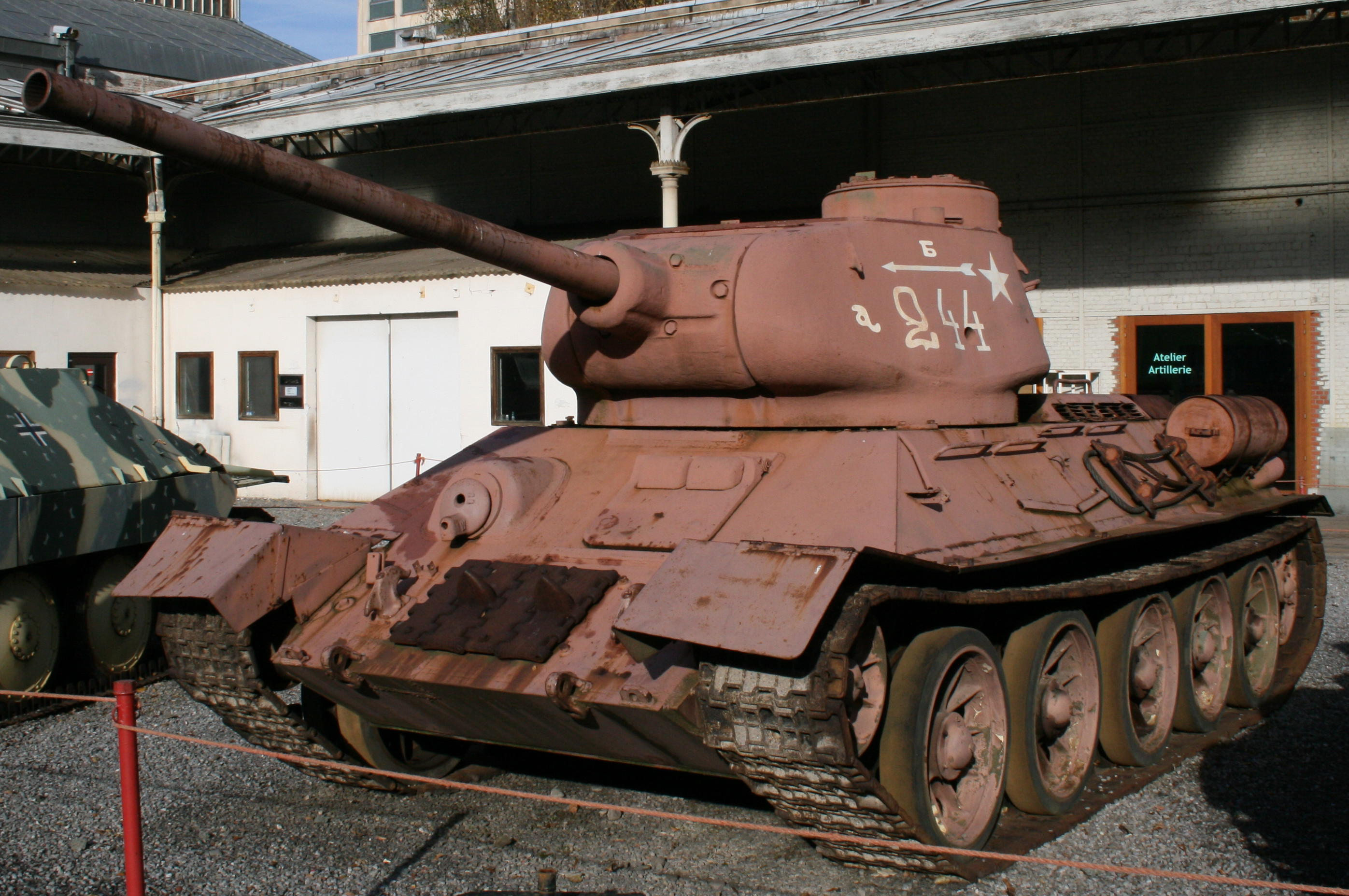
Т-34-85 производства ЧССР. Брюссель
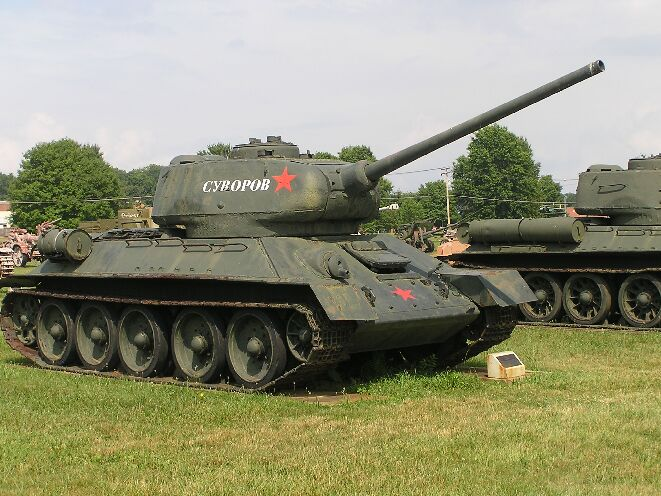
T-34-85  музей в США
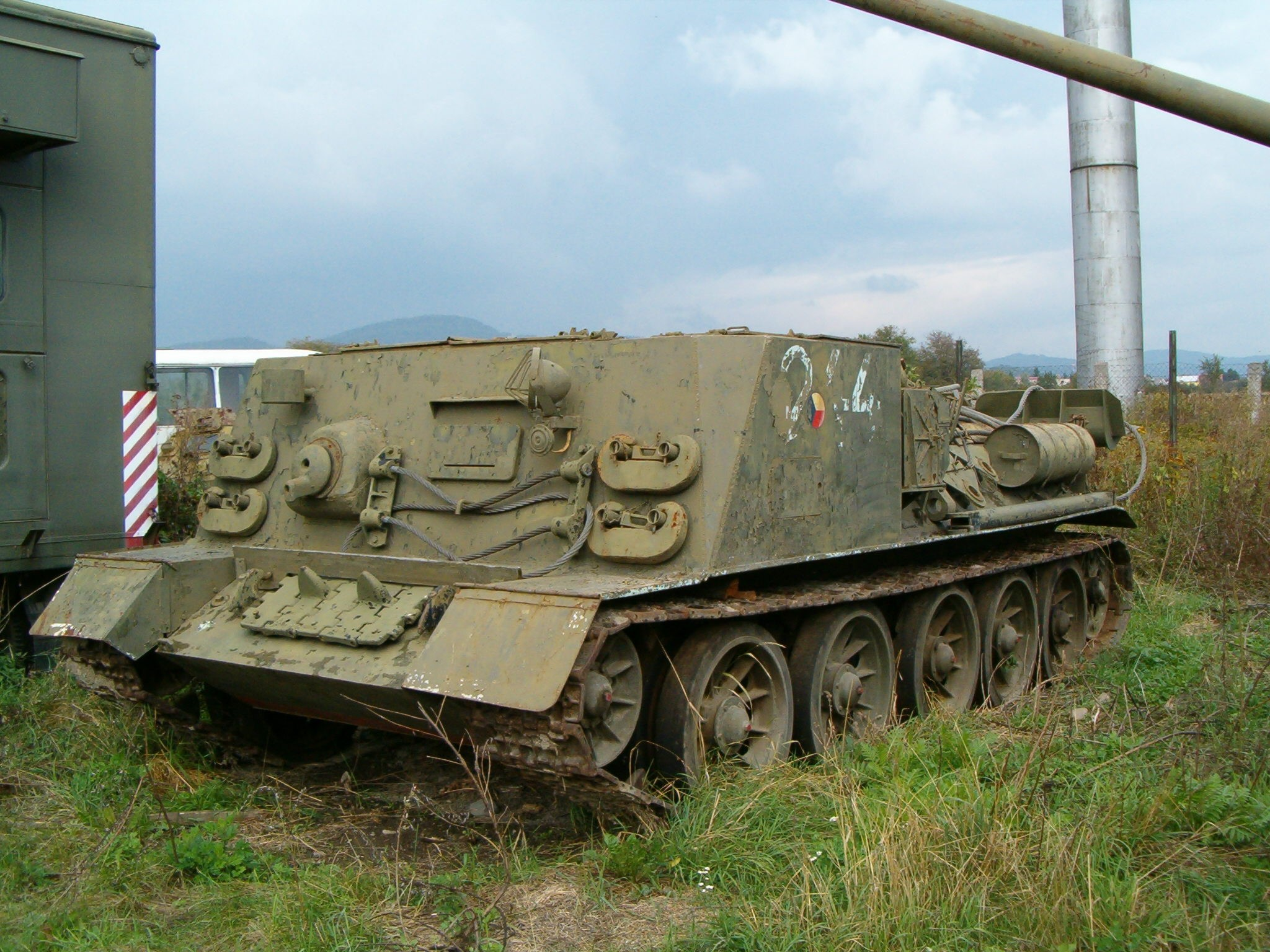
БРЭМ на базе Т-34
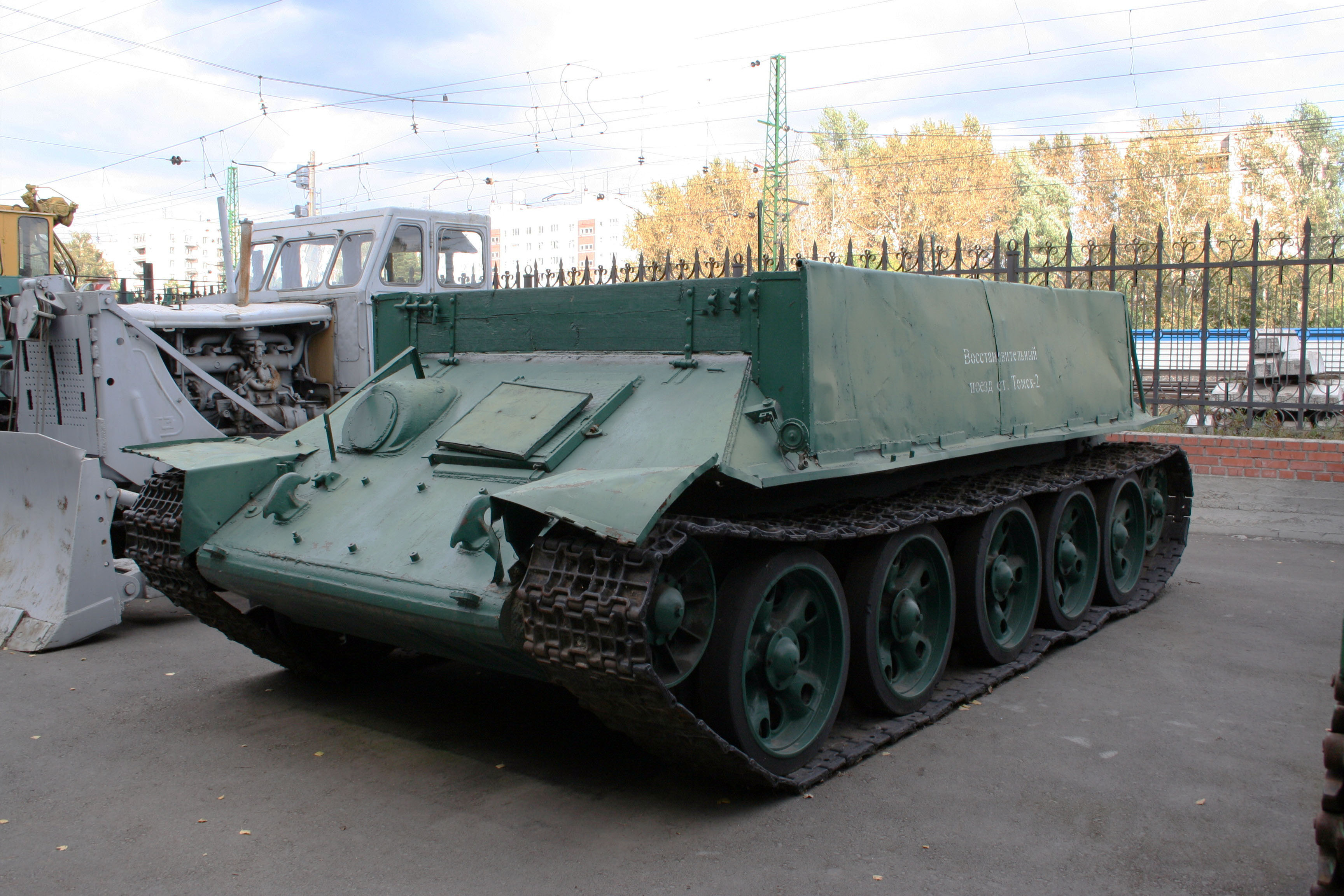
Тягач на базе Т-34
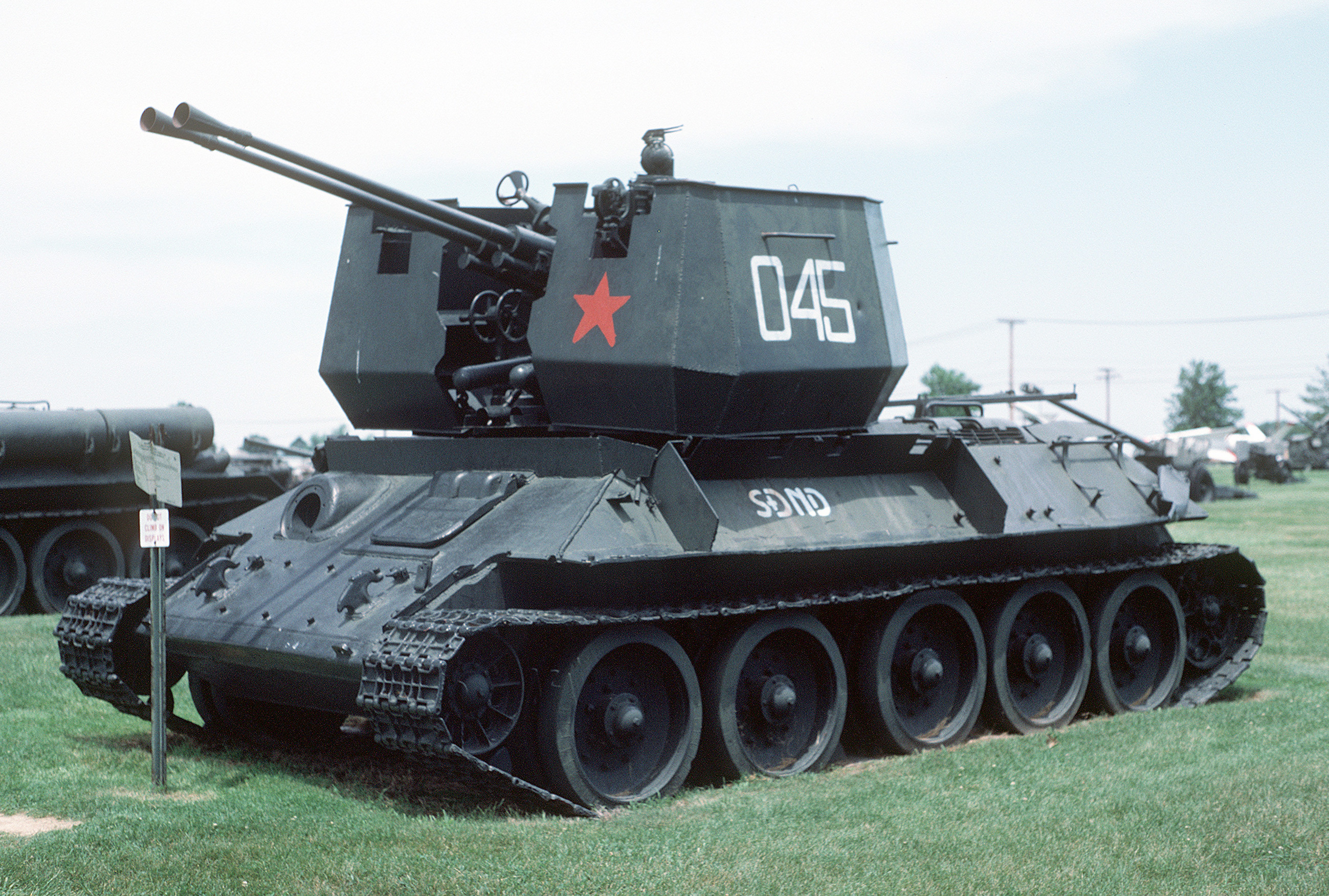
37-мм ЗСУ Тип 63
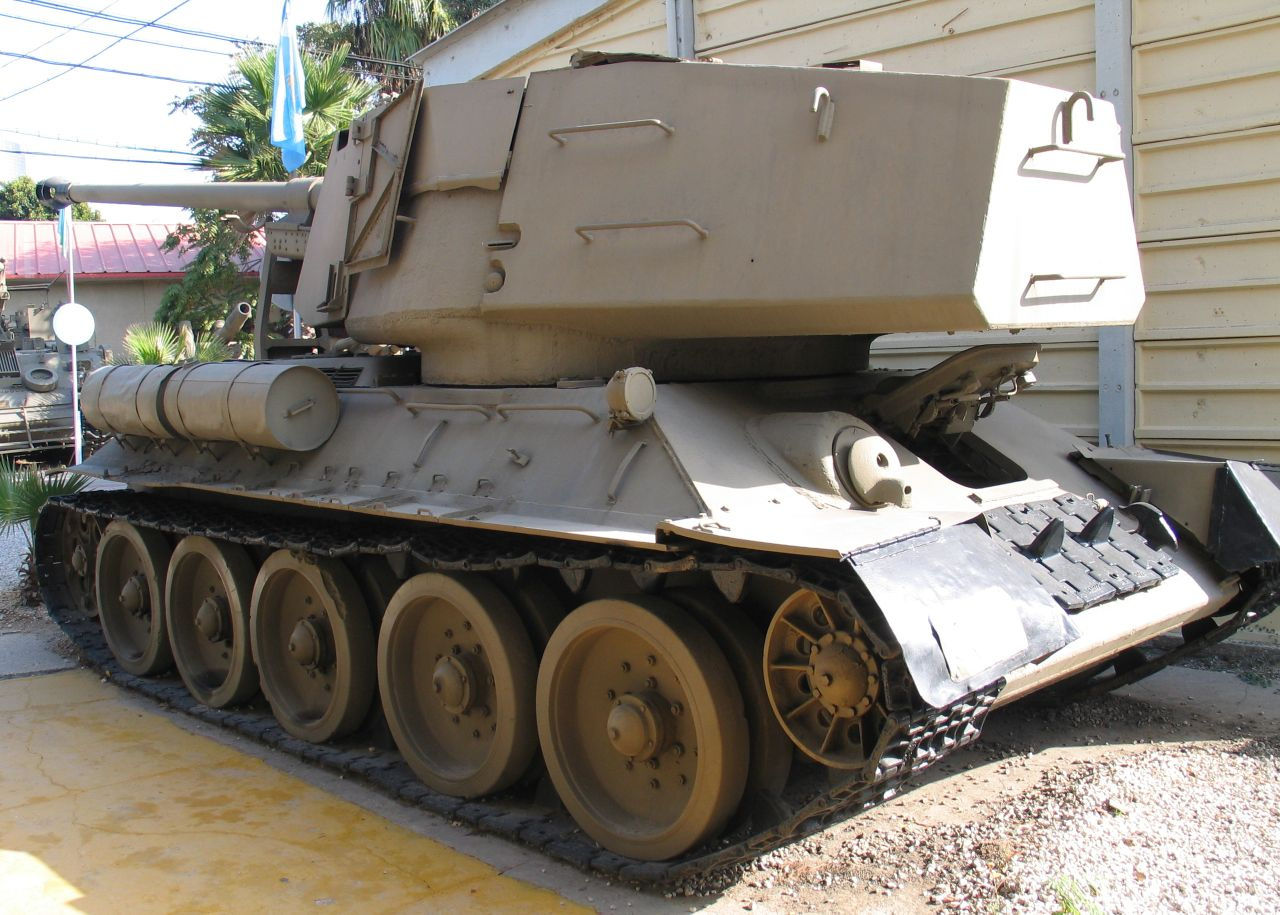
Египетский истребитель танков Т-100 на базе Т-34 с M1944/БС-3 в музее, Тель-Авив. 2005
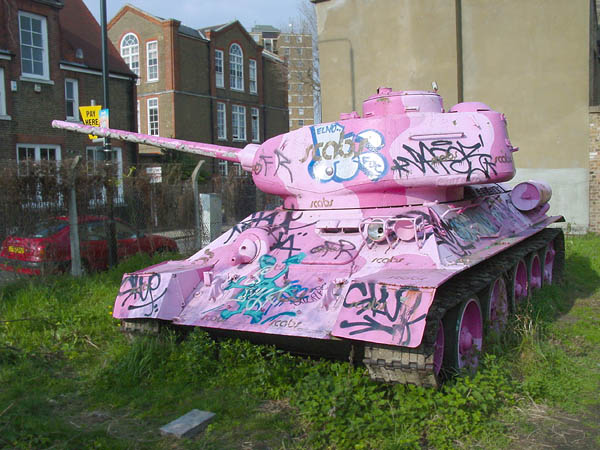
Розовый танк, Лондон. 2005г.
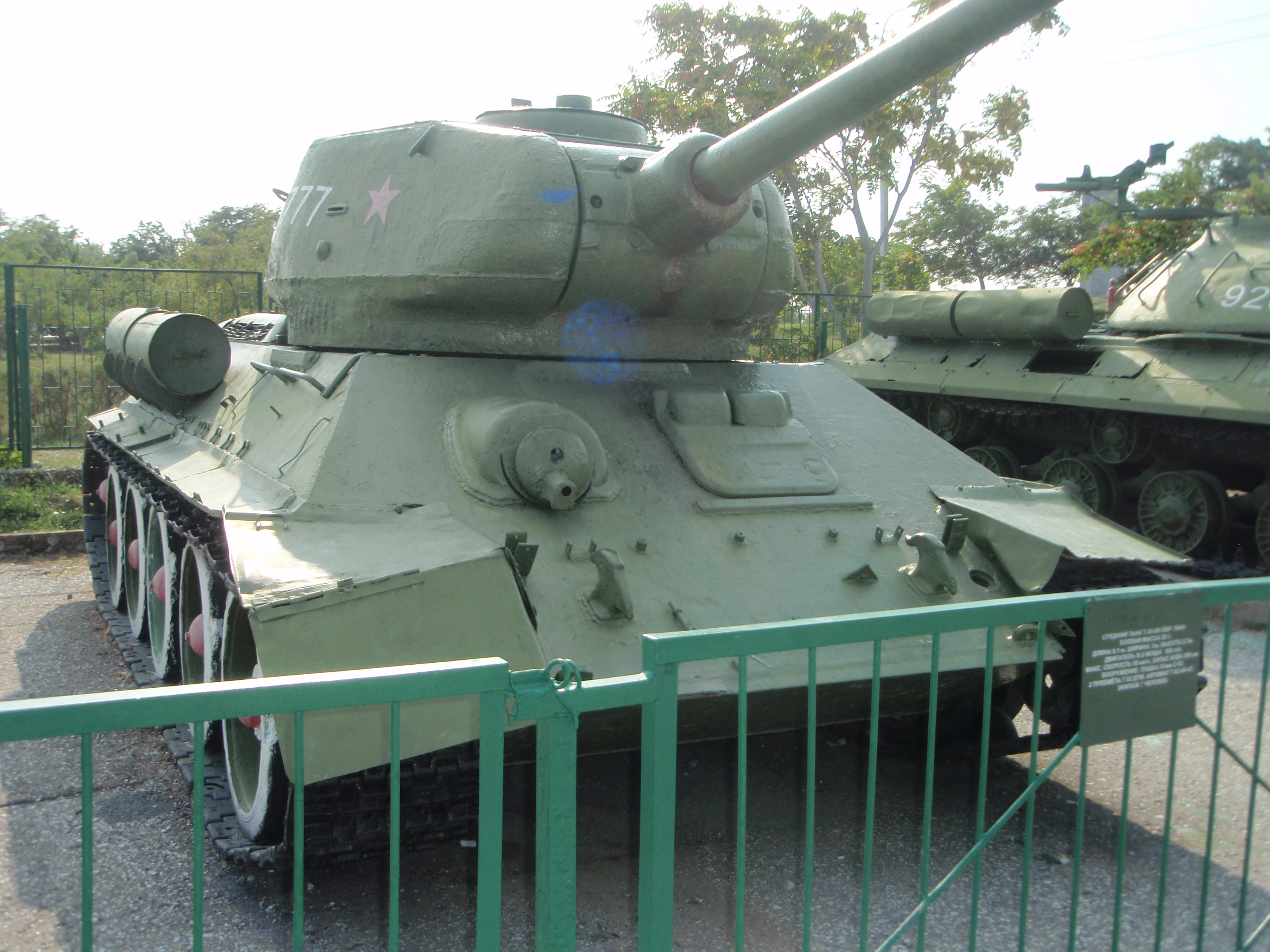
Т-34-85 в музее-заповеднике «Малая земля», Новороссийск
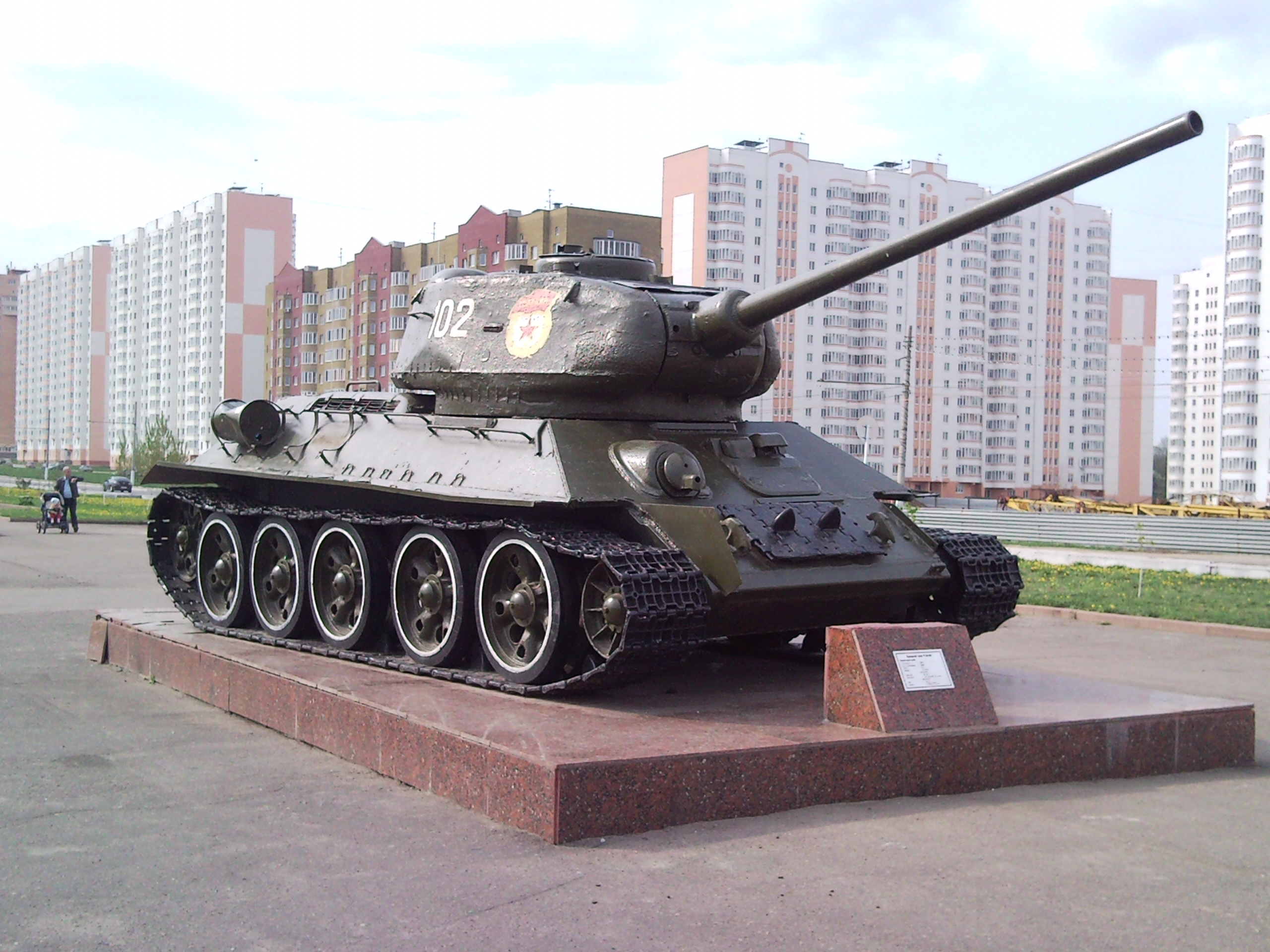
Т-34-85 обр. 1944 года на постаменте в Курске
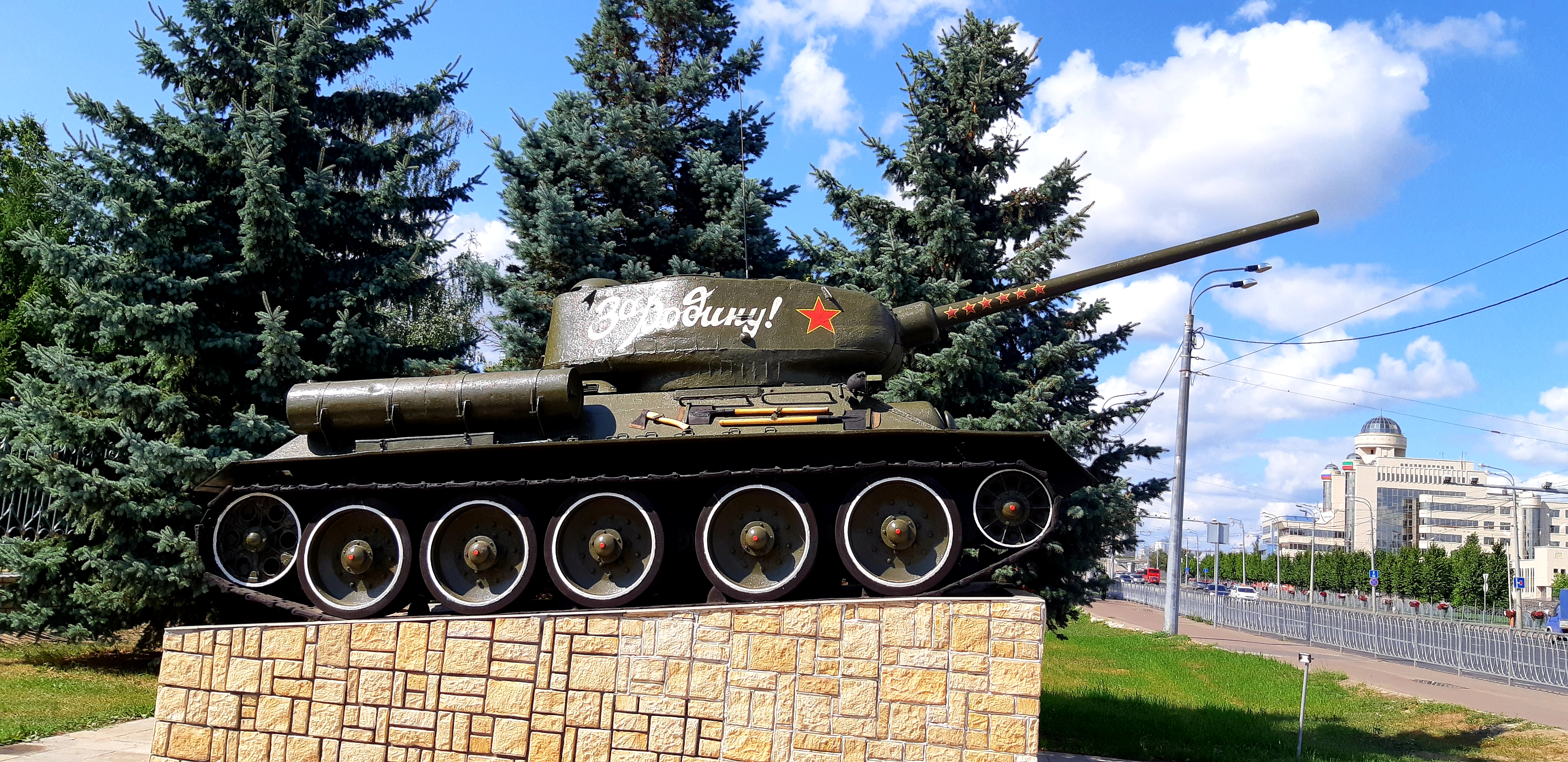
Т-34-85 в Казани
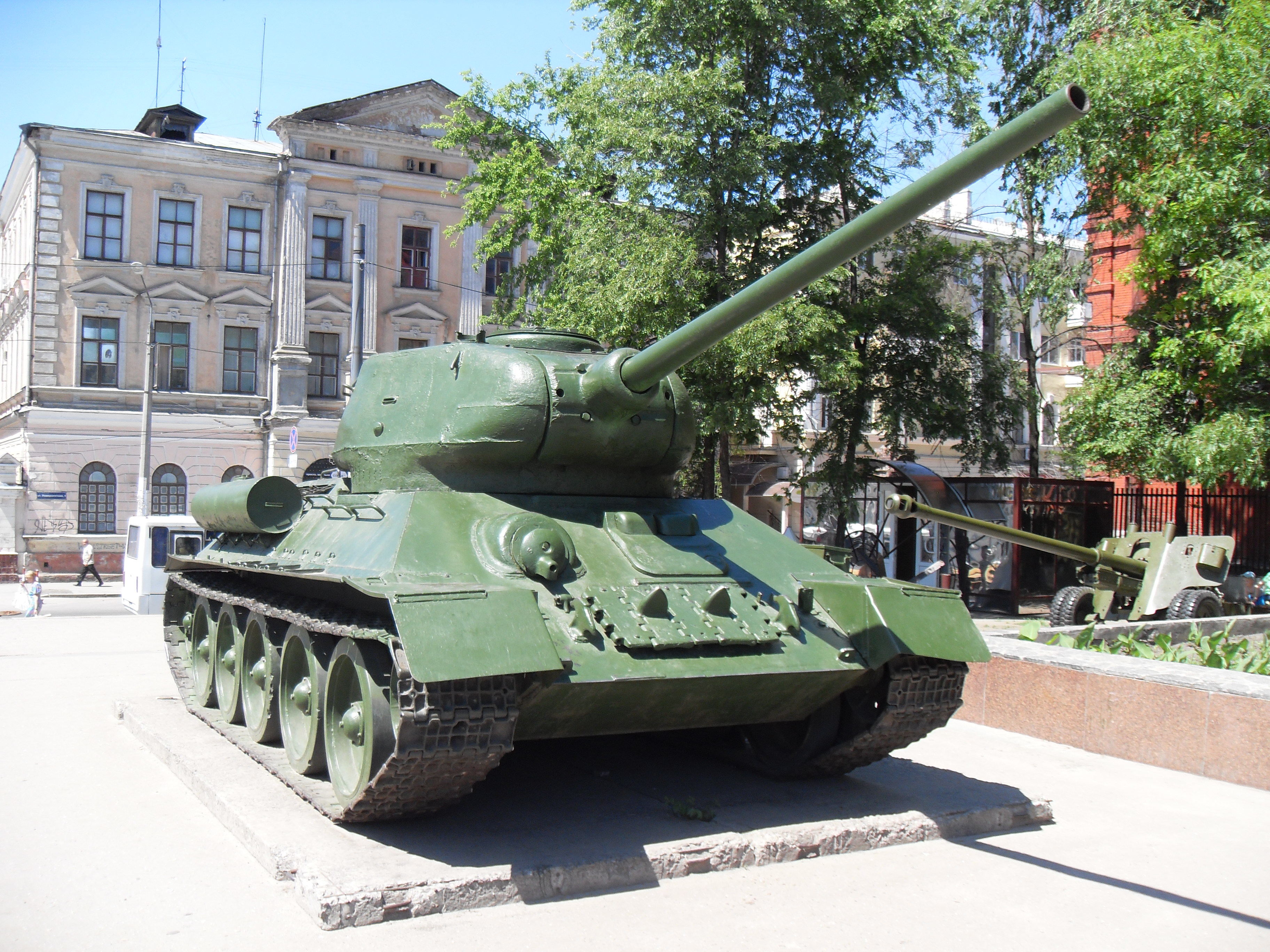
Т-34-85 времён Второй мировой войны на площади Конституции, Харьков
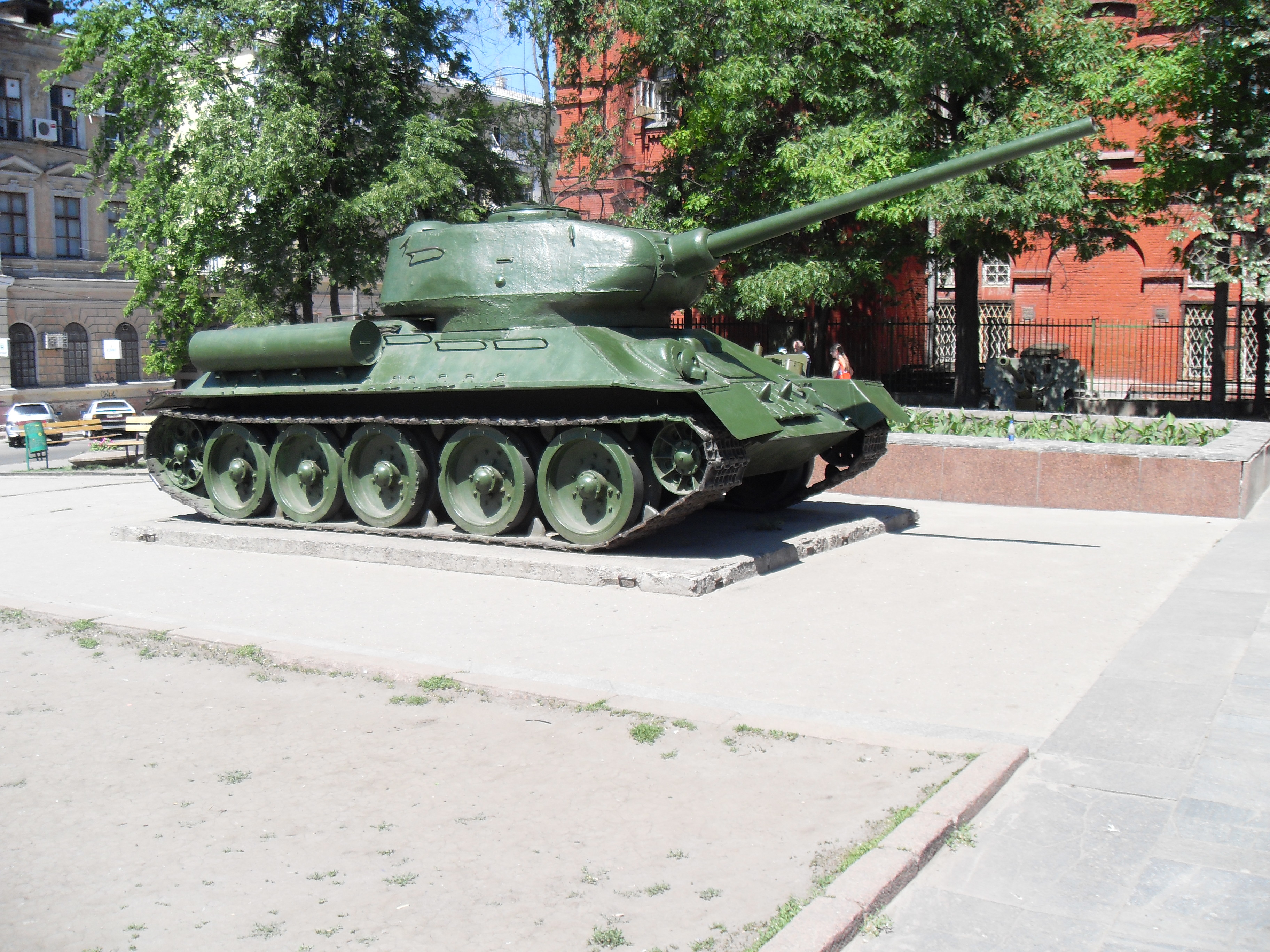
Т-34-85 на площади Конституции, Харьков
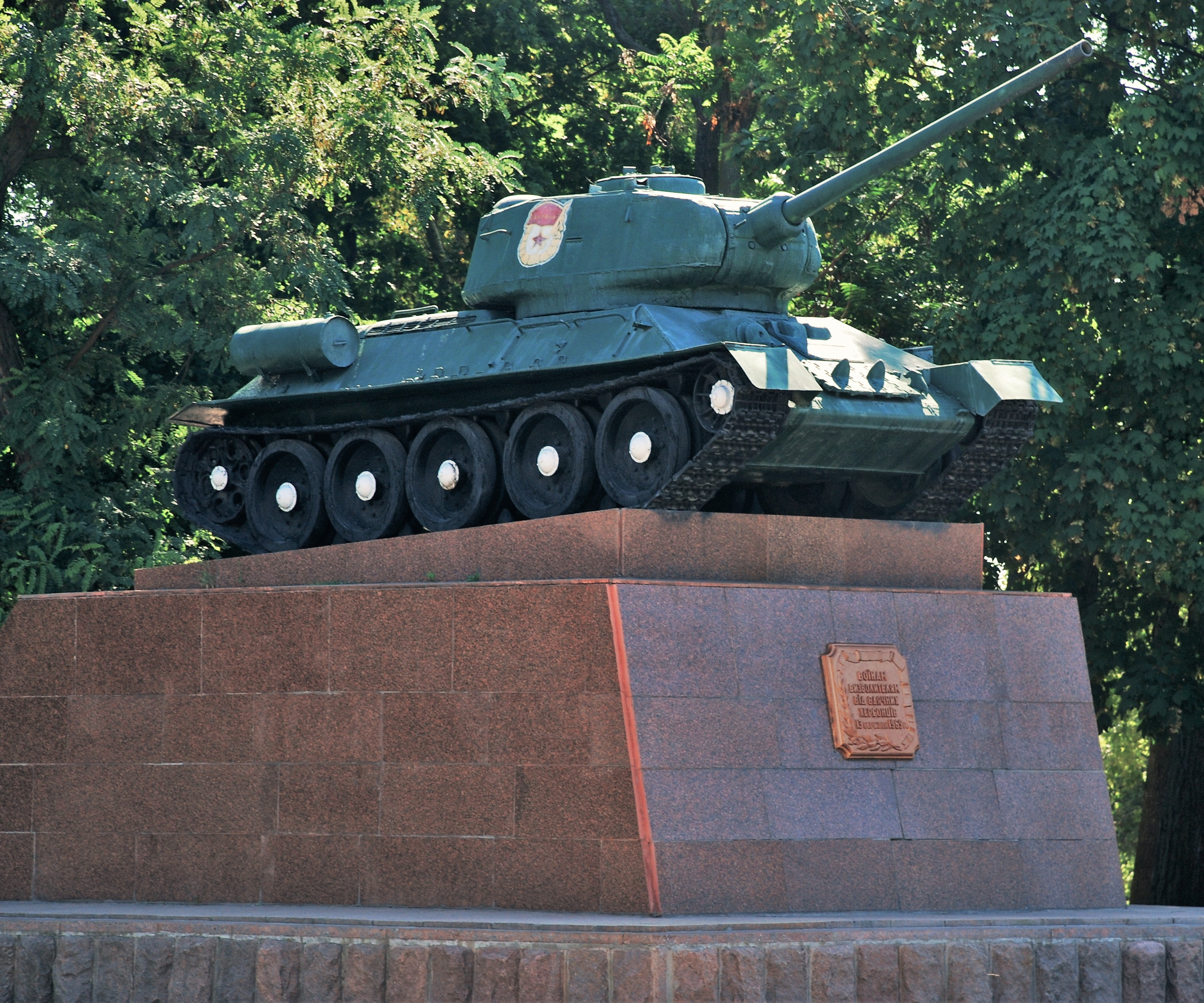
Памятник Т-34-85, Херсон
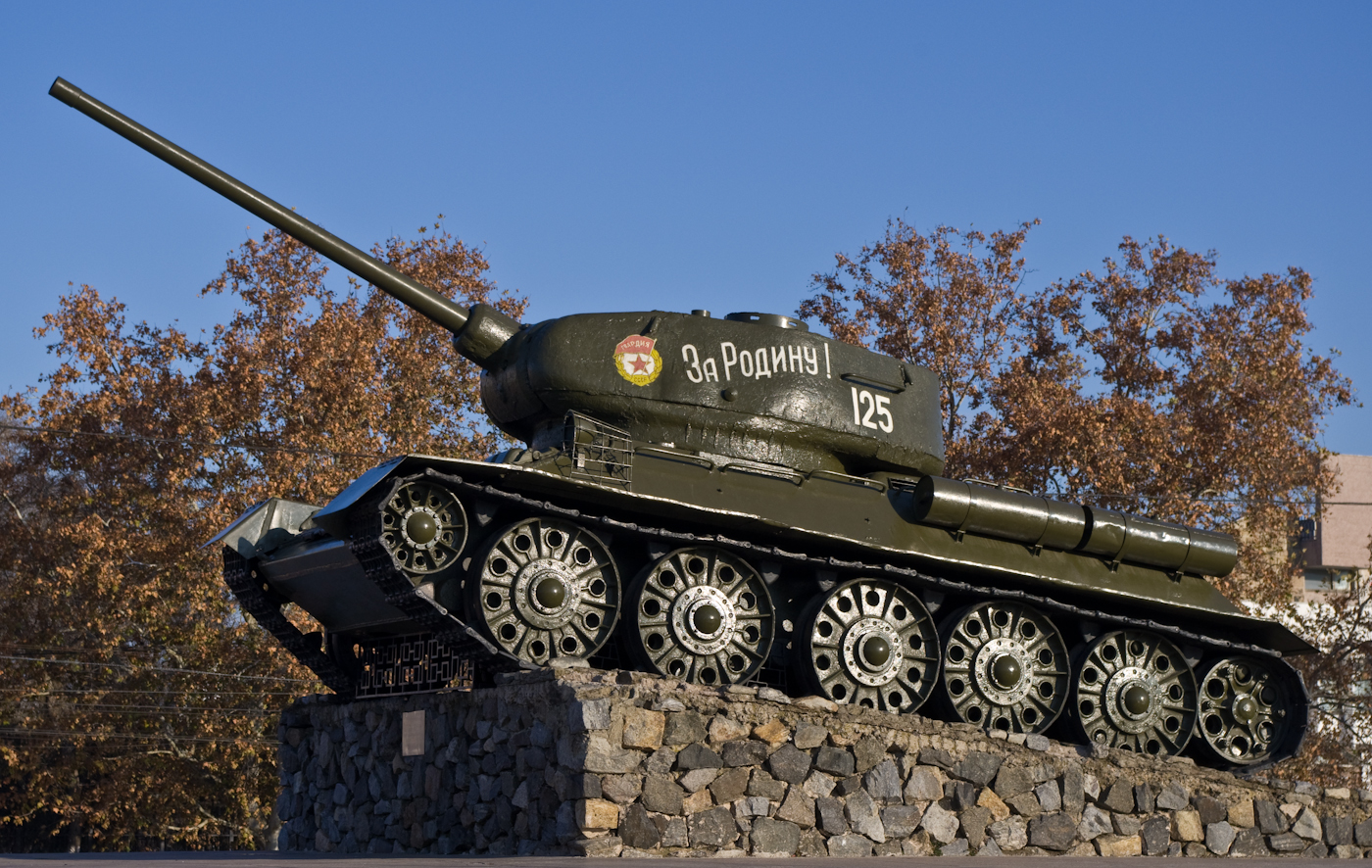
Памятник «Т-34» на мемориале славы, Тирасполь
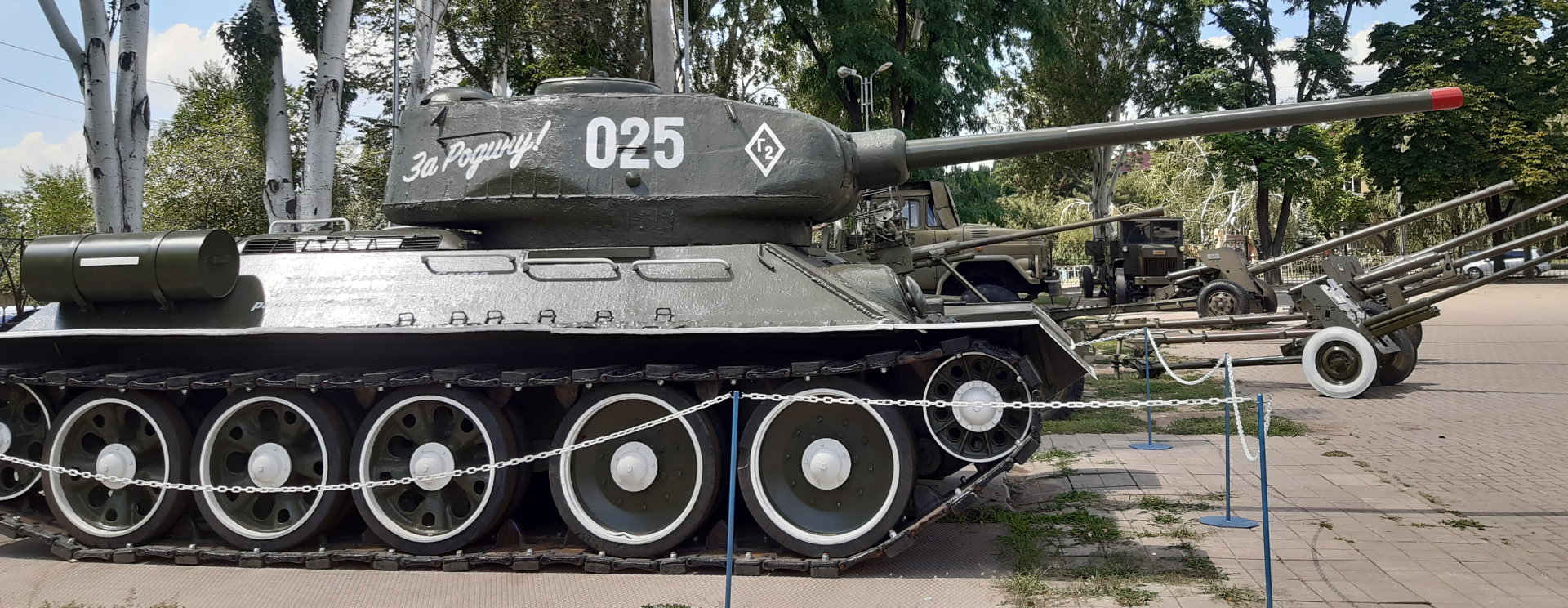
Музей техники Богуслаева
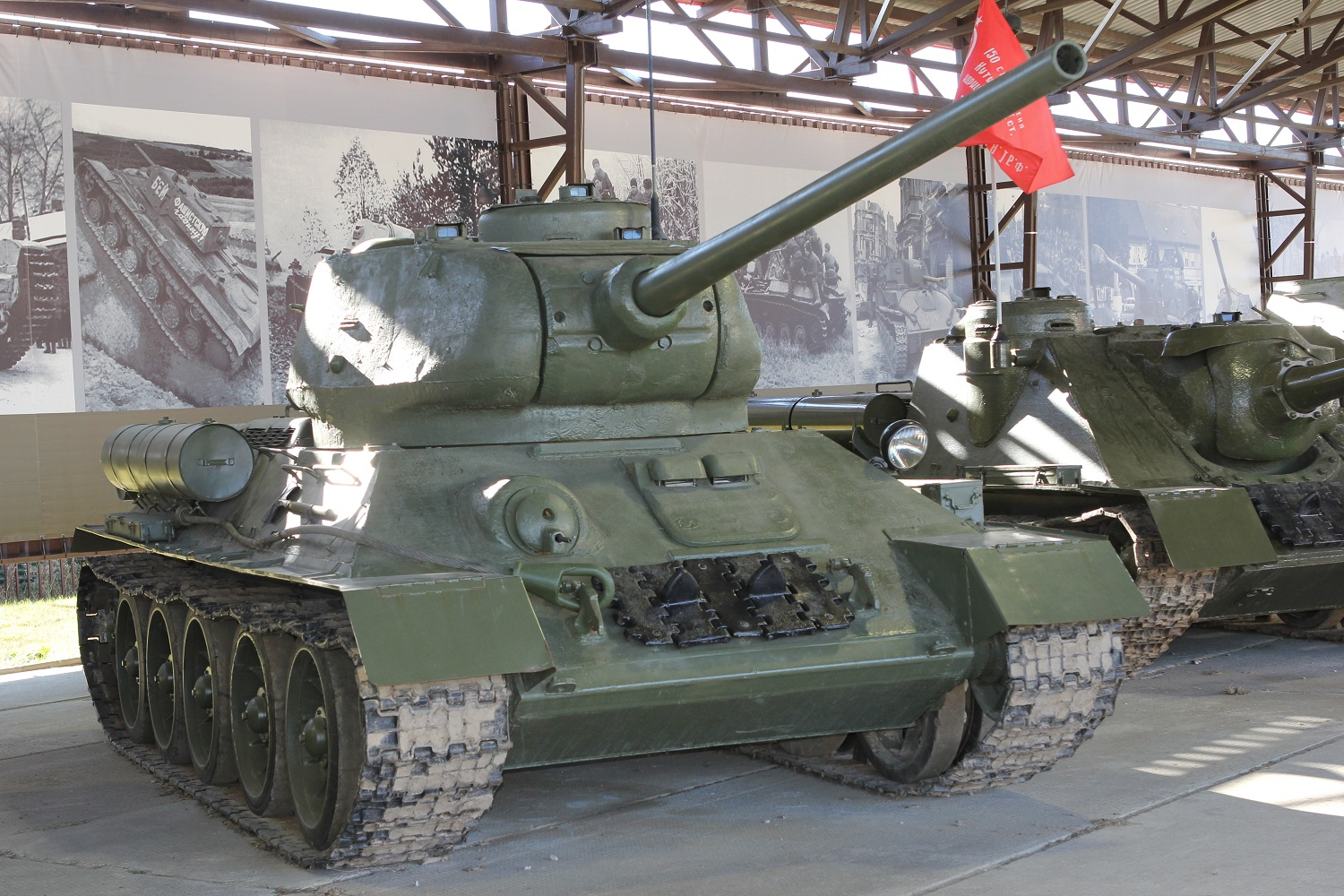
Т-34-85 в Музее отечеств. военной истории
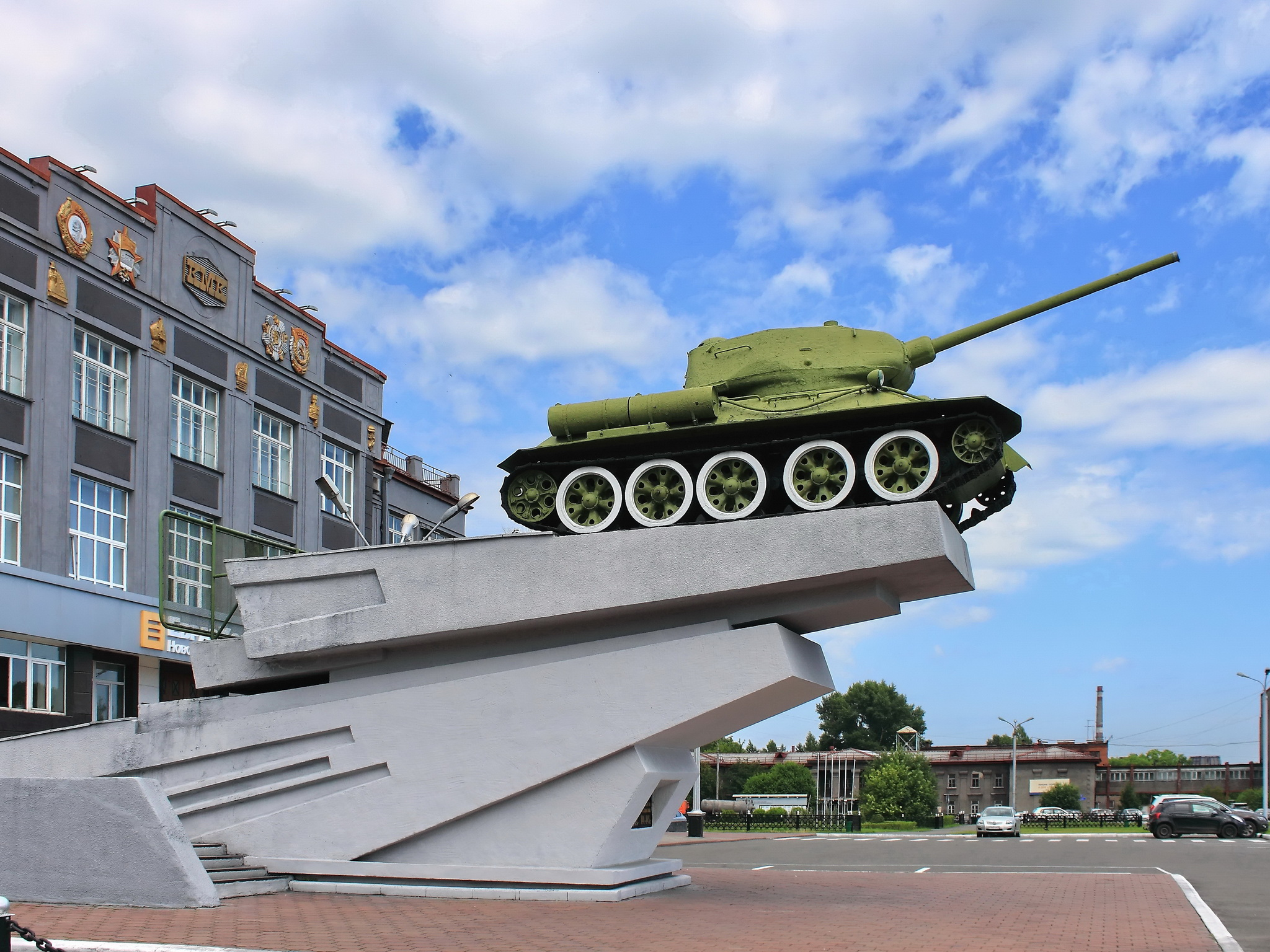
Памятник Т-34-85. Новокузнецк. 2011
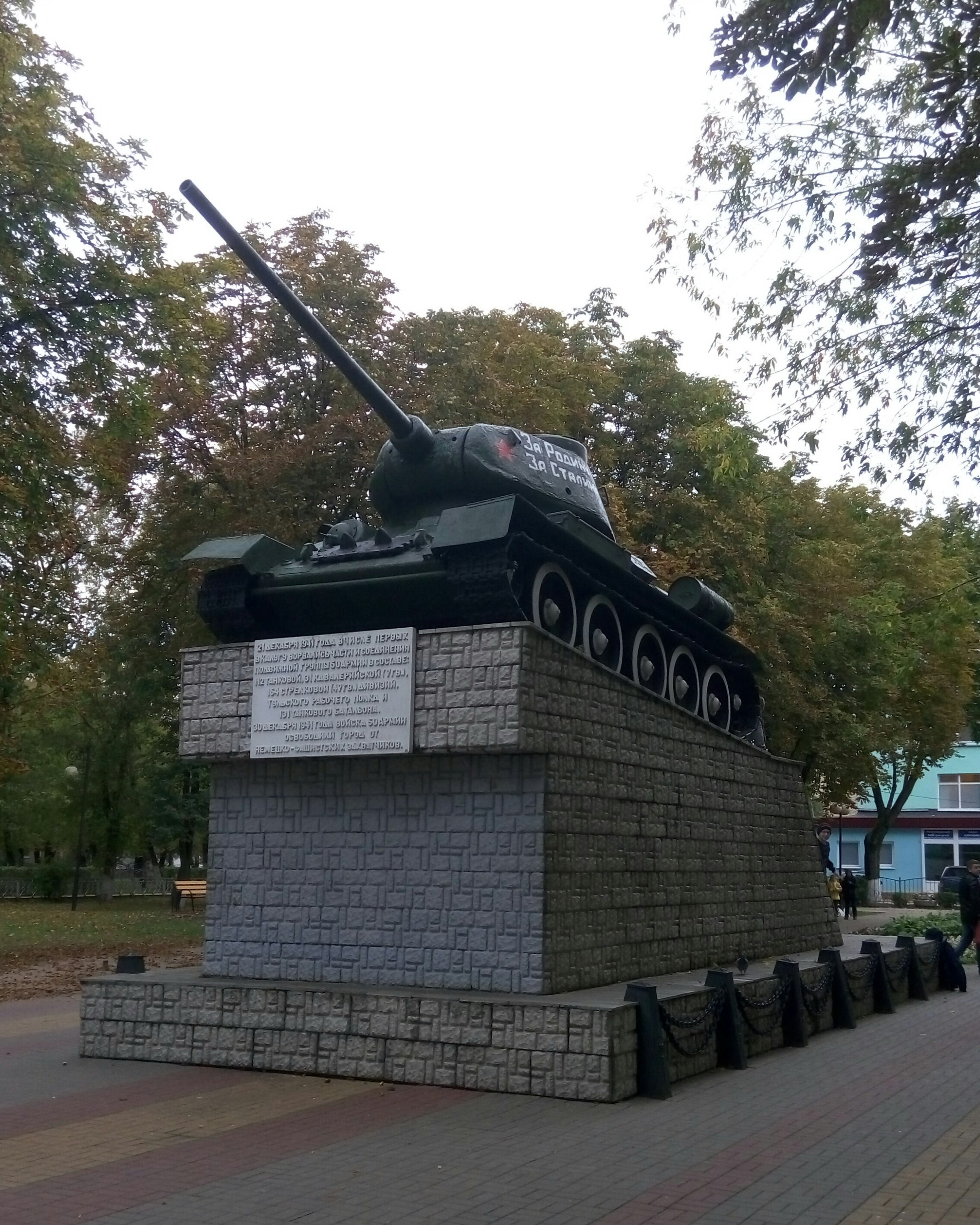
Т-34-85 в Калуге
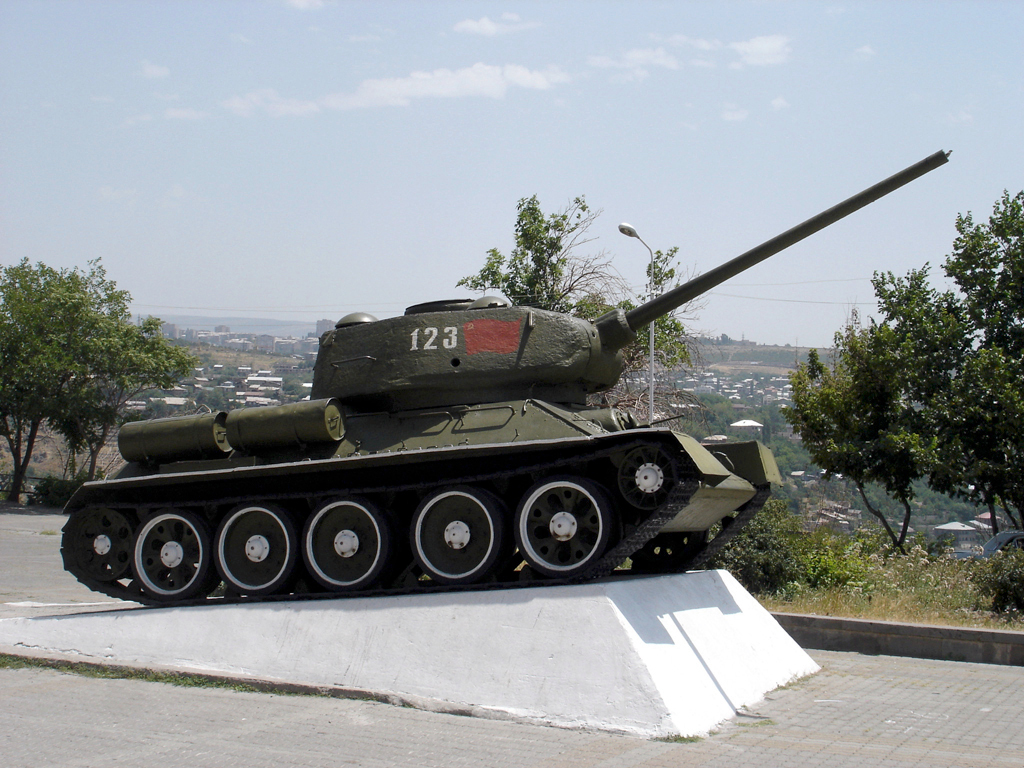
Т-34-85 в Парке Победы, военный музей Мать Армения, Ереван, Армения